# 英雄傳說 軌跡系列用語列表
本列表介紹日本Falcom公司製作的角色扮演遊戲《英雄傳說 軌跡系列》的世界觀及相關用語。
- 此處收錄以下相關遊戲作品的登場人物，以該人物於作品中主要活動地區或者所屬組織分類。
  - 《英雄傳說VI 空之軌跡》（FC、SC、the 3rd）
  - 《英雄傳說VII》（零之軌跡、碧之軌跡）
  - 《英雄傳說 閃之軌跡》（閃之軌跡、閃之軌跡II、閃之軌跡NW、閃之軌跡III、閃之軌跡IV）
  - 《英雄傳說 創之軌跡》
  - 《英雄傳說 黎之軌跡》（黎之軌跡、黎之軌跡II）
  - 《英雄傳說 界之軌跡》
- 2012年作品《那由多之軌跡》雖為軌跡系列，但與其它軌跡系列作品並非相同世界觀，因此並沒有收錄在此條目中。
- 2016年作品《英雄傳說 曉之軌跡》為同系列且同世界觀之網路遊戲，但為Falcom授權給USERJOY JAPAN公司委託製作並營運的作品，且未知其故事內容是否有違官方主要作品設定，暫時不收錄在該作品中新登場人物。
- 2018年作品《英雄传说 星之轨迹》（为《英雄傳說 曉之軌跡》的端游移植版）由于与上述相同的原因，暂时不收录在该作品中新登场人物

相關作品簡稱
| 《空》   | ：英雄傳說Ⅵ 空之軌跡系列作品的統稱           |  |
| 《FC》   | ：英雄傳說 空之軌跡FC                        |  |
| 《SC》   | ：英雄傳說 空之軌跡SC                        |  |
| 《3rd》  | ：英雄傳說 空之軌跡the 3rd                   |  |
| 《Ⅶ》    | ：《零之軌跡》與《碧之軌跡》的統稱           |  |
| 《零》   | ：英雄傳說 零之軌跡                          |  |
| 《碧》   | ：英雄傳說 碧之軌跡                          |  |
| 《閃》   | ：英雄傳說 閃之軌跡系列作品的統稱            |  |
| 《閃1》  | ：英雄傳說 閃之軌跡                          |  |
| 《閃2》  | ：英雄傳說 閃之軌跡II                        |  |
| 《閃NW》 | ：英雄傳說 閃之軌跡 北方戰役（Northern War） |  |
| 《閃3》  | ：英雄傳說 閃之軌跡III                       |  |
| 《閃4》  | ：英雄傳說 閃之軌跡IV                        |  |
| 《創》   | ：英雄傳說 創之軌跡                          |  |
| 《黎1》  | ：英雄傳說 黎之軌跡                          |  |
| 《黎2》  | ：英雄傳說 黎之軌跡II -緋紅原罪-             |  |
| 《界》   | ：英雄傳說 界之軌跡                          |  |

## 概要
至目前為止的軌跡系列作品皆以塞姆利亞大陸（Zemlyan Continent）為舞台，以被稱作「七耀曆」的曆法作為紀年方式。從《空FC》至《界》約經過了6年的時間。
在《空FC》的50多年前，因為導力器的發明，使全大陸的技術提升到新的領域。世界各地以導力能源取代舊有能源，且廣泛運用於各種用途，人類的生活也有大幅度的進步。
《閃1》、《閃2》與《零》、《碧》是在同一年內於不同地區發生的兩段故事，但故事彼此之間有著相當的聯繫在。

### 系列作時間軸
| 故事舞台＼七耀曆 | 之前 | 1202年 | 1202年 | 1202年   | 1202年   | 1202年   | 1202年   | 1202年   | 1202年   | 1202年   | 1202年   | 1202年   | 1202年   | 1203年   | 1203年   | 1203年   | 1203年   | 1203年   | 1203年   | 1203年   | 1203年 | 1203年 | 1203年 | 1203年 | 1203年     | 1204年 | 1204年 | 1204年  | 1204年  | 1204年  | 1204年  | 1204年  | 1204年  | 1204年  | 1204年  | 1204年  | 1204年  | 1205年  | 1205年  | 1205年  | 1205年   | 1205年   | 1205年   | 1205年   | 1205年   | 1205年   | 1205年   | 1205年   | 1205年   | 1206年   | 1206年   | 1206年  | 1206年  | 1206年  | 1206年  | 1206年  | 1206年  | 1206年  | 1206年  | 1206年  | 1206年  | 1207年 | 1207年 | 1207年 | 1207年 | 1207年 | 1207年 | 1207年 | 1207年 | 1207年 | 1207年 | 1207年 | 1207年 | 1208年 | 1208年 | 1208年 | 1208年 | 1208年 | 1208年  | 1208年  | 1208年  | 1208年  | 1208年  | 1208年  | 1208年  | 1209年  | 1209年  | 1209年  | 1209年  | 1209年  | 1209年 | 1209年 | 1209年 | 1209年 | 1209年 | 1209年 | 1209年 |
| ---------------- | ---- | ------ | ------ | -------- | -------- | -------- | -------- | -------- | -------- | -------- | -------- | -------- | -------- | -------- | -------- | -------- | -------- | -------- | -------- | -------- | ------ | ------ | ------ | ------ | ---------- | ------ | ------ | ------- | ------- | ------- | ------- | ------- | ------- | ------- | ------- | ------- | ------- | ------- | ------- | ------- | -------- | -------- | -------- | -------- | -------- | -------- | -------- | -------- | -------- | -------- | -------- | ------- | ------- | ------- | ------- | ------- | ------- | ------- | ------- | ------- | ------- | ------ | ------ | ------ | ------ | ------ | ------ | ------ | ------ | ------ | ------ | ------ | ------ | ------ | ------ | ------ | ------ | ------ | ------- | ------- | ------- | ------- | ------- | ------- | ------- | ------- | ------- | ------- | ------- | ------- | ------ | ------ | ------ | ------ | ------ | ------ | ------ |
| 故事舞台＼七耀曆 | 之前 |        |        |          |          |          |          |          |          |          |          |          |          |          |          |          |          |          |          |          |        |        |        |        |            |        |        |         |         |         |         |         |         |         |         |         |         |         |         |         |          |          |          |          |          |          |          |          |          |          |          |         |         |         |         |         |         |         |         |         |         |        |        |        |        |        |        |        |        |        |        |        |        |        |        |        |        |        |         |         |         |         |         |         |         |         |         |         |         |         |        |        |        |        |        |        |        |
| 利貝爾王國       |      |        |        | 《空FC》 | 《空FC》 | 《空FC》 | 《空FC》 | 《空FC》 | 《空FC》 | 《空FC》 | 《空SC》 | 《空SC》 | 《空SC》 | 《空SC》 | 《空SC》 | 《空SC》 | 《空SC》 | 《空SC》 | 《空SC》 | 《空SC》 |        |        |        |        | 《空 3rd》 |        |        |         |         |         |         |         |         |         |         |         |         |         |         |         |          |          |          |          |          |          |          |          |          |          |          |         |         |         |         |         |         |         |         |         |         |        |        |        |        |        |        |        |        |        |        |        |        |        |        |        |        |        |         |         |         |         |         |         |         |         |         |         |         |         |        |        |        |        |        |        |        |
| 克洛斯貝爾自治州 |      |        |        |          |          |          |          |          |          |          |          |          |          |          |          |          |          |          |          |          |        |        |        |        |            | 《零》 | 《零》 | 《零》  | 《零》  | 《零》  | 《零》  |         | 《碧》  | 《碧》  | 《碧》  | 《碧》  | 《碧》  |         |         |         |          |          |          |          |          |          |          |          |          |          |          |         |         |         |         |         |         |         |         |         |         | 《創》 | 《創》 | 《創》 |        |        |        |        |        |        |        |        |        |        |        |        |        |        |         |         |         |         |         |         |         |         |         |         |         |         |        |        |        |        |        |        |        |
| 埃雷波尼亞帝國   |      |        |        |          |          |          |          |          |          |          |          |          |          |          |          |          |          |          |          |          |        |        |        |        |            |        |        | 《閃1》 | 《閃1》 | 《閃1》 | 《閃1》 | 《閃1》 | 《閃1》 | 《閃1》 | 《閃1》 | 《閃2》 | 《閃2》 | 《閃2》 | 《閃2》 | 《閃2》 | 《閃NW》 | 《閃NW》 | 《閃NW》 | 《閃NW》 | 《閃NW》 | 《閃NW》 | 《閃NW》 | 《閃NW》 | 《閃NW》 | 《閃NW》 | 《閃NW》 | 《閃3》 | 《閃3》 | 《閃3》 | 《閃3》 | 《閃3》 | 《閃4》 | 《閃4》 | 《閃4》 | 《閃4》 | 《閃4》 | 《創》 | 《創》 | 《創》 |        |        |        |        |        |        |        |        |        |        |        |        |        |        |         |         |         |         |         |         |         |         |         |         |         |         |        |        |        |        |        |        |        |
| 卡爾瓦德共和國   |      |        |        |          |          |          |          |          |          |          |          |          |          |          |          |          |          |          |          |          |        |        |        |        |            |        |        |         |         |         |         |         |         |         |         |         |         |         |         |         |          |          |          |          |          |          |          |          |          |          |          |         |         |         |         |         |         |         |         |         |         |        |        |        |        |        |        |        |        |        |        |        |        |        |        |        |        |        | 《黎1》 | 《黎1》 | 《黎1》 | 《黎1》 | 《黎1》 | 《黎1》 | 《黎2》 | 《黎2》 | 《黎2》 | 《黎2》 | 《黎2》 | 《黎2》 | 《界》 | 《界》 | 《界》 | 《界》 | 《界》 | 《界》 |        |

| 七耀曆            | 利貝爾王國 | 利貝爾王國 | 利貝爾王國 |
| ----------------- | --- | --- | --- |
| 1202年 3月        | 《FC》 序章 父親、起程 | 《FC》 序章 父親、起程 | 《FC》 序章 父親、起程 |
| 4月               | 第一章 消失的定期船 | 第一章 消失的定期船 | 第一章 消失的定期船 |
| 6～7月            | 第二章 白花戀诗 | 第二章 白花戀诗 | 第二章 白花戀诗 |
| 7～8月            | 第三章 黑色導力器 | 第三章 黑色導力器 | 第三章 黑色導力器 |
| 9月               | 終章 王都撩亂 | 終章 王都撩亂 | 終章 王都撩亂 |
| 10月              | 《SC》 序章 少女的决意 | 《SC》 序章 少女的决意 | 《SC》 序章 少女的决意 |
| 11～12月          | 第一章 潛行的白影 第二章 狂暴的大地 | 第一章 潛行的白影 第二章 狂暴的大地 | 第一章 潛行的白影 第二章 狂暴的大地 |
| 12月～ 1203年 5月 | 第三章 紛亂的茶會 第四章 霧魔的標矢 第五章 守護的信念 第六章 羈絆的所在 第七章 四輪之塔                                                                                           | 第三章 紛亂的茶會 第四章 霧魔的標矢 第五章 守護的信念 第六章 羈絆的所在 第七章 四輪之塔                                                                                           | 第三章 紛亂的茶會 第四章 霧魔的標矢 第五章 守護的信念 第六章 羈絆的所在 第七章 四輪之塔                                                                                           |
| 5月               | 第八章 迷亂的大地 | 第八章 迷亂的大地 | 第八章 迷亂的大地 |
| 5月～6月          | 終章 空之軌跡 | 終章 空之軌跡 | 終章 空之軌跡 |
| 12月              | 《3rd》 第零話 星杯騎士 第一話 影之國 第二話 異界化王都 第三話 金之道、銀之道 第四話 昏暗聖痕 第五話 光與影的迷宮 第六話 守護者的試煉 第七話 遙遠的炎群 最終話 歷盡艱險，終抵彼岸 | 《3rd》 第零話 星杯騎士 第一話 影之國 第二話 異界化王都 第三話 金之道、銀之道 第四話 昏暗聖痕 第五話 光與影的迷宮 第六話 守護者的試煉 第七話 遙遠的炎群 最終話 歷盡艱險，終抵彼岸 | 《3rd》 第零話 星杯騎士 第一話 影之國 第二話 異界化王都 第三話 金之道、銀之道 第四話 昏暗聖痕 第五話 光與影的迷宮 第六話 守護者的試煉 第七話 遙遠的炎群 最終話 歷盡艱險，終抵彼岸 |
| 七耀曆            | 克洛斯貝爾自治州 | | 埃雷波尼亞帝國 |
| 1204年 1月        | 《零》 序章 特務支援課 | | |
| 2月               | 第一章 神狼們的午後 | | |
| 3月               | 第二章 金之太陽、銀之月 | | 《閃1》 序章 托爾茲軍官學院 |
| 4月               | 第三章 克洛斯貝爾創立紀念慶典 間章 琪雅 | | 第一章 新學期～初次的實習～ |
| 5月               | 第四章 悄然襲來的睿智 終章 克洛斯貝爾最漫長的一日 | | 第二章 美麗的翡翠之都 |
| 6月               | 《零》劇情結束 | | 第三章 橫越鐵路～蒼穹之大地～ |
| 7月               | | | 第四章 緋之帝都～夏至祭～ |
| 8月               | 《碧》 序章 Ｄ之殘影 第一章 預兆～新的生活 第二章 西塞姆利亞通商會議 | | 第五章 開始行動的意志 |
| 9月               | 間章 短暫的休息 第三章 胎動～眾獸的狂歡節 | | 第六章 黑與銀～鋼都動亂～ |
| 10月              | 第四章 命運未卜的克洛斯貝爾 | | 終章 軍官學院祭，之後—— |
| 11月              | | | 《閃2》 序章 歸鄉～失意的盡頭 |
| 12月              | 斷章 跨越虛幻的樂土 終章 即使如此，我們也…… | | 第一部 灰色戰記 幕間 白銀巨船 第二部 紅翼～甦醒的獅子們 終章 只管不斷向前 |
| 1205年 3月        | 《閃2》 外傳 佔領下的克洛斯貝爾 | | 後日譚 冬日的尾聲 |
| 1206年 3月        | | | 《閃3》 序章 春日再臨 |
| 4月               | | | 第一章 再會～白亞的舊都～ |
| 5月               | 第二章 矛盾的克洛斯貝爾 | 第二章 矛盾的克洛斯貝爾 | 第二章 矛盾的克洛斯貝爾 |
| 6月               | | | 第三章 鋼之顫動～海都撩亂～ |
| 7月               | | | 第四章 赫奕的海姆達爾 終章 鐘聲為誰響起 |
| 8月               | | | 《閃4》 序章 变革的世界～从黑暗的底部 第Ⅰ部 VII组的试练 断章 折断的剑,然后── 第Ⅱ部 宿命的群星 第Ⅲ部 狮子之刻～闪光的道路 前日谭 至少在这个夜里起誓                                |
| 9月               | | | 最终幕 凋谢之花，焰之尽头～ True End 改变未来，因果之轭 |
| 七耀曆            | 黎恩路線 | 羅伊德路線 | C路線 |
| 1207.02.14        | | 《創》 序章 克洛斯貝爾解放作戰 | |
| 1207.03.15        | 第一章 雪融時的歸鄉 | 第一章 再次獨立之日 | 第一章 邂逅之夜 |
| 1207.03.17        | 第二章 緋紅之都的影子 | 第二章 失落之魂 | 第二章 黑暗蠢動 |
| 1207.03.19        | 第三章 被揭露的蒼穹 | 第三章 超越幻想 | 第三章 抓住的光輝 |
| 1207.03.21        | 第四章 零之邂逅 | 第四章 甦醒的意志−黑色包圍戰 | 第四章 極樂世界 |
| 1207.03.22        | 終章 終焉˙以及創始 | 終章 終焉˙以及創始 | 終章 終焉˙以及創始 |
| 1207.04.05        | 後日譚 前往夢幻的彼端 | 後日譚 前往夢幻的彼端 | 後日譚 前往夢幻的彼端 |
| 1208年1月         | 《創》額外篇章 另一個溫泉鄉 | 《創》額外篇章 另一個溫泉鄉 | 《創》額外篇章 另一個溫泉鄉 |
| 1208年4月         | 《創》額外篇章 某位少女的校園生活 | 《創》額外篇章 某位少女的校園生活 | 《創》額外篇章 某位少女的校園生活 |
| 七耀曆            | 卡爾瓦德共和國 | 卡爾瓦德共和國 | 卡爾瓦德共和國 |
| 1208年8月         | 《黎》序章 舊市街的地下萬事屋 | 《黎》序章 舊市街的地下萬事屋 | 《黎》序章 舊市街的地下萬事屋 |
| 1208年9月         | 第一章 純真之焰～啟程～ 第二章 宿星～煌都的麒麟兒～ | 第一章 純真之焰～啟程～ 第二章 宿星～煌都的麒麟兒～ | 第一章 純真之焰～啟程～ 第二章 宿星～煌都的麒麟兒～ |
| 1208年10月        | 第三章 薩爾巴德狂想曲 第四章 災厄的協議 | 第三章 薩爾巴德狂想曲 第四章 災厄的協議 | 第三章 薩爾巴德狂想曲 第四章 災厄的協議 |
| 1208年11月        | 間章 龍來溫泉奇談 第五章 白夜的卡魯納烏爾 | 間章 龍來溫泉奇談 第五章 白夜的卡魯納烏爾 | 間章 龍來溫泉奇談 第五章 白夜的卡魯納烏爾 |
| 1208年11月~12月   | 終章 為了你能歸來的那天 | 終章 為了你能歸來的那天 | 終章 為了你能歸來的那天 |
| 1209.02.20        | 《黎2》序章 緋紅咆嘯 | 《黎2》序章 緋紅咆嘯 | 《黎2》序章 緋紅咆嘯 |
| 1209.02.28        | 第一章 side A——北方港都隨想曲 side B——代理地下萬事屋 | 第一章 side A——北方港都隨想曲 side B——代理地下萬事屋 | 第一章 side A——北方港都隨想曲 side B——代理地下萬事屋 |
| 1209.03.06        | 第二章 side A——再訪煌都 ~黑月撩亂~ side B——潛入亞拉密斯 ~並不那麼悠閒的日子~ | 第二章 side A——再訪煌都 ~黑月撩亂~ side B——潛入亞拉密斯 ~並不那麼悠閒的日子~ | 第二章 side A——再訪煌都 ~黑月撩亂~ side B——潛入亞拉密斯 ~並不那麼悠閒的日子~ |
| 1209.03.15        | 斷章 涅梅絲島 ~另一個節日~ | 斷章 涅梅絲島 ~另一個節日~ | 斷章 涅梅絲島 ~另一個節日~ |
| 1209.03.20        | 第三章 普世歡騰 首都動亂 | 第三章 普世歡騰 首都動亂 | 第三章 普世歡騰 首都動亂 |
| 1209.04.12        | 尾聲 流轉的終點 | 尾聲 流轉的終點 | 尾聲 流轉的終點 |

## 世界情勢與國家組成

塞姆利亞大陸地圖

在約50年前，由偉大的科學家先驅們所發現的導力技術革命後，軌跡系列的主世界－塞姆利亞大陸便走向了前所未有的全新現代化時代。其中大陸西部的兩大強權，被譽為西大陸第一軍事強國的埃雷波尼亞帝國與其東邊鄰國，卡爾瓦德共和國為了各自的野心，開始運用導力技術擴充軍備，意圖掌握大陸霸權。
面對兩大國的明爭暗鬥及擴張意圖，其他小國有些仰賴大陸空之女神信仰的中心，亞爾特利亞法典國的折衝庇護，有些以自身技術或資源之優勢力保中立地位，其餘則被迫周旋於兩大國的政治角力間苦苦求生。這就是從各代遊戲間不同身分的主角們的視角來面對大時代的變遷及挑戰，並在背後有著不為世人所知，超越時代與想像的正邪勢力對抗的奇幻史詩故事。

### 利貝爾王國
利貝爾王國（Kingdom of Liberl）
- 英雄傳說VI《空》的主要舞台。

位於塞姆利亞大陸西南部的王國。北與埃雷波尼亞帝國接壤，在東與卡爾瓦德共和國鄰接。現在的國家元首是艾莉西亞·馮·奧絲雷賽女王。有著一千年以上的歷史，實行著君主制,但貴族制約在100年前被廢止。雖是小國但有著豐富的七耀石資源與高超的導力技術，在女王的巧妙的外交政策下保持著與兩大國對等的關係，在煙硝味濃厚的兩大國之間有著緩衝國的作用在。
七耀曆1202年與帝國和共和國三方簽屬了不戰條約，兩國從利貝爾邊境撤兵。同年發生了被稱作為利貝爾異變的導力停止事件。國土上空出現不明浮游都市，隨後崩解碎落在境內的瓦雷利亞湖。
位於利貝爾王國的中央的是廣大的瓦雷利亞湖，湖畔周圍有很多機關設施，例如傑尼絲王立學院和雷斯頓要塞，王都格蘭賽爾也位於湖的東面，因此瓦雷利亞湖在軍事和航運方面佔有極其重要地位。此外，王國共分為五個地區，而這五個地區的名稱也以各自的中心都市而命名。除了女王陛下的直轄地王都之外，其他四個地區的管轄任務都為其各自的市長負責。
王都格蘭賽爾（Grancel）
位於瓦雷利亞湖的東南方，與西南方的蔡斯和東北方的洛連特相連。王都全境被稱作為長城《亞寧堡》（Ahnen）的古代的城牆包圍。是利貝爾的首都，政治、文化的中心地，七耀教會大聖堂、王立競技場以及各國大使館等重要機關全部在此。
地方都市洛連特（Rolent）
位於瓦雷利亞湖的東北方，與西南方的王都格蘭賽爾和西方柏斯相連。市長是克勞斯。第一產業（農業、礦業）的中心，以七耀石和農作物聞名四海。雖然是純樸的鄉下地區，但在導力革命後因為擁有盛產七耀石的礦山，而成為對導力產業來說非常重要的城市。是艾絲蒂爾的出生地（家在市外），空之軌跡故事的起點。
商業都市柏斯（Bose）
位於瓦雷利亞湖的北方，與東方的洛連特和西南方的盧安相連，北側與埃雷波尼亞帝國也鄰接著。是利貝爾第2大城也是商業活動的中心。市長是梅貝爾。與帝國的國境交接處設有哈肯大門。
海港都市盧安（Ruan）
位於瓦雷利亞湖的西方，與北方的柏斯和東南方的蔡斯相連。位處於連接瓦雷利亞湖和亞瑟利亞灣的路畢諾河河口的海港城市，自古以漁業和海運為主的繁榮城市。不過近年來因為飛艇的發展帶起的空運，而使海運量不斷減少著，在百日戰役後與埃雷波尼亞帝國的貿易也驟降許多。近幾年正在產業中心遷移到旅遊業。市長在《FC》時是莫里斯·戴爾蒙，《SC》中選出了新市長諾曼。
工房都市蔡斯（Zeiss）
位於瓦雷利亞湖的南方，與西北的盧安和東北的王都格蘭賽爾相連，東側與卡爾瓦德共和國也鄰接著,不過因為與共和國關係較良好的緣故，並沒有像柏斯北側設立著如哈肯大門般的關口。是導力產業的中心地，市內的「蔡斯中央工房」的導力技術在大陸中也位居前茅。中央工房成為全市的中心，工房長為瑪多克，行使着管理中央工房与整个蔡斯市的职权。

### 克洛斯貝爾自治州
克洛斯貝爾自治州（Crossbell State）
- 英雄傳說VII《零》、《碧》的主要舞台。

位於塞姆利亞大陸西部的自治州。由於位處埃雷波尼亞帝國與卡爾瓦德共和國之間，七耀曆1134年以兩國為共同宗主國成立，兩國在此享有治外法權。因地理位置優越以及豐富的七耀石產量，長期為兩大強權覬覦與引起爭亂之地，屢次幾乎成為戰爭導火線。國際間以「克洛斯貝爾問題」描述此狀況。
七耀曆1202年國際間簽訂不戰條約之後，兩國在此的緊張局勢也漸趨緩和，取而代之的便是各國企業的湧入與投資。在大量資金的投入下，首都「克洛斯貝爾市」在短短幾年內成為大陸上首屈一指的繁榮貿易都市。然而相較於經濟的蓬勃發展，政治基礎卻非常脆弱。兩國私下在此為了爭奪主導權而不斷明爭暗鬥，大多數政治人物也都紛紛選邊站，成為兩國的喉舌。加上法律跟不上經濟發展所形成的各種漏洞，犯罪率居高不下，讓克洛斯貝爾被人稱作光與影交錯的「魔都」。
七耀曆1204年8月31日舉行西塞姆利亞通商會議。同年迪塔政權宣布獨立，是為克洛斯貝爾獨立異變。但不久後遭到亨利·麥克道爾議長發表「獨立無效宣言」，引起多方質疑並失去戰力後，在迪塔政權的垮臺下宣告終結。
七耀曆1205年1月遭埃雷波尼亞帝國軍佔領，1月14日與帝國簽訂失去自治權的條約，3月被納為帝國領土更名為克洛斯貝爾州。
七耀曆1207年經歷衛士隊佔領事件與統一國事件後，在各國的大力支持下順利進行再獨立，成為歸屬亞爾特利亞法典國的自治州，「克洛斯貝爾問題」從此消除。
克洛斯貝爾市（Crossbell City）
克洛斯貝爾自治州中央城市。作為大陸少數的貿易城市，同時擁有鐵路和飛艇的交通設施。
近年由於受惠於不戰協議的簽訂而急速成長，導力網路等先進的的技術也蓬勃發展著。市內有著廣大的地下空間，以內建立了規模龐大的下水道與導力網路電纜。
但由於兩大國強壓的治外法權，暗地裡帝國與共和國的諜報員的活動，從國外進入的犯罪組織鬥爭等，自治州法律皆無法可管，被他國稱作「魔都」。
克洛斯貝爾車站（Crossbell Station）
和橫斷塞姆利亞大陸的鐵路網接軌的大型車站，有許多人在此進出自治州，是克洛斯貝爾的大門。
由於是個象徵著克洛斯貝爾的經濟貿易支柱的地方，帝國和共和國都有派遣臨檢官員長駐在這裡。
中央廣場（Central Square）
位於克洛斯貝爾市的中心腹地，是個人來人往、車水馬龍的大廣場。
在這裡可以找到各式各樣的店鋪。從百貨公司、餐廳到導力器商店、武器商會等眾多設施都坐落在這裡。
行政區（Governmental District）
克洛斯貝爾市長、議員以及各級政府官員在此辦公的政府機關林立的市區域。
自治州的議會長年以來一直都陷在牽扯到眾多派系的深沉政治權力鬥爭的泥淖中。此外，克洛斯貝爾警察本部也設立在此區。
蘭花塔（Orchis Tower）
《零》在建造中，直到《碧》才完工的新克洛斯貝爾市政府大樓。
位址在克洛斯貝爾市的北側，行政區的隔壁。是塞姆利亞大陸上第一座超高層建築。
是一棟共有40層樓的嶄新大樓，除了能主持自治州的行政事務之外，內部還設有國際會議廳及貿易中心。落成後將成為具備擔任西大陸經貿政治中心之機能的行政機關。在《閃3、4》帝國佔領期間改為帝國克洛斯貝爾州立總督府。
這項遠大的建設計畫在克洛斯貝爾的新市長，原IBC總裁－迪塔·庫羅伊斯上任後迅速邁向完工，並在國際會議舉辦前對來訪的外賓發表。
港灣區（Waterfront Area）
包括IBC銀行總部以及克洛斯貝爾時代週刊社等，興建了眾多企業辦公大樓的克洛斯貝爾商業街區。
在《碧》時因克洛斯貝爾襲擊事件爆炸全毀IBC銀行總部，於《閃３》時原地重建成為萊恩福爾特社克洛斯貝爾分社。
因為從這裡的公園可以眺望艾魯姆（エルム）湖的美景，而成為了被市民所喜愛的休閒場所。
也是通往湖對岸的高級療養地米修拉姆的水上巴士的出發點。
舊市區（Downtown）
自從自治州經濟快速發展起來後，就被迅速開發的都市所遺忘的日漸沒落的城市角落。
是個沒有半點繁華榮景的寂靜街區。在這裡有一間能夠交易在地下市場裡流通的物品的違法商店－交換屋。這裡大半的生意都是違法的或是遊走在法律邊緣。另外也有兩個互相對立的少年幫派設立在這裡。
在《閃3、4》帝國佔領期間，政府著手對舊市區進行翻修改建，但玩家至閃軌系列結束尚未能一窺其新面貌。
歡樂街（Entertainment District）
觀光賭場和高級飯店林立，吸引了無數觀光客的的繁榮觀光街區。
號稱大陸上舞台劇演出人氣最高的劇團－《彩虹劇團》 也坐落在此。定期公開發表的新戲劇演出無不使克洛斯貝爾市民萬分期待。
東街（The East Street）
是由來自東方的移民共同建立的濃厚異國風情街道。
這裡有供應道地東方料理的酒店和旅社，也有眾多緊密相連的露天商店。克洛斯貝爾遊擊士協會也位在這個街區的一角，在這裡聚集了許多優秀的年輕遊擊士，甚至不乏名列A級的有名人物。
西街（The West Street）
林列著許多住宅和公寓的城市西方主要幹道，是個住宅區。
在這裡可以找到西點咖啡店和雜貨店，同時這裡也是男主角羅伊德出生成長的地方。
住宅區（Residential Street）
位在城市西北方的閒靜高級住宅街區。
到處都是政治家或是貿易商的氣派豪宅，克洛斯貝爾大聖堂則位於由此區北邊出口延伸出去的道路上。
後巷（Back Street）
夾在歡樂街區和中央廣場間的狹窄地段。
外部區域是酒廊等林立的生人勿近區域，深處的一角則是支配了克洛斯貝爾地下世界的黑手黨的地盤。
地下空間（Geo-Front）
這是位在克洛斯貝爾市地下的巨大設施空間。
打從20年前的都市發展計劃就開始施工建設，共可分為A、B、C、D四個區域（《閃》、《創》中有出現新的隱藏區域）。至今已經增設了上水道、下水道、垃圾處理設施，以及導力纜線等各種設備。但是因為位於地底下，不屬於市政府當局的管轄範圍而成為有危險魔獸徘徊的危險區域。
阿爾摩利卡村（Armorica Village）
位於自治州東北部的一個居民主要以農業、畜牧、養蜂維生的美麗小村子。
由於有豐富的水源、廣闊的花田以及源於中世紀的古道等人文美景，近年來逐漸吸引外來觀光客及厭煩了大城市的喧囂的市民們到此遊玩散心。村莊也越來越熱鬧。
目前已有從村莊直達克洛斯貝爾市的導力巴士，每兩小時有一班車。
礦山鎮瑪因茲（Mainz）
位於自治州西北部的山岳地帶的一個以七耀石礦藏採掘為經濟命脈的礦山鎮。
就算是在原本就以優質七耀石礦產著稱的克洛斯貝爾，這兒出產的七耀礦石也是上上之選。雖然由於近年來金融貿易業的迅速強勢發展，使得採礦業的榮景不如以往。但儘管如此，礦石出產量仍然未見下降。來自外國的訂單仍是如雪片般接踵而來。
克洛斯貝爾警察學校（CPS(Crossbell Police School)）
地址位於自治州西南部，ノックス森林地區的警察培訓學校。
在這裡除了一般員警的培訓外，還能學習到警用車輛的駕駛技術、鑑識課人員專業技能以及搜查官資格養成。校園內除了教學設施外，還另設有拘留所和警備隊演習場等各式行政設施。
貝爾加德門（Bellguard Gate）
位於自治州西部的邊境關卡。
主要由克洛斯貝爾警備隊司令鎮守，負責防範及檢查來往埃雷波尼亞帝國與克洛斯貝爾兩地的旅行者。
唐古拉姆門（Tangram Gate）
位於自治州東部的邊境關卡。
主要由克洛斯貝爾警備隊副司令鎮守，負責防範及檢查來往卡爾瓦德共和國與克洛斯貝爾兩地的旅行者。
聖烏爾斯拉醫科大學（St.Ursula Medical College）
位於自治州南部，設立在艾魯姆湖畔的現代醫療研究大學。
附設有相當大規模的醫療設施，是一所連小孩子都知道，不論是克洛斯貝爾市民還是外國的重症患都很喜歡來這裡接受治療的醫學中心。
從克洛斯貝爾市搭乘導力巴士只需要30分鐘左右就能到達，因此市民往來看診非常便利。
療養地米修拉姆（Michelam）
位於克洛斯貝爾東南方，艾魯姆湖對岸。自古以來就已經存在的渡假勝地。
是許多克洛斯貝爾的貴族或是資產家的別墅所在地。近年來經由IBC的投資開發，在這裡建成了觀光休閒飯店及許多高級拱街，也完成了大型主題公園的建設。成為了極為受到矚目的新觀光地帶。
可以從克洛斯貝爾市的港灣區搭乘水上巴士來往於此地。
米修拉姆遊樂園（MWL(Michelam Wonder Land))）
建造在克洛斯貝爾市內的艾魯姆湖對岸的高級療養地上的大型主題公園。
園內有大型摩天輪、雲霄飛車等各式各樣的遊樂設施和景點，以及廣受遊客喜愛的貓型吉祥物「咪西」。和歡樂街區的彩虹劇團並列為最受矚目與喜愛的克洛斯貝爾觀光勝地。
星見之塔（The Tower Of Stargaze）
位於克洛斯貝爾西南方。傳說為古代鍊金術師所建，存放著大量古文書的古代遺跡。
月之僧院（The Temple Of Moon）
位於克洛斯貝爾西北方，古代寺院的遺跡。
古戰場(太陽堡壘)（The Ancient Battlefield(The Fort of Sun)）
位於克洛斯貝爾東北方。古代戰場遺跡，深處是太陽堡壘。

### 埃雷波尼亞帝國
埃雷波尼亞帝國（Erebonian Empire）
- 英雄傳說 閃之軌跡的主要舞台。

位於塞姆利亞大陸西部，以「黃金軍馬」為紋章的巨大軍事國家，採取二元君主制及貴族支配的體系，其原型为第一次世界大战前的德意志第二帝国。
《FC》的十年前向利貝爾發動百日戰爭。現任皇帝為尤肯特·萊澤·亞諾爾。在「鐵血宰相」吉利亞斯·奧斯本的執政下，對外極力吞併小國擴展版圖，對內振興經濟，也在全國鋪設了發達的鐵路網。但是因為奧斯本的改革而被剝奪既有利益的貴族正籌畫著打倒奧斯本的計畫。以奧斯本為中心的「革新派」與以「四大名門」為中心的守舊勢力「貴族派」將國內勢力一分為二，成為內戰近在咫尺的緊張狀態。
七耀曆1204年10月30日鐵血宰相在公開演說時遭受狙擊生死未卜，隨後內戰爆發，貴族派聯軍閃電佔領帝都海姆達爾，運用新式武器機甲兵在短時間內便掌握帝國境內各要地，只剩下數個帝國正規軍精銳師團持續頑強抵抗。
七耀曆1204年12月，帝國正規軍在得到皇室支持的第三勢力協助下逐漸收復帝國東部，與主勢力雄踞西部的貴族派聯軍在帝都附近形成拉鋸戰。12月31日傳言已死的鐵血宰相忽然現身，逮捕了發起內戰的凱恩公爵。以在失去加雷利亞要塞天險的情況下，國家可能遭共和國趁機侵略做為號召，統合帝國軍與貴族軍迅速結束內戰。
七耀曆1205年1月，帝國空運大量戰車至克洛斯貝爾，由盧法斯·艾爾巴雷亞領軍，閃電佔領克洛斯貝爾，3月正式宣布克洛斯貝爾歸為帝國的一州。
七耀曆1206年7月17日夏至祭，埃雷波尼亞帝國皇帝尤肯特三世遭槍擊後，宰相與塞德利克皇子以其為藉口，向共和國開戰。
緋之帝都海姆達爾（Heimdallr）
以西塞姆利亞大陸最大規模為豪的都市。建於七耀曆171年。
在緋色的紅磚為基礎的美麗街道，也存在著許多歷史感的建築物。近年受到導力化的影響，在帝國全境鋪設了鐵路網，在市區街道也有地上鐵路，自家用車也開始增加中。
在帝都的北側有皇帝的居所及帝國政府的進駐，壯麗的「巴爾弗萊姆宮」，在中心則有百貨店及歌劇院林立，具有華麗的氣息。但也有像是貧民區的地方，真實展現出了帝國的貧富落差，在帝都地下有橫跨帝都的地道，認為是中古時代的遺物。
近郊都市托利斯塔（Trista）
位於帝都海姆達爾之東，乘橫斷大陸鐵路約20分鐘左右距離的近郊城鎮。
具有歷史但陳舊感不多，是個氣氛舒服的城鎮。北側有黎恩一行人上學的「托爾茲軍官學院」，也因此有做為學生街的機能。
有著「凱安茲書房（ケアンズ書房）」、「托利斯塔車站」、當舖「密希特（ミヒュト）」、「七耀教會托利斯塔禮拜堂」、服飾店「露・莎潔」等商店，除此之外，還存在著放送導力廣播節目的「托利斯塔電台」。
近郊都市利弗斯（Leeves）
位于帝都海姆达尔之西，乘横断铁路约30分钟左右距离的近郊城镇。
原先是卡普亚一家的领地.经过奥蕾莉亚分校长个人出资改造后建设了「托尔兹军官学院第二分校」.
艾爾巴雷亞公爵領地（Albarea Dukedom）
克魯琴州（The Province of Kreuzen） 
位於帝國東部，四大名門中艾爾巴雷亞公爵所治理的領州。在《閃1》中，領主公爵為了擴充軍備對境內大小城鎮大規模地增稅，引起許多居民的不滿。
翡翠公都巴利亞哈特（Bareahard）
克魯琴州的州都。由VII班尤西斯的老家艾爾巴雷亞公爵家直接管理，總人口約30萬的大都市。是帝國境內有名的貴族城市。也是1204年5月特別實習時VII班A組成員的實習地。
身為國內寶石及毛皮的名產地，有許多優秀工匠在城市南邊的工匠街開店。此外還有貴族街、中央廣場、城市機場、車站前大道、餐廳、裁縫店、七耀教會大聖堂等各式各樣的地區和設施。
奧洛克斯堡壘（Aurochs Fort）
位於巴利亞哈特城市東郊的中世紀巨大堡壘。
《閃1》中，艾爾巴雷亞公爵家對其進行作為現代軍事據點的大規模改建。並為了準備與革新派正面對決，領邦軍也積極地加強軍備。
交易鎮凱爾迪克（Celdic）
位於廣大的穀倉地帶中心，農產品、手工藝品等買賣交易繁盛的商業城鎮。也有大陸橫斷鐵路的運輸車站，每週固定舉辦的大市集相當熱鬧。是1204年4月特別實習時VII班A組成員的實習地。
《閃1》中實習期間因在夜間發生大市集倉庫遭竊的事件，再加上因公爵大幅提高商業營業稅，城鎮內感到不滿的商人日益增加，商業上的糾紛也開始增加。但領邦軍似乎視而不見。
凱恩公爵領地
拉瑪爾州
位於帝國西部，四大名門中凱恩公爵所統治的領州。
海都歐爾迪斯
拉瑪爾州的州都，人口40萬的巨型海港都市，城市規模及人口都高居帝國第二。靠著海洋貿易等途徑，讓凱恩公爵成為富可敵國的帝國頭號大貴族，其領邦軍的軍備甚至可媲美一個小國家。是1204年9月特別實習時VII班B組成員的實習地。每年6月的夏至祭,於海面放出數以千計的燈籠成為當地一大特色。
1206年7月19日城市突然受到被結社與北方獵兵殘黨從領邦軍處搶走的4門列車炮炮擊，最終在黎恩一行人的努力下全數成功奪回。
布利歐尼亞島
位於帝國西部的島嶼，以遺跡出名。是1204年6月特別實習時VII班B組成員的實習地。
海恩斯侯爵領地
沙薩蘭特州
位於帝國南部，四大名門中海恩斯侯爵負責治理的領州。
舊都聖特亞克
沙薩蘭特州的州都。是在帝國遷都海姆達爾前的首都城市。雖然不再是國家的政治中心，但仍是帝國境內重要的大城市之一。也是1204年5月特別實習時VII班B組成員的實習地。
帕爾姆市
帝國南部知名的紡織城鎮，同時有范德爾家的練武場，但於1205年秋季關閉,之後於1206年再開。是1204年4月特別實習時VII班B組成員的實習地。
身為現今帝國距離利貝爾王國最近的都市，在《SC》受到利貝爾異變的影響全市發生導力停止現象。帝國將此視為重大跨國事件，以懷疑利貝爾王國可能開發出超乎想像的巨大兵器為理由，指派第三機甲師團中將賽克斯·范德爾領軍在市區郊外集結，觀察利貝爾的情勢。不過最後在奧利巴特皇子出面與王國軍折衝，並靠著遊擊士協會的努力讓異變和兩國間可能的軍事衝突得以和平落幕。
和已經滅村的哈梅爾村也在附近。
羅格納侯爵領地（Rogner Marquisdom）
諾帝亞州（The Province of Nortia）
位於帝國北部，四大名門中羅格納侯爵所管轄的領州。
黑銀鋼都盧雷（Roer）
帝國北部的諾帝亞州的州都。由安潔利卡的老家，羅格納侯爵家直接管理的帝國核心工業技術大城。是1204年9月特別實習時VII班A組成員的實習地。
帝國最大的軍事企業，萊恩福爾特社的總公司就位在城市中心。分層設計並由大型電扶梯聯繫的城市中，有眾多工廠、工房及導力發電機林立。培育國家未來的優秀工程師的盧雷工科大學也座落在城市一角。
在此不斷進出之鐵路憲兵隊與領邦軍不時因管轄權問題發生衝突，貴族派與革新派對立的緊張關係也無可避免地在此顯現。
扎克森鐵礦山（Sachsen Iron Mine）
位於盧雷東北的巨大鐵礦山，支持帝國經濟200年以上的重要工業命脈。
其出產的鐵礦是帝國近代工業化的重要基礎。為此特別將其所有權劃為帝國皇室直轄，並交由萊恩福爾特公司與諾帝亞州共同管理。開採出來的鐵礦會先就近在煉鋼廠煉成鋼鐵，再藉由鐵路網運送到帝國各地。
亞爾賽德子爵領地（Arseid Viscounty）
湖畔之鎮雷格拉姆（Legram）
位於巴利亞哈特西南方，由亞爾賽德子爵治理，艾貝爾湖所在的湖畔之鎮。有能通往南部沙薩蘭特州的水上定期船營運。是8月特別實習時VII班A組成員的第一實習地。
因為鄰近艾貝爾湖，所以天候時常會起霧。雖然面積不大，但是個風光明媚，吸引許多人來此度假的嫻靜城鎮。此外也有許多習武之人為了精進自身武藝而造訪劍術名門，亞爾賽德流當家子爵「光之劍匠」的所開設的「練武場」。
也是個還保留著帝國古老精靈信仰，流傳著許多精靈及妖精、魔物等傳說，帶給人神秘美感的城鎮。其中最有名的就是有關在250年前獅子戰役中的傳奇人物「槍之聖女桑德羅特」的傳說。
羅恩格林城（Lohengrin Castle）
雷格拉姆近郊，聳立於艾貝爾湖中央孤島上，美麗且壯麗的古城。據說就是當年聖女桑德羅特率領的「鐵騎隊」的根據地。
在聖女突然逝世後，德萊凱爾斯大帝將其交託給鐵騎隊的副隊長，也就是亞爾賽德子爵家負責管理目前已化為廢墟的古城。
雖然是早已多年無人居住的老舊古城，但在雷格拉姆當地，多年來都盛傳著聖女之英靈會在明月之夜現身在城中的民間傳說。
舒華澤男爵領地
溫泉鄉悠米爾（Yumir）
位於帝國北部，由VII班黎恩的老家，舒華澤男爵治理的領地。是《閃1》廣播劇「歸鄉〜迷惘的盡頭〜」的故事舞台及《閃2》中故事前期VII班的根據地及中後期重大行動後之休息站。
雖然算是帝國境內較偏遠的小鎮，領主爵位也低。但靠著舒華澤家與帝國皇室的良好交情，仍在國內保有一定的影響力和聲望。城鎮自豪的溫泉名勝也吸引了不少來此療癒身心的旅客。
茱萊特區
位於帝國西北海岸的舊自由都市。原為獨立小國「茱萊市國」，但8年前在鐵血宰相的計畫下被合併成為帝國政府直轄地。是8月特別實習時VII班B組成員的第一實習地。當時班上只有克洛說出了這個地區的相關訊息。帝國解放戰線首領「C」，也就是克洛在公開演說中狙殺了鐵血宰相之後，由憲兵上尉克蕾雅揭穿他出身於此地。
加雷利亞要塞（Garelia Fortress）
位於埃雷波尼亞帝國東部邊境，是在山岳地帶開鑿山壁建造成的大型軍事要塞。
自古以來始終作為對抗卡爾瓦德共和國的軍事重地。七耀曆1199年要塞新增了強力武裝「列車砲」兩門，射程可直擊克洛斯貝爾市，其破壞力可在2小時內殲滅克洛斯貝爾50萬的總人口。
此舉讓帝國、共和國及克洛斯貝爾自治州三方地區之軍事緊張情勢直線上升。
七耀曆1204年10月24日揮軍攻打克洛斯貝爾自治州的迪塔政權，然而遭到三架神機的猛烈攻勢導致第五機甲師團與加雷利亞要塞皆被消滅。
諾爾德高原（Nord Highlands）
位於帝國東北，躍過艾森卡爾德連峰後的廣闊高原地帶。
自古以來，游牧民族在此生活，他們靠著牧羊與養馬維生。帝國與共和國皆主張其所有權，但因嚴酷險峻的地形，貿易路線也不發達，兩國對立關係也沒有那麼嚴重。
諾爾德的游牧聚落（Nord Nomadic Village）
位於高原地區的中央位置，蓋烏斯的故鄉。
以被稱作「蓋爾」的移動式住宅所構成，隨季節移動。與帝國的關係是老交情，與駐守高原的帝國軍與國境師團關係也很良好。也流傳著是以前德萊凱爾斯大帝年輕時，流浪的盡頭等逸聞。
哈梅爾村
以前為帝國最南方的村落，十年前因故而從地圖消失。
此村莊為約書亞及萊維的故鄉。
詳見：哈梅爾的悲劇

### 卡爾瓦德共和國
卡爾瓦德共和國（Republic of Calvard）
- 英雄傳說 黎之軌跡和英雄傳說 界之軌跡的主要舞台。

位於埃雷波尼亞帝國以東的民主國家。百年前原為君主制國家，直到舊王國政府因為革命而被推翻後，轉變為現今的共和體制。前元首為洛克史密斯大總統，在《閃4》後因執政黨在選舉中落敗而卸任，繼任者為洛伊·格蘭哈特。
為了爭奪大陸西部的霸權，歷史上曾與埃雷波尼亞帝國發生數次衝突。大量移民獲得了多元的文化背景。其中著名的「東方人街」有著濃濃的東方色彩。但大量地接收移民的弊端導致治安不佳，在國內恐怖活動事件也大量地發生著。其原型包括了美、法等國家
首都伊帝斯（Edith Capital）
卡爾瓦德共和國的首都，同時也是居住人口多達百萬的當今大陸上規模最大的都市。
城中有著建於90年前的總統府、面對共和國議會的革命廣場、菁英校友輩出的名門高中、出版社和導力電影院林立的地區、跟不上開發腳步的舊市街，以及面對河畔的商業地區等，在大街上還有著白色的丁香行道樹。
由於是大陸上首屈一指的導力車大國，不僅街頭的車款相當多樣化，也較其他國家率先引進交通號誌。同時也是大陸上首座以「地下鐵」來取代路面電車，聯絡城中主要地區的都市。
整個城市一共分為12個區域，另外在地下還有一個不被地圖記載的特殊區域「第十三區」。
梵泰優地區
首都第一區，為伊帝斯的中心區域，共和國總統府及議會所在地。
面對共和國議會的革命廣場中央聳立著共和國革命之母「希娜‧迪爾克」的雕像，用以紀念百年前的民主革命。
賽登地區
首都第二區，緊鄰梵泰優地區，首都內重要的行政及商業機關以及首都警察總局皆在此處。
緊鄰警察總局的瑪賽拉緹飯店是首都最高級的飯店，接待許多重要政客及商業人士。另外，被譽為傳說中的行模特兒 - 莫拉 - 的創立的艾爾蘭特的高級服飾店亦設立於此。
特里昂塔/特里昂購物中心
首都第三區，特里昂塔為伊帝斯的指標性建築物，全長高210亞矩，於50年前由C·愛普斯泰恩博士所設計，覆蓋伊帝斯全市的導力網路即是由此處發散至首都各地，另外塔上的瞭望台可以欣賞到首都各處的景色，也是首都知名的景點。
特里昂塔正面的巨大購物中心除了展售烏爾努公司最新導力產品的「烏爾努商店」、可享受到高級甜點滋味的「昆西冰果室」、上映眾多作品的「導力影城」之外，還有銷售利貝爾王國產品的「利貝爾特產館」等。
泰雷爾地區
首都第四區，出版社及導力電影院林立的區域，有相當濃厚的文藝氣息。
座落於區域中央的導力電影院「神智劇院」是從導力電影黎明期創立至今的老牌劇院，與特里昂購物中心開設的新興電影院「導力影城」為伊帝斯的兩大導力電影院，兩家電影院撥放的電影類型略有不同。
此區還有伊帝斯最大的出版社「泰雷爾通訊」、共和國最大黑幫「黑月」經營的東方餐館「彩雲閣」等。
歐貝爾地區
首都第五區，伊帝斯的名門高中「亞拉密斯高等學校」、伊帝斯大教堂及艾爾薩姆公國駐外辦事處皆座落於此處。
位於學生宿舍附近的甜點鋪「安達露西亞」是伊帝斯收區一指的名店，其甜點的美味程度不亞於「昆西冰果室」，另外在各季節皆會推出季節限定版甜點，每日只有二十份，是相當難買到的夢幻甜點。
河畔區
首都第六區，由一條河川貫穿中心的區域，河畔兩旁有著伊帝斯唯一的中東式教堂、老牌汽機車維修店以及展演空間，另外在河畔廣場散落著許多零星的攤販。
座落於河畔邊的居酒屋「貝爾默緹」除了可以悠閒的小酌一番外，同時也是一間情報屋，店長兼調酒師的貝爾默緹除了是一位相當優秀的調酒師以外，同時也是一位情報販子，其收集情報的效率及準確率深受各方勢力青睞，有許多勢力都會來此交換情報。
站前大道
首都第七區，伊帝斯車站前的商業大道，同時也是車站與市內各區的轉運中心，老字號百貨公司「伊帝斯百貨」、新興導力咖啡廳「伊爾塔」以及游擊士協會首都分部皆座落與此處。
舊市街
首都第八區，外觀較為老舊的住商混和區，但生活機能豐富，導力工房、雜貨店、大教堂應有盡有，公共三溫暖澡堂「拉古納」亦座落於此區。
位於住商混合大樓一樓的餐廳「蒙馬特」是只有內行人才知道的隱藏名店，老闆維克托的手藝可以媲美三星主廚，洛克史密斯前總統和阿斯瓦爾王儲亦曾是曾座上客。故事中曾被著名飯店邀請成為主廚，不過在著名香頌歌手多明尼克‧蘭斯塔的協調下，最後以每個月要去一次進行指導廚藝為交換條件婉拒其邀請。
地下萬事屋「亞克萊德解決事務所」位於住商混合大樓二樓，餐廳「蒙馬特」樓上，為黎之軌跡主角范恩‧亞克萊德經營的事務所，專門為一些不方便委託協會或警察的特殊人士解決委託，是遊走在黑白兩道之間的特殊職業，黎之軌跡的故事即是由此處開始。
中央市場
首都第九區，伊帝斯最熱鬧的大規模市場。從日用雜貨到生鮮食品應有盡有，不僅是在地人眼中的首都廚房，也有許多觀光客慕名而來，使此處總是人來人往。
離大街有一段距離處有間對咖啡豆特別講究額老闆開的烘焙店，據說蒙馬特的咖啡就是用這家店的豆子。
雷佛
首都第十區，位於共和國首都伊帝斯境內高地的寧靜住宅區，位於共和國首都伊帝斯境內高地的寧靜住宅區。雖然該地品地勢起起伏伏，但由於可以俯瞰首都的公園和便於開上首都高速公路的交通條件，使得這裡成為生活條件優越的地區，深受富裕階層的青睞。
亞妮艾絲的老家為座落於此區外圍的一棟獨棟房屋。除了亞妮艾絲的家一格蘭哈特宅邸之外，她的青梅竹馬奧黛特和亞爾貝爾的家也位於這個地區。
在首都泛魔化時出現於此區的魔球於倒數的第一階段被擊破。
謝爾丹
首都第十一區,作為觀光名勝而聞名的共和國首都伊帝斯境內區域。以中央廣場為中心，有各種演出節目的大劇院「謝爾丹」、使Z-1賽車廣受歡迎的原因之一的博彩公司「梅里達小收藏了大量新銳藝術家作品的近現代美術館等設施林立，吸引了眾多國外遊客的目光。
在首都泛魔化時出現於此區的魔球於倒數的第二階段被擊破。
格蘭賽道
首都第十二區，伊帝斯外圍區域，以Z1賽車專用賽道為中心的區域，外圍有Z1品牌商店、攀岩場及摩天輪等設施。
黑芒街
伊帝斯中不被地圖紀載的「第十三區」，不法份子群聚的三不管地帶，出入者大多是背景複雜的黑社會人士。
深處還有一個叫廢棄區的地方，是連黑社會人士都不會踏入的荒廢區域。
迪爾克紀念公園
位於伊帝斯郊外的自然公園，中央廣場有另一尊「希娜‧迪爾克」的雕像，為紀念民主革命之母「希娜‧迪爾克」而命名為迪爾克紀念公園。
阿勒泰爾市（Altair City）
位於卡爾瓦德共和國最西方的港灣都市。
因為都市坐落在大河キュレー旁，運輸非常便利，物流和商業頗為興盛。從克洛斯貝爾市搭乘火車不用一個小時便能抵達，因此在兩個商業都市間有許多商人來來去去。
煌都蘭波特（Langport Vice-Capital）
位於共和國南方，號稱共和國第二心臟的海港大城，亦擁有繼首都之後，人口達55萬人的共和國人口第二大城市。別名「羅州」。
有著近代化的商業大樓的新市街以及大陸最大的東方人街，因入夜後的炫璨夜景被稱為煌都。同時也是共和國最大的黑幫「黑月」的根據地。
東方人街
東方移民所築起的大規模街道，東方街匯聚了各種文化、人種、物資，被譽為「東西文化的交叉點」。充滿著異國情調的建築物，是共和國著名的觀光景點。
同時也是黑月本部的所在地，在遊戲中登場的娛樂小說「賭博師傑克」中也曾登場。
東方第二大街
相當於東方人街的「舊市街」的街區。
有別於既為東方人街門面，同時也有盧家坐鎮的第一大街，這裡有許多大眾餐廳、澡堂等貼近當地居民日常生活的店家與設施，因此較少觀光客造訪。
同時也有東方三大拳法之一「月華流」的總部道場所在地聞名。
工學都市巴澤爾
位於共和國西南方，以自然科學研究聞名的都市。
因其峽谷地形分成從中世紀至今的大學街區與工匠街，以及設有烏爾努公司總部為中心的新市街。因半世紀前的「導力革命」而迅速發展，包括愛普斯泰恩財團在內的各地財團和導力技術公司亦有在當地進駐。
港灣都市梅瑟達姆（Messeldam Port）
位於卡爾瓦德北部，面臨北海的中等規模港灣都市。
既為北海貿易的要衝，自古以來也是供應王都奧拉西翁新鮮海產的重要漁業地帶，但如今隨著飛行船技術的發達而逐漸走下坡。然而即便如此，此處仍是通往雷米菲莉亞等地的玄關，位置相當重要。
有別於南部的蘭波特，此地沒有東方人街，保留著王國時代街景的港灣地區甚至有著作為歷史文化街區的價值，頗受歡迎。
就地理位置而言，此地較少與東方文明與中東文化接觸，但從以前就盛行顛覆傳統的前衛藝術，在「導力影展」於1208年起移師薩爾巴德之前，每年皆是在梅瑟達姆舉辦。
遊樂都市薩爾巴德（Tharbad City）
位於卡爾巴德共和國東南部的旅遊休閒城市，面向沙漠綠洲。人口約10萬人。
過去，它是一個中東文化傳統舞蹈和音樂繁榮的宿舍城鎮，但由於地下水系統改善，水量增加，城市建設計劃推進，因此發展成為一個城市。
根據城市建設計劃，城市分為新市區和傳統區，新市區建設了新的城市區域，傳統區則是以前的市中心。新市區有新興的電影公司「維加斯電影」，還有獲得六星評價的度假酒店和賭場進駐，給人一種華麗的氛圍。另一方面，傳統區保留了原有的文化，那裡的熱鬧市集吸引了旅行者和觀光客的喜愛。
奧拉希翁
共和國第三大都市，擁有28萬市民，舊王都的所在地，同時也是共和國舊貴族的根據地，市內有共和國最大的大教堂、老牌歌劇院、高級甜點品牌昆西公司的總部等。
中央有共和國舊王室的城堡遺跡，該遺跡與其地下錯綜複雜的地下道曾被新興黑幫「阿瑪塔」利用創世的力量改造，並以奧拉席翁28萬市民為人質強迫地下萬事屋為首的各勢力在此處進行死亡遊戲，首領傑拉爾在王座前被地下萬事屋擊殺後，該遺跡被殘餘幹部梅魯奇歐以炸彈型古代遺物炸毀。
龍來
共和國最東方的邊境小鎮，共和國有名的溫泉鄉，以硫磺溫泉著名，小鎮南北有兩座山脈環繞，北方為「天山連峰(索拉利斯連峰)」，南方為「伊修加爾山脈(崑崙山脈)」，鎮上整體為東方風格，但跟蘭波特的東方風格不同，是更加純樸的遠東風格。
除了有共和國首屈一指的溫泉旅館外，東方三大流派之一「泰斗流」的道場亦設在此處，不過隨者著十年前掌門人龍牙‧樓蘭去世，泰斗流也隨之沒落，目前該道場由某位重要人士接手並隱居在此處。
克雷優村
位於首都伊帝斯近郊的農村小鎮，人口約千人，鎮上風光明媚，郊外的丘陵上聳立者許多古老的石柱群遺跡，當地的薄煎餅相當有名，另外此處也有出產許多優良食材，蒙馬特使用的許多食材皆從此處進貨。
西耀曆S1208年11月15日深夜，黑幫「阿瑪塔」首領傑拉爾故意放出情報將情報販子丁格‧布拉德引到此處，並用反應兵器連同整個村莊一起炸毀，克雷優村就此消失。
安卡維爾
共和國首都伊帝斯南方的商業城市，位於卡爾瓦德共和國首都伊帝斯與古都奥拉希翁正中間。作為連接這兩個城市的中繼城市而繁榮發展，許多大企業的分店和分公司也相繼進駐。雖然沒有顯著的特徵，但以其平靜的氛圍和宜居的環境，贏得了共和國市民的一定好評。
阿瑪塔曾於此處製造爆炸恐攻以牽制共和國警察及游擊士協會。
蘭斯塔家族在安卡雜雨市內經營咖啡廳兼簡餐店「黑貓之夜亭」。現任店主是電影女演員荣迪絲的母親，前代幻夜之貓克洛伊·蘭斯塔。盡管這家店由前一流藝術家經營，但店內的氛圍與顧客之間的距離相當親近，因此被當地居民視為休憩好去處而深受喜愛。
市內的大型醫院為「安卡維爾綜合醫院」，配備了最先進的醫療設備，吸引了不少從遠方前來就診和治療的病患。
涅梅絲島
共和國南方海域的熱帶島嶼，是共和國有名的渡假勝地，島上約70%的部分為未開發區域，擁有許多自然景觀及舊村莊遺跡，目前被某位神秘資產家買下，正在進行重新開發的計劃。
黎之軌跡2證實此處為「D:G教團」最邪惡的分部「樂園」舊址，島上留有許多教團設施的遺跡以及研究資料。
瑟庫宇宙軍基地
建在共和國東南方伊修加爾山脈深處的廣大盆地之中，用來執行摘星者計畫的大規模設施。直到計畫正式發表之前都被視為國家最高機密，其存在被徹底保密。

### 其他國家、地區
亞爾特利亞法典國（Arteria）
位於大陸中部，七耀教會總部所在的都市國家。
著名的宗教聖地，供奉空之女神愛德絲。來自世界各地的眾多信徒與宗教人士聚集於此。
有負責都市防衛的「僧兵省」、監督各種祭祀儀式的「典禮省」、管理女神聖物的「封聖省」三大機關。
為大陸諸多自治州在名義上的宗主國，因為治理權力幾乎都下放到各自治州政府上，所以這些自治州都處於實質獨立的狀態。
雷米菲利亞公國
- 《英雄傳說 曉之軌跡》的主要舞台。

位於大陸北部的公國，擁有先進的醫療技術。
擁有景色秀麗的森林與湖泊，風光明媚的景致成為了觀光勝地。
致力於培養優秀的醫生與匯集了研發各種醫療器材的企業，是著名的高水準醫療國家，也協助克洛斯貝爾設立了聖烏爾斯拉醫科大學，
阿尔丹特
雷米菲利亞公國的首都
列曼自治州
位於大陸中西部的自治州。
擅長導力器開發的愛普斯泰恩財團的所在地，也是愛普斯泰恩博士的故鄉。
遊擊士協會本部與訓練場「盧·洛克爾訓練場」也設立於此。
諾森比亞自治州
- 《英雄傳說 閃之軌跡 北方戰役》的主要舞台。

位於埃雷波尼亞帝國北部，原為「諾森比亞大公國」，首都為哈利亞斯科。
七耀曆1178年被突如其來的鹽之杭化成鹽海，導致大公國的滅亡。人民隨後推翻了在危難時刻逃至國外的大公國政權，武裝起義後建立了民主議會。
鹽之杭事件過後經濟蕭條，人民貧困不堪，多數人選擇成為傭兵謀生。於是成為了北之獵兵的發源地。
在北方戰役後，為帝國所併吞。
「諾森比亞」（Northumbria）源自於古代英國的盎格魯-撒克遜七大王國之一。
哈利亞斯科
諾森比亞自治州的首都，遭帝國併吞後成為了帝國八大都市其中之一。
奧雷德自治州
位於塞姆利亞大陸中央偏北，與雷米菲利亞公國、卡爾瓦德共和國相鄰的自治州。雖然所在位置比共和國北部的梅瑟達姆還要北方但卻氣候溫暖，因此自古以來發展出獨自的農業生態圈。
由於境內大部分為農地，此處以恬淡的鄉村風景廣為人知。然而，近年來由於馬爾鐸克公司（馬爾鐸克綜合警備保障）將總公司設於此地，在以外資為主的資金挹注下受到的影響日益增多。
所屬國不明都市
艾梅洛茲市
七耀教會福音設施「紫苑之家」的所在地。設有大聖堂。
浮游都市 － 利貝爾·方舟（Liber-Ark）
古代利貝爾人的都市，擁有非常高科技的文明，也是女神至寶輝之環的所在之處。
1200年前遭封印機構與輝之環一同封印在異世界空間內。《SC》結社解開封印後，出現在利貝爾上空。而後隨著輝之環為結社帶走而失去動力，崩解在利貝爾境內的瓦雷利亞湖。
影之國
輝之環創造的異世界國度，在《3rd》中被影之王控制著。
影之國是女神的七至寶之一的「輝之環」所創建的高位次元世界，該世界的形態會隨著人的意念的改變而產生各式不同的變化。影之國能將任何人的想像實體化，是古代人的樂土，卻也因此滅亡。
是輝之環的子系統，幫助輝之環運行，對影之國世界有著絕對的支配權。在利貝爾王室先祖創造出雷克爾斯的方石後，以自己精神的一部分進入影之國作出干預，藉此影響輝之環的機能達到封印目的。
在輝之環遭結社帶走後失去動力來源。然而搜尋到當時人在利貝爾·方舟之上的凱文·格拉漢身上的聖痕黑闇面力量，將之作為新動力來源。聖痕黑闇面也在此內產生了自我意志，成為影之王
《3rd》凱文接觸到方石這項影之國終端的古代遺物時，影之王趁隙將凱文一行人拉進此內。在凱文打倒自己的聖痕黑闇面後失去了動力來源，逐漸消失。
隱者庭園（The Garden of Recluse）
凱文一行人在被捲入影之國後最先到達的地方。
是隠者庭園的主人尚未被影之王奪取的掌握地段。

## 重要歷史事件&劇情概述
記錄了由初代空軌到現在的劇情整理，與簡易重要事件年表，內容含大量劇透請斟酌閱讀。

### 塞姆利亞年表（Zemlyan Chronology）[5]
| 七耀曆 | 事件 | 系列作品 | 系列作品    |
| ------ | --- | -------- | ----------- |
| 以前   | 創世巨神傳說，留下被遺棄的眷屬與「巨碩之力」留在大地。 利貝爾方舟被王室始祖賽雷斯托D 所封印。異次元中存在有72惡魔與五柱魔王 |          |             |
| 0      | 「大崩壞」發生，古代塞姆利亞文明滅亡。 |          |             |
| 1-200  | 埃雷波尼亞帝國與利貝爾王國建立，焰之聖獸與魔女長老融合。 |          |             |
| 270    | 因巨碩詛咒而生的最邪惡幻獸黑暗龍攻擊帝都海姆達爾，在其瘴氣籠罩下海姆達爾成為死都,時任皇帝亞斯特流斯二世被迫出逃，於南部聖特亞克設立陪都。 |          |             |
| 371    | 時任皇帝赫克特二世駕駛緋紅騎神，在大地聖獸的協助下降伏黑暗龍並封印之在帝國博物館下，但大地聖獸被大部分詛咒汙染，成為無名之聖獸，並將自身封印在大聖堂下的黑之星杯，之後在地精和魔女一族的協助下，把已詛咒的緋紅騎神封存於皇宮地底下。                                                                    |          |             |
| 700    | 庫羅伊斯家族煉成的人造生命，幻之至寶的琪雅被託付給DG教團並沉睡在太陽堡壘深處。 |          |             |
| 947    | 帝國獅子戰役爆發。 |          |             |
| 952    | 7月4日，帝國獅子戰役終結。皇子德萊凱爾斯成為埃雷波尼亞帝國第73代皇帝。 |          |             |
| 1100   | 女革命家西娜·迪爾克發起卡爾瓦德民主化革命，同年卡爾瓦德共和國建國。 |          |             |
| 1150   | C·愛普斯泰恩博士發明導力器(Orbment)以及留下八創世，史稱「導力革命」。同年 「遊擊士協會」成立。 |          |             |
| 1154   | C·愛普斯泰恩博士在列曼自治州去世。 |          |             |
| 1155   | 「愛普斯泰恩集團」成立。 |          |             |
| 1157   | 阿爾巴特·拉塞爾博士成立了蔡斯中央工房前身「蔡斯技術工房」。 |          |             |
| 1162   | 艾莉西亞二世在20歲時即位為女王 。 |          |             |
| 1163   | 「烏爾努社」成立。 |          |             |
| 1173   | 「蔡斯中央工房」成立。 |          |             |
| 1178   | 7月1日-4日，原諾森比亞大公國被鹽之杭化成鹽海。事件平息後公國變為自治州，北方獵兵建立。 |          |             |
| 1187   | 商用飛行艇「埃迪魯那號」失事，利貝爾王國尤迪斯王太子夫婦不幸罹難去世。 |          |             |
| 1189   | 漢彌爾頓博士利用阿瑪塔核心，預支薩爾巴德20年未來之後的水源 |          |             |
| 1190   | 愛普斯泰恩集團和蔡斯中央工房共同發表「導力網路」的構想。 |          |             |
| 1192   | 4月23日，哈梅爾的悲劇發生。其後，埃雷波尼亞帝國以此為由，和利貝爾王國爆發百日戰役。 |          |             |
| 1196   | 諸萊市國被帝國合併而成為帝國政府直轄地-諸萊特區。 |          |             |
| 1197   | 黎恩被「劍仙」雲·卡法伊收為弟子。 |          |             |
| 1197   | 約書亞成為遊擊士卡西烏斯·布萊特的養子。 |          |             |
| 1198   | D∴G教團壓制作戦；作戰成功後，作戰指揮卡西烏斯·布萊特升格為S級遊擊士。 |          |             |
| 1199   | 加雷利亞要塞配置兩門「列車砲」。 |          |             |
| 1201   | 搜查官蓋伊·班寧斯在搜查過程中殉職身亡。 |          |             |
| 1201   | 羅伊德·班寧斯前往共和國投靠親戚。 |          |             |
| 1202   | 遊擊士協會帝國支部遭到獵兵團襲擊。事件平息後，帝國政府開始打壓遊擊士協會 | 《FC》   |             |
| 1202   | 3月，見習遊擊士艾絲蒂爾·布萊特與約書亞·布萊特離開洛連特開始旅行。 | 《FC》   |             |
| 1202   | 4月，定期飛行船「林德號」在利貝爾境內行蹤不明。 | 《FC》   |             |
| 1202   | 9月，利貝爾王國女王60歲誕辰慶典開始。理查德上校發動政變，最後被艾絲蒂爾等人在地下封印區域擊敗，方舟第一封印被解除。 | 《FC》   |             |
| 1202   | 11月，利貝爾王國號召，三國締結不戰條約。 | 《SC》   |             |
| 1203   | 2月，四輪之塔的第二封印解放，利貝爾方舟出現，利貝爾王國全土發生導力停止事件。隨後在眾人攻略下方舟崩壞，懷斯曼被凱文利用鹽之樁殺死。結社回收空之至寶並宣布幻焰計畫開始。 | 《SC》   |             |
| 1203   | 「鐵血宰相」吉利亞斯·奧斯本造訪利貝爾國內，晉見艾莉西亞二世。 | 《3rd》  |             |
| 1203   | 獵兵團「赤色星座」進入共和國與「黑月」展開大規模對抗。 | 《3rd》  |             |
| 1203   | 12月，凱文·格拉漢與莉絲·亞潔朵前往利貝爾回收古代遺物「雷克爾斯的方石」。影之國事件發生。 | 《3rd》  |             |
| 1204   | 1月，克洛斯貝爾警察「特務支援課」成立。 | 《零》   |             |
| 1204   | 3月31日，托爾茲軍官學院特科班「VII班」成立。 | 《零》   | 《閃1/閃2》 |
| 1204   | 4月，克洛斯貝爾自治州創立70週年紀念慶典開始。 | 《零》   | 《閃1/閃2》 |
| 1204   | 5月，克洛斯貝爾教團事件發生。 | 《零》   | 《閃1/閃2》 |
| 1204   | 獵兵團「赤色星座」進入克洛斯貝爾。 | 《碧》   | 《閃1/閃2》 |
| 1204   | 8月31日，克洛斯貝爾自治州西塞姆利亞通商會議開始，同時發生恐怖襲擊。同日，加雷利亞要塞發生恐怖攻擊事件。 | 《碧》   | 《閃1/閃2》 |
| 1204   | 9月26日，帝國扎克森鐵礦山遭佔領。 | 《碧》   | 《閃1/閃2》 |
| 1204   | 10月5日，克洛斯貝爾遭不明武裝集團襲擊。 | 《碧》   | 《閃1/閃2》 |
| 1204   | 10月24日，迪塔·庫羅伊斯宣布克洛斯貝爾為獨立國，自行就任第一任大總統。帝國政府派出的軍隊以及加雷利亞要塞遭到神機殲滅。「特務支援課」成員被捕。 | 《碧》   | 《閃1/閃2》 |
| 1204   | 10月30日，鐵血宰相吉利亞斯·奧斯本遭狙擊，生死未卜。帝都海姆達爾遭佔領，帝國內戰爆發。 | 《碧》   | 《閃1/閃2》 |
| 1204   | 12月25日，亨利·麥克道爾議長發表獨立無效宣言，特務支援課與反抗勢力共同啟動「克洛斯貝爾市解放作戰」。 | 《碧》   | 《閃1/閃2》 |
| 1204   | 12月26日，碧之大樹出現，然後消失。迪塔·庫羅伊斯被捕。 | 《碧》   | 《閃1/閃2》 |
| 1204   | 12月31日，詛咒的緋色騎士復甦並暴走，魔煌城出現，最終擊敗，但因而令克羅死亡。傳言已死的鐵血宰相忽然現身，逮捕了發起內戰的凱恩公爵，並迅速結束內戰。 | 《碧》   | 《閃1/閃2》 |
| 1205   | 1月，由盧法斯·艾爾巴雷亞領軍，帝國揮軍閃電佔領克洛斯貝爾。 | 《閃NW》 | 《閃1/閃2》 |
| 1205   | 3月9日，帝國正式宣布克洛斯貝爾歸為帝國的一州，開始兩年的帝國殖民統治，並以盧法斯·艾爾巴雷亞為首任總督。 | 《閃NW》 | 《閃1/閃2》 |
| 1205   | 11月-12月3日，北方戰役在黎恩的灰之騎神下，諾森比亞被帝國併吞。 | 《閃NW》 |             |
| 1206   | 4月1日，黎恩任職於第二分校教官。 | 《閃3》  |             |
| 1206   | 6月19日，海都歐爾迪斯遭到結社偷走的4門列車炮炮擊。 | 《閃3》  |             |
| 1206   | 7月17日，夏至祭首日，埃雷波尼亞帝國皇帝尤肯特三世遭槍擊後，宰相與塞德利克皇子以其為藉口，向共和國開戰。 | 《閃3》  |             |
| 1206   | 7月18日，埃雷波尼亞帝國政府頒布戒嚴令,黎恩完全鬼化，並與開啟第二型態的瓦利瑪殺掉地之聖獸，但其結果卻導致聖獸身上的詛咒流散至全世界，反而達成了巨碩黃昏。 | 《閃3》  |             |
| 1206   | 8月1日，埃雷波尼亞帝國宣布向共和國開戰並開始徵兵,同日,由於抗議吉利亞斯·奧斯本的對共和國發動戰爭的方針,卡爾·雷格尼茲被下令調離帝都海姆達爾都知事,改為暫時管理海都歐爾迪斯。 | 《閃4》  |             |
| 1206   | 8月17日，VII班潛入黑之工房救出黎恩。 | 《閃4》  |             |
| 1206   | 8月19日，黎恩VS克洛，第一相剋發生。 | 《閃4》  |             |
| 1206   | 8月27日，黎恩VS獵兵王路嘉，第二相剋發生。 | 《閃4》  |             |
| 1206   | 8月31日，黎恩VS莉安娜，第三相剋發生，勝利後在盧法斯的偷襲下莉安娜死去。 | 《閃4》  |             |
| 1206   | 9月1日，大地之龍與千之陽炎作戰，幻想機動要塞與第四~最終相剋發生，NE: 黎恩與黑之伊修麥格衝出大氣層並融合成伊修麥格黎恩，TE: 在大地之檻的幫助下消滅伊修麥格，巨碩之力消失。 | 《閃4》  |             |
| 1206   | 9月2日，帝國共和國停戰，同時盧法斯被捕，皇太子失蹤並加入結社，盟主宣布永恆回歸計畫開始。 | 《閃4》  |             |
| 1206   | 10月，在戰後百廢待興的克洛斯貝爾洲所發生長達三個月半的武裝佔領事件。 | 《閃4》  |             |
| 1207   | 2月14日，第一次克洛斯貝爾解放作戰成功 | 《創》   |             |
| 1207   | 3月15日，簽屬儀式在偽盧法斯宣布統一國成立下獨立失敗。盧法斯與拉碧斯邂逅。 | 《創》   |             |
| 1207   | 3月19日，諾爾德高原遭受極樂世界的自動武裝攻擊，零之騎神現身。 | 《創》   |             |
| 1207   | 3月21日，攻略鏡之城的黎恩與伊修麥格黎恩對決，與得知拉碧斯是極樂世界的原管理者，極樂世界被另一個因果的伊修麥格所侵佔。 | 《創》   |             |
| 1207   | 3月22日，10:00，第二次克洛斯貝爾解放作戰開始。作戰結束後顛倒巴比倫生成，海上要塞被天雷轟炸。15:00，創始之翼作戰開始，眾人突入要塞擊敗零之騎神，分離伊修麥格與另一個黎恩，顛倒巴比倫在盧法斯引誘的天雷轟炸下消失，同時極樂世界的消失。星辰之間盟主的永恆回歸與共和國總統的窮究世界可能性計畫不干涉成立。 | 《創》   |             |
| 1208   | 8月27日，亞妮艾絲為了尋回遺失的八創世在而蕾恩的引線下拜訪亞克萊德事務所，初遇范恩 | 《黎1》  |             |
| 1208   | 9月6日，隸屬於克魯格戰士團的年輕少女菲莉找上范恩，委託協尋失蹤的獵兵團鐵盾中隊長阿伊妲一行。 | 《黎1》  |             |
| 1208   | 9月7日，鄰近克雷優村的丘陵地區發生異變，獵兵團鐵盾中隊被阿瑪塔幹部梅魯奇歐以第二個創世屍鬼化。 | 《黎1》  |             |
| 1208   | 9月21日，煌都魔君復活事件 | 《黎1》  |             |
| 1208   | 10月7日，薩爾巴德狂想風暴 | 《黎1》  |             |
| 1208   | 10月25日，巴塞爾的大衛·凱拉罕教授AI化，被亞克萊德事務所等人成功阻止其研究 | 《黎1》  |             |
| 1208   | 11月15日，阿瑪塔首領傑拉爾在獲得反應炸彈後，將一直追查著他的記者丁格誘出，並連同克雷優村一起以反應炸彈炸毀。 | 《黎1》  |             |
| 1208   | 11月20-22日，奧拉希翁核彈危機，由阿瑪塔首領舉辦的生存互鬥遊戲，最後由亞克萊德事務所隊獲勝並成功阻止反應炸彈在奧拉希翁爆炸 | 《黎1》  |             |
| 1208   | 12月3日,革命紀念日，伊帝斯泛魔化異變，由第七個創世所引發，生出創世塔並首都局部泛魔化，戰勝後，范恩與最終boss阿瑪塔首領的魔核結合成五大柱魔王,在眾人的期盼奮戰下，魔王與范恩暫時脫離，至此成功收集七個創世                                                                                               | 《黎1》  |             |
| 1209   | 2月20日，范恩首遇緋紅魔裝鬼 | 《黎2》  |             |
| 1209   | 2月27日，梅瑟達姆ZA公司潛入作戰 | 《黎2》  |             |
| 1209   | 3月6日，蘭波特黑月動亂，黑月李家成立 | 《黎2》  |             |
| 1209   | 3月15日，涅梅斯島破戒騷亂，卡特爾天使覺醒 | 《黎2》  |             |
| 1209   | 3月20-22日，首都動亂，擊敗奧古斯特·阿爾丹，獲得第八創世 | 《黎2》  |             |
| 1209   | 4月12日，亞拉密斯學園祭，進入八重維度與C決戰 | 《黎2》  |             |
| 1209   | 4月13日，共和國發表宇宙軍基地落成 | 《黎2》  |             |
| 1209   | 6月XX日，總統府發表了震撼各界的《摘星者計畫》 第一階段完成，通訊衛星升空 | 《界》   |             |
| 1209   | 7月8日，范恩們在馬爾鐸克公司的訓練設施中遇見同樣受邀前來的黎恩、守護騎士凱文和盧法斯。太空計畫第二階段成功 | 《界》   |             |
| 1209   | 7月9日，范恩等人在首都遇見了自稱A:D的詭異團體。手拿阿馬塔核心在暗中活動的人，亞妮艾絲秘密前往特里昂塔見漢彌爾頓博士 | 《界》   |             |
| 1209   | 7月10日，黑芒街爆發了原因不明的混戰，一連申的騷動幕後,存在著一個自稱《殘渣》的神秘集團，黎恩參加王者之劍聯合演習，晚上一行人前往天文台觀星,只有黎恩和克洛看到的並非滿天星空,而是無盡的虛空。 | 《界》   |             |
| 1209   | 7月11日，安卡維爾緋紅之夜，經過一番激戰,范恩等人發現殘渣之中竟包括照理說已不在人世的人。 深入調查後,凱文來到了薩爾巴德當年水利工程的「現場」遺跡塔。最後,他們終於查明漢彌爾頓博士曾在此地進行過，預支未來水源的違反世界法則的實驗。                                                                     | 《界》   |             |
| 1209   | 7月12日，共和國發動《摘星者計畫》的實際目的《雷瓦汀計畫》，王者之劍及反應導彈成功升空，但對抗時之至寶失敗，亞妮艾絲自我犧牲利用只有自己能啟動的八創世代碼，改寫其術式內容，干涉時之至寶的大重置，讓時空不會回歸到七耀曆0年。                                                                            | 《界》   |             |
| 1259   | 疑似第19998期重罝時所在的未來，范恩們短暫時空跳躍至安卡維爾市政廳毀壞的景象及判明莉婕特來自這個時間點的人物。 |          |             |

### 七耀曆以前
創世巨神傳說
七耀曆紀年以前的古老傳說。
分別肩負勇猛力量與堅韌力量的兩柱巨神，各自率領其眷屬從天而降，因其本性無法相容而於黑暗大地之上相鬥，最後雙雙同歸於盡，只留下被遺棄的眷屬與「巨碩之力」留在大地。
七十二惡魔與五柱魔王
《黎1》 提到在大崩壞以前曾經存在72惡魔，在因果被改寫後多出了統領惡魔們的五柱魔王
大崩壞
七耀曆0年，古代時非常繁榮的「塞姆利亞文明」滅亡事件。似乎是天地異變所造成，但具體原因仍不明。文明消失過後，人們度過了非常漫長的一段「黑暗時代」。透過時之至寶大重置會回到七曜曆0年，為每次重置開始的時間點，而大崩壞之前又有什麼還是個謎團。

### 中古時期
黑暗龍出現
因巨碩詛咒而生黑暗龍吐出瘴氣籠罩帝都海姆達爾,成為死都,時任皇帝亞斯特流斯二世逃出海姆達爾,於南部聖特亞克設立陪都。時任皇帝赫克特二世駕駛緋色騎士，在大地聖獸的協助下降伏黑暗龍並封印之在帝國博物館下，但大地聖獸被大部分詛咒汙染，成為無名之聖獸，並將自身封印在大聖堂下的黑之星杯，之後在地精和魔女一族的協助下，把已詛咒的緋紅騎神封存於皇宮地底下。
獅子戰役
七耀曆947年至952年7月4日，發生在埃雷波尼亞帝國的王位繼承戰爭。
以皇帝伯流斯五世駕崩以及數天後皇太子曼弗雷特被暗殺為導火線，令皇子們在皇妃以及她們的娘家——大貴族的支持下紛紛宣布「即位」，最終為王位而爆發戰爭。
初時各陣營戰力相當，其後在「偽帝」第四皇子歐特魯斯解封被詛咒的「緋紅騎神」，么弟第六皇子路奇烏斯獲得「紫紺騎神」以及第五皇子昆拿爾和第二皇子艾爾貝特結成同盟後形成三強鼎立的局面，令戰爭漸趨長期、激烈化。至949年時帝國全境都陷入內戰的泥淖。
七耀曆949年秋，長年在外自由漂泊的第三皇子德萊凱爾斯因不忍心帝國因內戰而滅亡，在游牧民族盟友的幫助下於諾爾德高原起義。最初旗下兵力只有區區17人的德萊凱爾斯，一路披荊斬棘的收復帝國邊境地區，勢力逐漸增加。但仍遠不足以與盤據帝都周圍的三大勢力抗衡。之後在952年，他與一位名為莉安娜·桑德羅特的金髮女性武人一拍即合結為同盟。以此為轉捩點，由諾爾德戰士團，莉安娜領導的「鐵騎隊」，以及後來加入的第六皇子路奇烏斯陣營組成的新興德萊凱爾斯軍，以儘速結束戰爭解救百姓之中立陣營為號召，開始勢如破竹的解放帝國各地並向帝都進軍。
眼看內戰結束的曙光終於出現之時，得到「惡魔女」協助的偽帝竟召喚出傳說中的「煌魔城」，施放紅色靈脈吸收了帝都及周邊地區人民的精氣。更進一步將緋紅騎神魔化成「緋紅終焉魔王」，僅僅一次交戰便殲滅了第五皇子和第二皇子的同盟軍並擊毀紫紺騎神。德萊凱爾斯和桑德羅特陷入絕境之際，有幸在「善魔女」的引導下，在現今近郊都市托利斯塔處獲得「灰色騎神」。
七耀曆952年7月1日，在鐵騎隊、諾爾德戰士團、第六皇子路奇烏斯陣營和各地協助者合作下，打開往帝都的血路，德萊凱爾斯和桑德羅特各自駕駛灰色騎神和銀色騎神闖入魔城。
七耀曆952年7月4日，歷經不為外人所知的三天血戰，兩人終於成功擊敗偽帝，封印了「緋紅終焉魔王」。魔城隨之消滅，帝都獲得解放，獅子戰役宣告結束。
戰爭結束後由後世稱為帝國中興之祖的第三皇子德萊凱爾斯登基為第73代埃雷波尼亞帝國皇帝。協助其結束內戰的巨大功臣桑德羅特遂被後世讚譽為「槍之聖女」或是「救國之聖女」。然而她卻在大帝即位後不久便離奇身亡。
戰後約20年，邁入晚年的德萊凱爾斯大帝創立托爾茲軍官學院，並把灰色騎神封印在舊校舍內，同時交代歷代校長必須守護舊校舍的指示。
但騎神出現於獅子戰役中的事實，最後因某個機關而被世人遺忘並成為傳說。
卡爾瓦德革命
卡爾瓦德王國時代末期，大陸東方的「神聖伊斯加皇國」崩毀與衰退，以及帝國進行了不知道是第幾次的克洛斯貝爾合併，加上國內發生大規模飢荒，人民在貴族的高壓統治下掙扎求生，推翻君主制的「民主化革命」理念萌芽。這時候挺身而出的，是當時就讀王立大學的希娜·迪爾克和她的盟友們。
七耀曆1100年5月，希娜·迪爾克等人率領「革命解放軍」於伊帝斯起兵。在贏得伊帝斯市街戰後，王國各地發生了響應革命的起義。同年12月，王都奧拉希翁淪陷，卡爾瓦德王國滅亡。推翻了君主制，轉變為共和制。卡爾瓦德共和國成立，遷都至伊帝斯。建國前後，革命勢力（後來的共和國政府）進行了許多非法活動和工作。另外，自王國時代的後半期以來，逐漸增長的來自大陸東方的移民也在民主革命中發揮了重要作用。在克服了曾是盟友的思想家奧古斯特的獨裁，以及帝國貴族領邦軍的攻擊後，希娜·迪爾克就任卡爾瓦德共和國第一任總統。七耀歷1100年代初期，由於新體制帶來的社會改革，共和國的國力飛躍性地增長，主張埃雷波尼亞帝國統治下的克洛斯貝爾州的領土主權，與帝國爆發全面戰爭。七耀歷1134年，在共和國和帝國的政治妥協下，以兩國為宗主國的克洛斯貝爾自治州成立。之後，與埃雷波尼亞帝國之間從未再發生過全面戰爭，但小規模武裝衝突時常發生。

### 導力革命時期
導力革命（Obral Revolution）
七耀曆1150年，導力器的發明使全大陸的技術提升到新的領域。
導力學者愛普斯泰恩博士成功解密某項古代遺物的導力運作原理，然後開發出導力器。一開始為世人所懷疑，在愛普斯泰恩財團的導力通訊器及蔡斯中央工房的飛行船問世後，導力器才開始在世界大量生產並且廣泛運用於各種用途，人類的生活也有大幅度的進步。
近年來導力器的研發越為精密，體積也大幅縮小，已漸漸在能夠個人攜帶的導力器領域發展。
愛普絲泰恩有其三高徒，拉塞爾博士，施密頓博士，漢彌爾頓博士，及其養女（亞妮艾絲外婆），私收弟子諾華提斯博士，愛普斯泰恩在過世前已經得知時之至寶的重置機制，因此發明八創世來改寫其重置術式，並留下筆記給其養女，120X年一定要集齊八創世，最後筆記輾轉來到亞妮艾絲手中。
「鹽之杭」事件
七耀曆1178年7月1日的早晨，被稱呼為「鹽之杭」，擁有將周遭一切都化成鹽的巨大高塔狀物體突然出現在諾森比亞大公國的首都哈利亞斯科附近，導致之後大公國瓦解的事件。
物體從出現到停止鹽化之間隔了三天，整個諾森比亞大公國包含首都等三個行政區都被完全化為鹽海，三分之一的人口犧牲。鹽之杭從原本數百亞矩的高度縮小為2.5亞矩左右，之後是由星杯騎士團的第八位守護騎士－「吼天獅子」使用古代遺物「「Gleipnir」」以非接觸的形式成功將其回收。
此後，元首巴爾蒙特大公開始著手國家的重建，不過由於在事件當時大公對國民棄而不顧，獨自逃往國外避難而引起公憤。翌年，國民成功推翻了政權並將國家改制為自治州，大公國的正規軍也重組為自治州的自警團。但就在此時，大部分陷入飢貧的人民為了討生活而組成獵兵，於是最大規模的獵兵團北之獵兵誕生。
有關鹽之杭究竟是什麼，以及為什麼能夠將周遭一切都化為鹽，始終未能查明和公布。
薩爾巴德水利工程
七曜曆1189年7月12號，漢米爾頓博士利用其研究出的創世複製品，阿爾塔核心，在薩爾巴德綠洲塔實施的計畫，內容是博士利用阿爾塔核心的「往日模式」，預支大重置19998期的1210年後20年份的水源到19999期的1189-1209年的水源，使的原本乾涸的薩爾巴德再次成為綠洲。同時博士利用導力終端機卡佩爾原型，建構在巴澤爾下方，巴澤爾天文台建成，同時開始像巴澤爾天文望遠鏡，以及之後世界各地的天文望遠鏡，發送虛假的滿天星空的觀測影響，而不是黎恩克洛所見的虛空與時之至寶的障壁。博士因這兩件事之後被教會訂位異端並派遣凱文神父處決。
哈梅爾的悲劇
七耀曆1192年4月23日，埃雷波尼亞帝國南部的哈梅爾村遭滅村，34名村民身亡。
帝國宣稱埃哈梅爾村被利貝爾王國軍侵入並且大規模屠殺村民。
實際上為帝國贵族派将领为取得战功压制军中崛起的平民派系，聽取讒言後，僱用獵兵團假扮利貝爾王國軍，将帝國國土離利貝爾王國最近的村莊「哈梅爾村」屠灭，藉此取得侵略利貝爾的口实。据帝国皇帝所言，相关人士产生此等恶念，亦与帝国的诅咒有关。
侵略战争在利貝爾的抵抗並反攻下受挫。帝國高層在瞭解事實真相後，以不可提起哈梅爾事件作為條件，與利貝爾王國停戰並簽訂了和平條約。但在条約中規定不可進行對哈梅爾事件進行調查，且此事件相關人員皆被處刑，帝國也改稱哈梅爾村遭強盜侵襲滅村，因山崩的關係也禁止所有通往哈梅爾的道路。真相遂因此埋沒。
現時，通往哈梅爾的道路被鐵門上鎖，由沙薩蘭特州管理，需要海恩斯侯爵的同意下方可進入。另外事故地也設立紀念碑。
目前劇情敘述證實的三名哈梅爾遗孤分別為：约修亚、莱恩哈特、亚修；黎恩曾在造訪哈梅爾時腦海中浮現了有關村內的情境，但並未有進一步說明。
《SC》最後結社使徒蓋魯格·懷斯曼坦承是由他從旁慫恿激進主戰派，而釀成此起悲劇。
《閃3》中证实，代表帝国与利贝尔王国谈判停战，并为哈梅尔事件善后者即为吉里亚斯·奥斯本，这亦是奥斯本取得皇帝信任升任宰相的契机。帝國情報局少校雷克多證實，僱用獵兵團、造成悲劇的主導者就是他的父親。
百日戰役（Hunder Day's War）
七耀曆1192年春（《FC》的10年前），位於利貝爾北面的埃雷波尼亞帝國以哈梅爾的悲劇為藉口大規模侵略利貝爾王國的戰爭，「百日戰役」正式爆發。
戰爭開始後的僅僅一個月內，帝國軍便仗著強大的兵力快速突破哈肯大門，然後佔領了除王都格蘭賽爾以外的利貝爾王國大片國土。但是兩個月之後，藉由當時卡西烏斯上校的帶領作戰及利貝爾的王國軍利用飛行艇對帝國軍進行「閃電作戰」，並封鎖地區間的關所，令在各處作戰的帝國軍部隊一一被孤立。再加上得到卡爾瓦德共和國的協助，斷絕了帝國軍補給線，並將被侵佔的地方逐個收復。之後，由於七耀教會和遊擊士協會從中居間調停，兩國締結了和平條約，持續了大約一百天的戰爭終告結束。
關於開戰理由，兩國至今都仍保持沉默，所以仍是個謎。戰爭結束後，帝國政府將其稱為「由不幸的誤會而發生的錯誤」。並向利貝爾發表了正式的謝罪聲明。
當時還是軍人的吉利亞斯·奧斯本在百日戰役後，獲得上位掌權的機會，進一步得到皇帝的信任而成為帝國宰相。《3rd》中奧利巴特皇子在利貝爾與宰相的秘密會談上，質疑宰相早知主戰派的陰謀仍讓哈梅爾的悲劇上演，在主戰派被帝國肅清後，讓自己獲得上位的機會，更甚至與結社有一定程度的關係；宰相則是不可置否的表明為了改革他可以利用一切的因素，結社也不過是他手中的一枚棋子。

《零》的五年多前(約七耀曆1198年)，各方勢力掃除教團各據點的作戰行動。
D∴G教團於各國大量誘拐孩童作為人體實驗的對象。對於其殘忍過激的行為，各國軍隊、警察、遊擊士協會組成聯合陣線進行壓制作戰，由利貝爾遊擊士卡西烏斯·布萊特統帥策劃，參與其中的可知有共和國遊擊士陣·瓦賽克；克洛斯貝爾警界代表賽爾蓋·羅、亞里歐斯·馬克萊因、蓋伊·班寧斯；而結社和七耀教會的星盃騎士團也各自派遣了部隊進行殲滅教團活動。
蓋伊在阿勒泰爾市的教團據點救出了緹歐，而約書亞與萊維在名為樂園的地點救出了蕾恩，至於卡特爾和范恩則在事後分別被漢彌爾頓博士和巴克霍恩收留。大多數教團教徒在被抓到時就立刻選擇了自殺，仍有少部分教徒逃出，但在壓制作戰過後教團已銷聲滅跡。
卡西烏斯在此作戰過後因統帥策劃的功績升任為S級遊擊士。
帝國遊擊士協會襲擊事件
七耀曆1202年初，帝國遊擊士協會遭不明集團襲擊的事件。
結社使徒懷斯曼為了引誘S級遊擊士卡西烏斯離開利貝爾，令福音計劃得以順利進行，而利用結社控制的傑斯塔獵兵團襲擊帝國遊擊士協會；執行者No.0坎佩尼拉以及No.IX克魯格亦有參與其中。
卡西烏斯在事件發生後兩日後抵達帝國，就任臨時代表指揮帝國遊擊士反攻。並預測了敵方將會監聽他導力通訊的作法，傳送了假情報給帝國軍參謀部，私下則將誘使敵方至假情報中見面地點，藉此反過來埋伏殲滅敵方的作戰計劃交給情報局人員。在此計劃下前後歷時兩個月的襲擊事件告終，在卡西烏斯離境後被帝國軍情報局列為危險評定最高級別的第五級危險人物。
襲擊事件令遊擊士協會在帝國各地的影響力急降，帝國宰相吉利亞斯·奧斯本與手下帝國軍情報局，則是趁勢壓迫遊擊士協會使之撤出帝國。襲擊令帝國眾多遊擊士失業，其中大多選擇轉調他國或是如莎拉另外就職；只剩下托瓦爾在亞爾賽德子爵的幫助下，在其領地雷格拉姆成立當時帝國僅存的唯一一個遊擊士協會分部，直到1206年後在奧斯本首相死亡以及帝國軍情報局改制後才解除有關限制。

### 空之軌跡
利貝爾情報部政變事件
利貝爾王國軍情報部上校亞蘭·理查意圖使王國擴軍的政變事件。
七耀曆1202年末，情報部軟禁了王族成員，要求反對擴軍的艾莉西亞女王二世退位，意欲使王室成員杜南·馮·奧絲雷賽成為傀儡政權。並調查了利貝爾王宮底下古代遺跡，希望獲取古代遺物的力量。在遊擊士協會眾人聯合王國軍親衛隊的反攻下計劃失敗，理查上校下獄服刑，情報部一部份成員逃亡。
實則是結社使徒蓋魯格·懷斯曼為了解除王宮底下輝之環第一層封印，趁隙洗腦理查上校以實行計畫的戲碼。
不戰條約
七耀曆1202年，利貝爾王國、埃雷波尼亞帝國和卡爾瓦德共和國，三國間簽訂的一則國際條約。
該條約由利貝爾的艾莉西亞女王提議，在該國艾爾貝離宮簽訂。該條約雖然不具備法律強制力，但條約簽訂後，帝國、共和國便中止了在克洛斯貝爾近郊舉行的大規模軍事演習，使緊張的局勢大為緩和，可以說此條約發揮了立竿見影的效果。
利貝爾以提供新型導力器引擎的原型機及設計圖為條件，使兩國簽下協定。
利貝爾異變（Calamity of Liberl）
七耀曆1203年，利貝爾境內全導力停止事件。國土上空出現不明浮游都市，隨後崩解碎落在境內的瓦雷利亞湖。
為結社使徒懷斯曼解開浮游都市 - 利貝爾·方舟，導力能源全數由輝之環所吸收的異變事件。帝國曾經藉著利貝爾上空出現不明新型武器的名義，在利貝爾境外聚集兵力。隨後方舟崩解，利貝爾異變事件結束。
影之國事件
3rd的舞台在「影之國」，是空至寶輝之環創造出來的高位世界，在這個世界只要人的意念更強烈，就能轉化為實體在這個世界出現，SC結尾中凱文幹掉了懷斯曼，輝之環被小丑回收，影之國失去能量來源於是系統搜尋到了附近最大的能量的存在，也就是星杯騎士凱文的聖痕與凱文連接上了以後，聖痕的負面力量提供了影之國能量來源但負面能量也產生了自己的意識，在影之國化為實體，凱文小時候差點被母親殺掉，逃跑後回家看到母親自縊，後來聖痕覺醒又誤殺救命恩人兼義姊兼初戀的露菲娜，選擇成為教會走狗專挑危險任務，想在任務中死去懲罰自己，過程中弄髒雙手殺了不少人，想死在莉絲手上贖罪，在3rd結束影之國的條件是再次殺死壓制影之王在體內的露菲娜。

### 零與碧之軌跡
克洛斯貝爾教團事件
七耀曆1204年5月，D∴G教團祭司約亞西姆·瓊塔利用藥物睿智引發的動亂事件。
此事件中貝爾加德門的克洛斯貝爾警備隊與黑手黨魯巴徹商會遭受約亞西姆欺騙服下睿智，遭受洗腦操控襲擊克洛斯貝爾市。隨著特務支援課的活耀下以及約亞西姆的死亡後事件結束。
事件結束後警備隊司令與警察局長下台，哈爾特曼議長勢力垮台，也徹查了所有軍警政界與教團有關係的人士，克洛斯貝爾政局因此動盪不安，但在IBC總裁迪塔宣布參任下屆市長，與亨利·麥克道爾宣布接任議長後，情勢逐漸穩定下來。
然而此事件凸顯了克洛斯貝爾自治能力的不足，成為日後西塞姆利亞通商會議上，帝國與共和國藉口屯兵於克洛斯貝爾的依據。
西塞姆利亞通商會議
七耀曆1204年8月31日，克洛斯貝爾發起的通商協議。
迪塔政權邀請各國政要前來參與的通商協議，在新落成不久的大陸最高建築蘭花塔舉行。
雖以通商協議為名，然而帝國宰相吉利亞斯·奧斯本與洛克史密斯大總統合作，以克洛斯貝爾教團事件要求克洛斯貝爾解散警備隊，改由兩國各自屯軍協助維護治安，藉以達到瓜分克洛斯貝爾的目的。
會議途中蘭花塔遭受帝國解放戰線與共和國激進份子以飛艇突襲，在事件過後兩國代表更加強烈的要求屯兵。然而迪塔市長卻在各國政要面前宣布了以此為契機，克洛斯貝爾不想再別國左右，即將追求獨立。
加雷利亞要塞事件
與通商會議同一天，帝國加雷利亞要塞遭恐怖攻擊事件。
恐怖組織帝國解放戰線趁著要塞進行大規模演習時，混入其中進行恐怖攻擊。欲佔領列車炮砲擊人在西塞姆利亞通商會議的帝國宰相，但遭到托爾茲軍官學院特科班「VII班」的阻止而失敗了。
此事件過後，貴族派與革新派都以防範恐怖攻擊為由，大肆擴張軍備。然而根據情報顯示，帝國解放戰線的攻擊行動，皆有帝國貴族在後資助。
同時，有關這宗事件的情報一律不公開給世人。
扎克森鐵礦山事件
七耀曆1204年9月26日，帝國扎克森鐵礦山遭佔領的事件。
恐怖組織帝國解放戰線佔領了帝國最大鋼鐵原料出產的此地，但再度為托爾茲軍官學院特科班「VII班」所阻止。
解放戰線於搭乘飛艇逃走之際疑似遭遇意外，導致飛艇爆炸墜毀。外界一度認為此組織就此覆滅。VII班也因為這次事件與要塞事件的功績獲得皇帝尤肯特三世的接見與表揚。
克洛斯貝爾襲擊事件
七耀曆1204年10月5日，不明武裝集團大舉襲擊克洛斯貝爾市的事件。
此事件中克洛斯貝爾市各地遭受嚴重毀壞，象徵克洛斯貝爾的中央廣場十字鐘遭盜走，克洛斯貝爾國際銀行大樓因爆炸全毀，彩虹劇團於公演時慘遭無差別槍擊，伊莉雅·普拉提耶身受重傷。原定於12日舉行對克洛斯貝爾獨立意向投票延期至15日舉行。
事後查明為通商會議上帝國所聘的傭兵集團赤色星座所為，此次襲擊事件為帝國所指使的傳聞甚囂塵上。
實際上是迪塔政權聘請赤色星座襲擊克洛斯貝爾，自導自演欲使民眾傾向支持獨立的戲碼。
克洛斯貝爾獨立異變
由迪塔政權發起的獨立運動。
七耀曆1204年10月15日，在克洛斯貝爾襲擊事件的陰影下舉行對克洛斯貝爾獨立意向投票，並獲得超過七成贊成票。
10月22日，迪塔·庫羅伊斯宣布<<國家獨立宣言>>，並提出改革方案(包括成立國防軍、國家憲法以及廢棄帝國與共和國治理權)，帝國與共和國發出聲明表示反對。
10月23日，迪塔·庫羅伊斯宣布凍結包括埃雷波尼亞帝國和卡爾瓦德共和國在內IBC全部資產，除非承認克洛斯貝爾獨立才能解除。令大陸各地經濟陷入混亂。帝國與共和國發出最後通牒:立刻解除凍結，否則動兵。
10月24日，迪塔·庫羅伊斯宣布克洛斯貝爾為獨立國，自行就任第一任大總統。克洛斯貝爾市被以魔導科學建構的術式包圍，外人無法進入。「特務支援課」成員同時被捕。隨後藉著庫羅伊斯家族所創之零之至寶的能力，以及與結社合作製成的三架神機消滅了來襲的帝國與共和國先鋒部隊。以此戰力為號召欲組成以克洛斯貝爾為主的新國際聯合勢力。
帝國在此同時爆發了革新派與貴族派的內戰，貴族派閃電佔領了帝都海姆達爾，戰事擴及帝國全境；共和國因資產凍結陷入經濟恐慌，國內種族爭鬥與恐怖攻擊活動不斷，其餘諸國與自治州紛紛順從迪塔主張；結社「噬身之蛇」更以克洛斯貝爾「善意的支持者」身份自居，迪塔政權一時掌握了整個大陸的局勢。
實質領導人為迪塔之女瑪利亞貝爾·庫羅伊斯。
在《零》的多年前即由庫羅伊斯家族委託伊安律師策畫整起獨立計畫。
然而在七耀曆1204年12月25日，亨利·麥克道爾議長發表獨立無效宣言，特務支援課與反抗勢力共同啟動「克洛斯貝爾市解放作戰」，26日，與結社帶走神機後，失去了戰力的迪塔政權迅速垮台，迪塔也隨之被捕。而麥克道爾議長臨時出任市長，作為克洛斯貝爾的唯一代表。
然而瑪利亞貝爾等人真正的目的並非是掌控整個大陸的現況，而是藉由零之至寶與碧之大樹的結合，重新改寫修正世界的歷史。但在特務支援課等人的努力下，救出了擁有零之至寶能力的琪雅，事件過後琪雅也失去了能力。
此獨立事件成為埃雷波尼亞帝國的侵略藉口。在帝國內戰由鐵血宰相為首的革新派勝利而結束後，於七耀曆1205年1月揮軍佔領克洛斯貝爾，展開了兩年的殖民時期。

### 閃之軌跡
埃雷波尼亞帝國內戰
帝國兩大勢力貴族派與革新派之間，在帝國境內爆發的全面性戰爭。
七耀曆1204年10月24日，帝國政府揮軍攻打宣佈獨立的克洛斯貝爾迪塔政權，但遭到猛烈反擊，第一波攻擊中的第五機甲師團與加雷利亞要塞皆遭到三架神機殲滅，隨後帝國陸續派出的軍隊也盡數遭到擊滅。
其後又陸續派出多個師團，但被神機一一擊破。
七耀曆1204年10月30日，鐵血宰相吉利亞斯·奧斯本在公開演說將再次大舉進攻克洛斯貝爾時，遭受帝國解放戰線首領「C」的狙擊倒下，生死未卜。
隨後貴族派聯軍旗艦「帕坦古艾」於帝都上空出現，放下了萊恩福爾特社的秘密部門第五開發部所製造的載人兵器「機甲兵」，由所雇傭的西風旅團獵兵駕駛，瞬間殲滅了防衛帝都的第一機甲師團，閃電佔領了帝都海姆達爾。
同時帝國解放戰線再次出現，與貴族派領邦軍合作，前往托爾茲軍官學院，打算挾持學院中的學生做為人質。
七耀曆1204年12月，帝國正規軍逐漸掌握東部戰況的優勢，12月31日傳言已死的鐵血宰相忽然現身，黎恩等人攻略魔煌城並擊敗緋紅終焉魔王，逮捕了發起內戰的凱恩公爵。以共和國有可能藉機侵略的危機感，統合帝國軍與貴族軍迅速結束內戰。
侵略克洛斯貝爾
帝國發起侵略占領克洛斯貝爾自治州的事件。
七耀曆1205年1月，趁著共和國未完全走出經濟危机的陰影，加上要塞消失、擔憂共和國以克洛斯貝爾為進攻帝國的基地的情勢下，帝國空投大量戰車至克洛斯貝爾，由盧法斯·艾爾巴雷亞領軍，短短一天佔領克洛斯貝爾。1月14日與克州代表簽下取消克洛斯貝爾的自治權的條約。而後共和國最精銳的空艇機甲師團進攻克洛斯貝爾希望奪回主導權，但被帝國機甲部隊擊退。
七耀曆1205年3月9日正式宣布克洛斯貝爾划归帝國的一州，並以盧法斯·艾爾巴雷亞為首任總督，開始兩年的帝國殖民統治。雖然麥克道爾代表發表聲明表示反對，但毫無效果；帝國方面礙於麥克道爾在克州民眾間的人望，仍讓其出任州議會代表。
帝國以懷柔政策占領，原克州警備隊與警察體系合併為所屬帝國軍的克洛斯貝爾軍警部队，特務支援課解散；羅伊德為了避免琪雅遭到帝國帶走而逃亡；艾莉回到祖父麥克道爾身邊協助；緹歐返回愛普斯泰恩財團本部；蘭迪與諾艾兒回歸軍警部隊。
北方戰役
帝國占領北方諾森比亞自治州的戰役。
七耀曆1206年，帝國藉口內戰時諾森比亞的北方獵兵在凱爾迪克進行破壞行為，要求自治州政府賠償；諾森比亞自治州拒絕並以北方獵兵以及神秘人型機械為主體進行防禦戰。
帝國政府與貴族軍代表奧蕾莉亞交涉，達成保全貴族軍的協議後，由奧蕾莉亞領軍的機甲兵師團侵入自治州征討北方獵兵；黎恩與鐵路憲兵隊及遊擊士合作，在首都哈利亞斯科協助當地居民避難；然而隨後神秘人型機械爆走，在與黎恩以及灰之騎神的戰鬥中全滅。隨後帝國完全佔領了諾森比亞。
鳥籠作戰
帝國針對克洛斯貝爾特務支援課相關人員的作戰行動。
七耀曆1206年5月，克州總督盧法斯鑒於逃亡中的羅伊德等人，仍不時有協助克州居民，解決幻獸等事蹟，礙於在民眾間的聲望仍居高不下，無法下令追殺，因此打算以軟禁及封鎖的方式限制其行動，使其退出舞台而逐漸被克州人民遺忘。
盧法斯在作戰前將支援課戰力最強的成員蘭迪轉調至帝國第二分校；將麥克道爾與其孫女艾莉以接待來賓的名義軟禁在米修拉姆的迎賓館；諾艾兒、塞爾蓋、達德利等軍警人士則派赴至米修拉姆待命；引誘逃亡中的羅伊德等人進入米修拉姆的濕地後，由克蕾雅指揮帝國軍封鎖整個米修拉姆地區。除了作為財團人員的提歐與已離開克洛斯貝爾的瓦奇以外，幾乎困住所有特務支援課成員與協力者。
而後在克州民眾輿論壓力下，以及奧利巴特皇子的命令後，解除了麥克道爾與其孫女艾莉的軟禁行動；羅伊德等人也自行突破封鎖脫離濕地，至此鳥籠作戰宣告失敗。
原以為可順利抓捕羅伊德等人的帝國軍，在此次事件後打算更進一步提高針對特務支援課成員的行動層級。
巨碩黃昏
黎恩等人在黑之星杯屠殺地之聖獸後，將聖獸原本壓抑住的黑之因子完全釋放出來，進而讓塞姆利亞大陸全部的生命體都受到詛咒感染，促進其鬥爭性和間接被"黑"控制，讓大陸全土因"鬥爭"充滿能量，進而促成之後7騎神的"相克"正確來說，是被人類惡意污染的巨碩之力碎片，讓黑之騎神的思考系統發生變化，產生了獨立性及鬥爭性：更加接近人類的黑暗面，主要是讓全大陸的鬥爭意識高漲，並以帝國和共和國大戰為主軸，產生鬥爭的烈焰，讓全塞姆利亞大陸充斥能量，而構成巨大的鍊成陣。
《閃4》說明黑之騎神在當年遭受兩大至寶的眷屬衝突中產生的鬥爭心態影響，成為了認為追求鬥爭便可以引導人類進化的自我意識體，於是在帝國歷史暗中掀起各種鬥爭，成為了所謂的「帝國詛咒」。在當年德萊凱爾斯駕駛灰擊敗緋之後，便不斷的糾纏想與他合作。在大帝死後轉世為吉利亞斯之時，趁著救國聖女莉安娜加入結社不在帝國之際，引起了哈梅爾悲劇以及吉利亞斯妻子被殺，其幼子黎恩瀕死的慘況，以幫助黎恩續命作為交換條件，將宰相的心臟移植到黎恩身體，也是黎恩鬼之力的來源，同時迫使吉利亞斯成為自己的啟動者。使其成為推動帝國現代軍事化並不斷侵略其他地區的人物。但宰相並沒有屈服，其真正的目的是要透過發動戰爭完成最終相剋，使黑之伊修麥格顯現於世，並與之同歸於盡，但同時也想看看黎恩能否找出另外一條解除詛咒的路，也就是閃光之翼作戰。
大地之龍作戰（Operation Jörmungandr）
此作戰是宰相吉利亚斯·奥斯本全面夺权后，为了將詛咒與鬥爭擴散至全世界，召唤出了幻想机动要塞“圖哈德達南”和盐之桩后，以此为压轴，利用帝国庞大的军力发动全面战争的计划。宰相真正目的是要讓鬥爭氣勢高漲，加速七大相勊的進行，也被迫黎恩與其他騎神進行相剋，以完成詛咒。
随着《国家总动员法》的实行，帝国已经全面进入战时体制，帝国军经过整合重组和4次大规模徵兵，可直接用于一线作战的兵力已达到120万人，预计开战后，加上后备兵力不下180万-210万，更有古代地精的《幻想机动要塞》以及《盐之桩》等战略级兵器，形势对其余诸国已是十分严峻。
而反观抗击帝国的主力——卡尔瓦德共和国，由于现任总统洛克史密斯在移民问题的立场不够坚定，加上经济危机，使得共和国内部右翼反移民主义政党占据了议会多数并赢得了总统大选，看守政府只能尽力征召。即便如此，共和国军用于西线防御的兵力只有80万，加上机甲兵、飞行舰队、坦克等新式兵器，单凭共和国一国已经很难抗衡。因此，此次峰会重点讨论联军其他成员的配置和指挥协调·联动问题。
除共和国军外，其余部队包括以米蒂娜女公爵为主帅，奥蕾莉亚·勒奎恩将军和沃雷斯·拜尔迪涅准将为指挥的拜斯蘭特决起军10万、雷米菲莉亚公国军8万、利贝尔王国军12万、列曼-奥雷德义勇军2万、克洛斯贝尔和诺森比亞抵抗军1万、亚尔特利亚法典国3万（秘密出兵）、各类大小猎兵团4万，共计40万。所有总数加起来，刚好与帝国军目前的兵力持平。
具体分为中路-克洛斯贝尔方面；北路-诺尔德方面；南路-埃贝尔废道方面以及海、空军，游击队等。
中路克洛斯贝尔方面军，由帝国军总司令范戴克元帅指挥，辖第2、5、10、12、14、17、19共7个机甲师团，以及第1、2飞行舰队和8门加雷利亚级列车炮，总兵力35万，目的是冲破共和国边境并消灭其主力，打通横断铁路，直取首都；其对手是以利贝尔王国军总司令卡西乌斯·布莱特中将为总指挥的联合军主力，下辖卡尔瓦德共和国军第1、8集团军，3个飞行舰队，20余个空艇机甲师团，共计28万人，可以说中线战事的情况将极大左右这次战争的胜败。
北路诺尔德方面军，帝国军辖第9、11、15共3个机甲师团，3个飞行分舰队以及列车炮1门，总兵力12万，目的是夺取诺尔德高原控制权，依托地形优势南下；其对手是共和国军第12、14集团军，2个飞行舰队，5个空艇机甲师团，共计10万人；虽然联合军兵力不占优势，但是考虑到地形影响，北线的战事估计也不会太轻松。
南路军方面，帝国出动第13机甲师团、第3飞行舰队主力，外加数个高阶猎兵团、1门列车炮以及部分地方军，共计7万人，目的是夺取共和国中部山脉以东各主要城市和军事要点。联合军方面，出动了卡尔瓦德第11集团军和南方飞行舰队以及2个空艇机甲师团，总数为5万人。
利贝尔方面，帝国军出动第1、16机甲师团，2个飞行分舰队和1门列车炮，总兵力10万，目的是借道利贝尔进攻共和国的同时摧毁其战争潜力。利贝尔王国军则是全国总动员，以在卢安、蔡斯和王都格兰塞尔方向集结兵力，共计12万，用于阻拦和消灭帝国军后续部队。
诺森比亚-雷米菲莉亚方面，下辖帝国军第6、8、18机甲师团，2个飞行分舰队、1门列车炮，总兵力12万，目的是从北部吞并各国和自治州，对共和国实行大迂回。联合军方面，雷米菲莉亚公国军统合亚尔特利亚法典国僧兵部队、列曼-奥雷德义勇军总计13万，负责阻挡帝国军向各自领土和共和国内部深入。
忒提丝海方面，帝国海军第1、第2舰队，1个海军陆战师以及2个飞行分舰队，总兵力12万人，从海路攻击共和国沿海城市以及海军舰队。
独立攻击部队方面，拜蘭斯特决起军、数个高阶佣兵团、克洛斯贝尔·诺森比亚·茱莱抵抗军，总计14万，对帝国本土及其占领区展开大规模破袭战、游击战，以拖延帝国军主力的脚步。
本土预备队方面，由第4机甲师团和2个飞行分舰队对利贝尔发动二次打击，第3机甲师团以及2个飞行分舰队对雷米菲莉亚发动二次打击，另有第20至25机甲师团共计35万人留守本土，加上总动员法的支持，预计还会增加到60万人。
開戰後兩天帝國宣布主戰派的宰相已死，皇太子賽德利克下落不明的訊息，且事件起因遭槍擊的尤肯特三世已甦醒，下達停戰命令並與各國和談，並陸續協議了賠款等眾多要求。
千之陽炎作戰（Operation Milted Mirage）
為了反制帝國與宰相所宣布的大地之龍作戰而擬定的为阻止帝国全面入侵的大规模反攻计划。
由帝國公爵米蒂娜·尤婕莉斯·德·凱恩發起，祕密聯絡利贝尔、雷米菲莉亚、卡尔瓦德、亚尔特利亚法典国以及列曼-奥雷德联盟等各國勢力與組織帝國內的反宰相勢力，並做好在犧牲上百萬人也要阻止宰相計畫的決心。
在各國聯合會議後交由作戰總指揮官利貝爾王國军中将卡西烏斯·布萊特主導。
開戰後兩天，帝國宣布主戰派已死，事件起因遭槍擊的皇帝也已甦醒後，下達停戰命令並與各國展開和談，至此千之陽炎作戰宣告勝利。
閃光之翼作戰
希望以少數精銳兵力擊破宰相等主戰派核心的作戰計畫
由帝國皇子奧利巴特·萊澤·亞諾爾策畫，私底下秘密召集各國有志人士協助的作戰計畫。
奧利巴特皇子在捲入爆炸案後意外存活，藉此詐死躲避主戰派耳目並開始組織光之翼陣線。於大地之龍作戰中，以少數兵力在各地牽制擾亂帝國軍，再配合各國菁英一同解決了圍繞在幻想機動要塞旁的鹽之杭。最後由帝國軍官學院的新舊VII班一同攻進幻想機動要塞，成功瓦解了帝國主戰派成員，並解決了帝國的詛咒。NE: 黎恩與黑之伊修麥格衝出大氣層並融合成伊修麥格黎恩，TE: 在大地之檻的幫助下消滅伊修麥格，巨碩之力消失於現世。

### 創之軌跡
克洛斯貝爾佔領事件
七耀曆1206年10月，在戰後百廢待興的克洛斯貝爾洲所發生長達三個月半的武装佔領事件。
大地之龍作戰之後，帝國政府面為戰爭發起方的身分被各國要求負責。在克洛斯貝爾總督盧法斯以主戰派主謀的身分自願被捕後，臨時擔任克洛斯貝爾代表的政治家亨利·麥克道爾藉此要求帝國放棄佔領並撤軍，而由雷格尼茲臨時宰相所代表的帝國政府也願意答應要求，並同意為歸屬問題與克州方進行交涉。然而，前總督盧法斯麾下的衛士隊害怕克州成為共和國侵略帝國的前線基地，更無法接受賭上帝國一切的戰爭以這樣的形式落幕，拒絕了帝國政府和前總督盧法斯之命令，发动武装起义逕自佔領了克洛斯貝爾，意圖讓世界大戰重啟。
克洛斯貝爾解放作戰
帝國政府礙於戰爭剛結束的政治情勢無法直接出手，而共和國武力干涉的可能性也逐步攀升。在帝國政府與衛士隊的交涉陷入僵持之際，為解決這一嚴峻事態，以特務支援課為首的克洛斯貝爾反抗勢力和支援者們，在帝國政府的授意下執行了解放作戰。
七耀曆1207年2月14日，在克洛斯貝爾彩虹劇團三位舞姬正式回歸舞台的那一日，特務支援課等相關人士輔以導力網路的擾亂作戰，克洛斯貝爾警備隊、警察部隊、遊擊士和星杯騎士團成員壓制市內散佈的衛士隊，最後由特務支援課成員組成的突擊隊一口氣衝入蘭花塔，將衛士隊的核心成員無力化並逮捕歸案，正式結束了兩年的帝國殖民統治。
而後，以這個事件為契機，克洛斯貝爾問題再度浮上國際檯面。在利貝爾、雷米菲莉亚，甚至是帝國與共和國的積極贊同下，亚尔特利亚法典国決議出面主導克洛斯貝爾的再獨立儀式。克洛斯貝爾的人們齊聚在重新升起的錦旗之下，跨越了帝國這道障壁迎來了光復的一日。
克洛斯貝爾再佔領事件
七耀曆1207年3月15日，發生於克洛斯貝爾再獨立簽約儀式中的事故，導致克洛斯貝爾洲再度被武装佔領。
由本該在被收押的盧法斯卻率領著由原衛士隊成員組成的「黑衣衛士」出現，擊敗在場的特務支援科後，逕自宣布建立克洛斯貝爾統一國。
克洛斯貝爾洲的居民大部分被一種神秘力量的精神操作下不但沒有反抗，反而支持統一國的建立。導致即便是黑衣衛士強制佔領，內部統治卻非常穩固。
在特務支援科、托爾茲VII班，與新生帝國解放戰線三方人馬的調查下揭開事件的全貌，背後主使者是控制人工智能「極樂世界」的存在。極樂世界是在巨碩詛咒時由於靈脈活性化，而誕生在靈脈與導力網路中的人工智慧系統。基於對人類的好奇，極樂世界與伊安律師建立的交流，在其影響下建立的名為拉碧斯的管理者人格，打算做為觀察者守望人類的發展。然而，極樂世界意外計算到沒有獲得聖獸加護的黎恩所走上的與伊修麥格融合的因果，連帶得知了伊修麥格內中蘊含的人類惡意。遭到惡意汙染的極樂世界得出了「人類間的鬥爭永無止境，必須統一管理起來以摘除任何可能的紛爭芽苗」這樣的結論，於是在結社第六使徒的協助下，創造了包含盧法斯在內的多個「模仿擬像」；利用再現因果的能力研發並製造出本該只有地精才能製造的新型魔煌機兵；以伊莉雅·普拉提耶為核心散波如同黃昏詛咒般能改變人心的精神控制。以多重手段打的克洛斯貝爾洲與各國都措手不及。但作為原管理者的拉碧斯在被刪除之際將自己傳送出去，成為揭露極樂世界存在的關鍵。
特務支援科在克洛斯貝爾市被占領後於努力集結散落在四處的反抗勢力。以黎恩為首的托爾茲VII班瓦解了與黑衣衛士有所勾結的帝國軍人反叛計畫，並在潛入克洛斯貝爾洲後設法解除了通信妨礙。新生帝國解放戰線帶著拉碧斯尋找背後的黑幕，最終揭發了極樂世界的真相。隨著通信妨礙解除，三方勢力互相交換情報，並共同制定了第二次克洛斯貝爾解放作戰。
克洛斯貝爾二次解放作戰
七耀曆1207年3月22日，在特務支援科、托爾茲VII班，與新生帝國解放戰線三方團隊的努力下，所執行的克洛斯貝爾二次解放作戰。
在警備隊的支援下，特務支援科、托爾茲VII班，與新生帝國解放戰線三方人馬與各路援助者攻入克洛斯貝爾市，配合假意與獨立國合作的迪塔與加爾西亞等人為內應，牽制住市內的黑衣衛士部隊，由核心部隊直取作為統一國首腦的盧法斯新總統。最終盧法斯的「模仿擬像」被擊敗，但極樂世界的最終王牌「顛倒巴比倫」卻也完成，以足以遠距離消滅一座要塞的可怕破壞力要脅各國順從統一。
創始之翼作戰
二次解放作戰後，由克洛斯貝爾洲政府發起，計畫將顛倒巴比倫無力化的作戰。
雖說顛倒巴比倫是所有國家的共同危機，但要是克洛斯貝爾洲自己無法處理自己境內所發生的問題，而接受其他國家的力量的話，事後要再進行獨立就非常困難。為此，只能盡量集結克洛斯貝爾本身與其他非官方的力量完成攻克顛倒巴比倫的任務。最後，創始之翼作戰發動，由集結而來的克洛斯貝爾警備隊、警察部隊、托爾茲軍官學院、遊擊士、卡普亞一家、星杯騎士團、鐵機隊、紅色星座、西風旅團等各路人馬，甚至由薇塔·克洛提德以使徒權限調動部分結社戰力一同壓制顛倒巴比倫的守備部隊，由特務支援科、托爾茲VII班、新生帝國解放戰線與相關支援者組成的部隊，帶著拉碧絲直入顛倒巴比倫內部，計劃要作為極樂世界原管理者的她停下顛倒巴比倫。
最後在顛倒巴比倫中眾人擊敗執行極樂世界計畫的黑之伊修麥格，然而伊修麥格卻在機能停止前將顛倒巴比倫卻的控制權交給創造出極樂世界的人類集體意識，並設定讓天之雷不斷攻擊人類贈恨集中之處，連拉碧絲也無法阻止。盧法斯兵行險招，獨自留下並向世界宣告統一國的宣言，將世人將怨恨集中在自己身上，使天之雷轟炸顛倒巴比倫自身。最後原想犧牲自己的盧法斯被及時趕回的羅伊德等人救下，在顛倒巴比倫毀滅前安全脫離，極樂世界也經由重新奪回系統管理者權限的拉碧絲親手刪除就此消失。
夢幻的彼方
極樂世界事件的餘波，位於現實世界之外的事件。
在克洛斯貝爾再佔領事件查覺到發生後，作為觀測與守護帝國因果的因果律記述機關「AZOTH」查覺到事件背後，有著「極樂世界」這個能有著能引起因果異常的存在。在判斷無論走上何種因果，現實世界的人們皆無法成功解決在一事態後，AZOTH以「黑之幻夢鏡」的名義將特務支援科、托爾茲VII班，與新生帝國解放戰線三方的人員召喚入了由它所構築的「夢幻迴廊」，讓他們能在現實世界以外的地方提升自己的力量，藉此脫離極樂世界的計算，開闢能戰勝極樂世界的可能性。
然而在事件結束後，本該功成身退的AZOTH發現夢幻迴廊竟無法關閉，甚至有部分區域脫離管控。認為起因應該是來自極樂世界的眾人，決定前往夢幻迴廊中失去管控的深層區域探查。發現了一切的源頭，由極樂世界再現的過去因果「OzXX」，即是極樂世界為了對應夢幻迴廊的存在而準備的底牌。
OzXX是地精所創造的Oz系列初始原型，連命名或編號都沒有便隱沒在歷史的陰影中。但極樂世界以OzXX是仿照於零之御子的關聯性，將其作為幻之至寶殘餘力量碎片的容器，創造出融合了多重因果之下的碧之虛神。據OzXX所述，幻之至寶之力所產生的相位空間與夢幻迴廊的侵蝕已達成平衡，只要自己壓抑住虛神的力量便不會影響到現實世界，要眾人不要以身試險。但以身為最後Oz的亞爾緹娜·奧萊恩、零之御子琪雅·班寧斯與極樂世界管理者拉碧絲·羅贊貝爾克三人的堅持與期望為起始，眾人決議要解放OzXX身上的重負，實現她與幻之至寶的願望。眾人最終回應了她們的願望，成功擊敗了虛神，解放了幻之至寶與OzXX。
隨著幻之至寶的力量徹底從因果律中消失，編織因果的力量將徹底脫離人類，人們會踏上完全未知的未來。也由於無法再觀測與干涉因果，「夢幻迴廊」不再具有意義，「AZOTH」完成了與初代亞諾爾的契約，結束了守望帝國的使命並即將進入沈睡。臨別前，「AZOTH」將在夢幻迴廊的經歷以夢的方式保留給眾人，期望這段經驗能成為他們的力量，但也宣言未來依舊危機四伏，而下次危機到來時黑之幻夢鏡已經無法再啟動幫助眾人，期望編織羈絆的人們能繼續創造新的可能性戰勝未來的危機。

### 黎之軌跡
奧拉希翁核彈危機
從七耀歷1208年11月16日開始，由黑手黨組織阿瑪塔引發的一場恐怖攻擊事件。
為了實驗與利用八創世，阿瑪塔首領傑拉爾在各地進行各種恐怖活動，其本人及組織幹部多次與亞克萊德解決事務所發生了正面衝突。在巴澤爾恐攻事件中，雖未能完全解開禁忌的核反應計算式，但是透過其秘藏的古代遺物已可強行引爆反應炸彈。認為時機已經成熟的他於是進行了一場帶預演性質的超規格恐怖攻擊，親自將一直追查他和組織的記者丁格誘導至首都西北方的克雷優村，殘酷無情的否決了丁格至少疏散兒童的請求後，引爆炸彈將他連同整個村莊合共逾千人一起炸得粉身碎骨。
此次行動使共和國宣佈進入國家緊急狀態，亦讓阿瑪塔立刻成為眾矢之的，坐擁超群破壞力的反應炸彈，加上阿瑪塔與黑白兩道各方組織都有過節及毫無底線的行事作風，使得各方勢力一致決定要消滅他們以絕後患。不久之後，各方勢力如斑鳩，黑月，結社，游擊士協會等皆陸續前往阿瑪塔的根據地－卡爾瓦德舊王國時代王都奧拉希翁。不料眾人剛一抵達，傑拉爾便透過影像通訊表示此次圍剿作戰其實是他們的刻意誘導。隨後便秀出剩下的一顆反應炸彈威脅大家強制加入在城市地下空間舉辦的生存互鬥遊戲，淘汰賽分為三個階段，每一層的守護者由阿瑪塔幹部擔任。最終勝出者擁有挑戰他的資格。如果違反規則或在期限內無法通關就將炸毀奧拉希翁這座人口近30萬的城市。最終主角一隊勝出，到達舊王國王城遺跡，范恩一劍刺死傑拉爾，傑拉爾卻留下目的已達到的可疑話語死去，接著梅魯奇歐引爆炸彈將遺跡炸毀後逃逸無蹤。
首都泛魔化異變
七耀曆1208年12月3日，本來是首都紀念日的舉國歡騰之日，在總統發表演講與展示軍武之後，梅魯奇歐忽然帶著第七顆創世現身，並發動泛魔化，創世塔出現，只有和范恩相關的人的時間沒有被凍結，傑拉爾一眾在梅魯奇歐發動「汎魔化」後重新出現。在眾人幫助下，范恩等人進入創世塔並一步步與阿瑪塔手下對戰而勝利，最終決戰傑拉爾透露自己過去曾擔任D∴G教團的祭司，發現范恩身上有大量的魔性因子後對他進行慘無人道的實驗，教團被殲滅前抽取了他身上的魔核。藉由汎魔化將自己化為魔神，認為已得到超越馬克邦的力量。AI梅亞在與范恩的對話中，似乎有另一層身分，但范恩還沒有辦法想起來，最後給與范恩變身為第三階段的魔裝鬼力量。對決中被范恩奪回魔核後落敗，但范恩也融合了傑拉爾身上的魔核而覺醒，變成第五柱魔王，范恩把自己鎖在次元裂縫而以抑制魔王，首都恢復正常後，眾人找到事務所頂樓通往次元狹縫的通道，成功將范恩與魔王分離。范恩回歸，至此成功收集七個創世。

### 黎之軌跡II
首遇緋紅魔裝鬼
1209年2月20日，為了查明出現在艾蕾因帶來影像中的緋紅妖精與異形怪物，范恩與艾蕾因在伊帝斯調查緋紅魔裝鬼的下落，最後在東南屯駐地首遇緋紅魔裝鬼佐爾格，並第一次啟動創世時間回朔的能力。
阿瑪塔的遺產
在童話庭園中得知了阿瑪塔遺產在梅瑟達姆這項情報，范恩等人前往梅瑟達姆，追查到了阿瑪塔首下格拉斯格握有第八創世的外殼，並與僧兵團對立由誰來處理的問題，並遇上伊克斯發動突襲，交戰成功後獲得其中之一第八創世碎片。
黑月動亂
締屬於黑月的曹利用與盧、方兩家演一場內亂身中劇毒的戲碼來清除毒瘤，藉此另外獨立來重建李家，也與雙子之一約爾妲締結契約，利用第八創世外殼來進行實驗，最後在與范恩等人交戰後才得知動亂內鬥其實是一場戲，並獲得第八創世碎片。
涅梅斯島破戒騷亂
主角等人收到破戒賀伍德的邀請函來島內度假，實則是破戒準備了一道試煉給眾人，度假第二天清晨，破戒安排島內毒氣裝置要主角眾人巡迴島內接受各方勢力挑戰，至島上廢棄研究所時，才發現島原來是D∴G教團 樂園的根據地，也是蕾恩過去的陰影所在地，透過破戒利用島內裝置喚醒卡特爾天使之力，眾人來到地下大空洞，也是D∴G教團研究的核心之所，原來教團終極目標是要打開異界之門來讓惡魔入侵現世，在眾人一番戰鬥後，雖成功阻止異界之門開啟，但在斯溫的突然背叛下第八創世完全復原，八個創世中的七個被庭園主人所奪走（剩下一個即亞妮艾絲最初持有的創世被魔裝鬼化的范恩及時奪回），也得知原來破戒這一切的安排是讓蕾恩與過去陰影可以做一個了斷。
首都動亂
涅梅斯島數天後，娜迪雅因斯溫的背叛傷心欲絕而離開眾人獨自行動，范恩等人開始著手調查庭園主人下落，才發現庭園主人利用第八創世來修改友方的記憶來與主角為敵，在經過與亞仙、星杯騎士塞莉絲等其他曾經的熟人的追殺，一次次的死亡回歸，最後甚至是庭園主人利用陣與霧香策劃綁架總統的計畫，在瓦解計畫後，才發現原來已經為時以晚，第八創世啟動最後的侵蝕將首都的時空撕碎。眾人再次回到調查的第一天，成功利用娜迪雅在最後的侵蝕給予的第七創世，來到庭園主人的空間虛白焉庭，在一度成功的風險賭注以及奪還回緋之阿爾緹菈後，眾人揭開庭園主人的真面目，其真身是太激進而被自己同伴處決的共和國開國元老之一——奧古斯特·阿爾丹，被殺的時候其靈魂輾轉被D∴G教團持有的古代遺物吸收並附身在庭園管理人梅魯奇歐以ACE的資料為原形製作的特殊擬體身上，並利用第八創世之力偷走拉碧絲的AI並篡改記憶成為「緋之阿爾緹菈」，並造出緋紅魔裝鬼佐爾格。在被范恩等人擊敗之後消失於現世。
八重維度決戰
學園祭的下午，范恩收到之前一直自稱第三代C的邀請來到塔前，發現原來創世失去作用是因為其本體存在於八重維度，女演員妮娜自爆其是七曜教會的終焉聖女並打開了八重維度之門，之後在八重維度深處才知道原來C的真實身分是死去的丁格，其人格被第八創世所吸收，而第八創世是用來觀測人們的罪，並紀錄一切曾經發生過的平行時空間的事件，如眾人被擊敗後所有不好的壞結局都將重現，成功擊敗丁格變成的緋紅魔裝鬼佐爾格後，瑪麗艾爾來到現場與丁格告別，從此八創世全都回歸。結局在學園祭第一天夜晚晚會，與收音機宣布第二天將發表宇宙軍基地的消息而結束。

### 界之軌跡
序章
【序幕「邂逅〜交錯的意志〜」】
范恩等地下萬事屋成員們在馬爾鐸克公司的訓練設施中遇見同樣受邀前來的黎恩等托爾茲軍官學院相關人士、守護騎士凱文和盧法斯。在總統府發表了震撼各界的《摘星者計畫》後，眼看擡面上下的各方勢力紛紛開始展開行動,眾人則聚集在此進行了聯合訓練和聯歡會，而摘星者計畫的第二階段也在這段期間內執行完畢。在這樣的局勢下，黎恩、凱文和范恩等人各自懷著不同的目的與動機再次展開行動。
《太空計畫》：第一階段，發射通訊衛星，第二階段，測試載人機體升空，第三階段，實現載人宇宙飛行。
范恩線
【第I部】
范恩一行人在因摘星者計畫而熱鬧非凡的首都中再次開始處理4spg。透過與協會交換情報和合作,雖然意外發現檯面下社會並沒有太大的動靜,但同時也得知了「詭異的魔獸」的存在，對此有著不祥的預感。之後,他們造訪了亞妮艾絲位於雷弗地區的家，面見了格蘭哈特總統。在進行了一段互相刺探彼此虛實的對話後，范恩再次開始思考亞妮艾絲手中創世的謎團。
地下萬事屋一行人在與艾蕾因會合後,得知了反移民團體的不自然活動,以及在黑芒街有人無故失蹤的案例等情報。之後,他們循著線索來到地下暗渠區域,並遇到了可以用「無形之鬼」來形容的神祕存在。這時,莉婕特也出現明顯的不適。儘管心中充滿疑問，一行人還是來到了謝爾丹地區的劇場,並在那裡見到了個個都大有來頭的人們。
在與洛克史密斯前總統和妮娜等人共進晚餐時，范恩等人進一步了解了格蘭哈特的為人。之後，范恩在夜間巡邏時接到了約爾妲的委託，希望他能幫忙找回她的兄長，於是兩人一起展開行動。然而，在過程中他們著手調查傑佛瑞的奇怪行為，並遇見了自稱A:D的詭異團體。而那個手拿神祕白色裝置在暗中活動的人，居然是伊克斯。
【第II部】
「愚者們的拍賣會」
一行人與靜名和蕾恩會合後,透過來自黑月等的情報確信伊克斯手中的裝置與創世相似。就在此時,范恩收到了一封以《C.C.》名義發出的簡訊,一行人因而決定前往拍賣會。在拍賣會上拍賣的,是模仿創世的白色裝置。然而,神秘的冒牌幻夜之貓卻突然現身將裝置奪走。范恩一行人循線追蹤過去,卻遇到了在那裡等著他們到來的坎佩尼拉等《結社》的執行者們。
「另一個黎明」
范恩等人透過《黑色庭園》大致掌握各方面的狀況後，再次開始調查白色複製品和名為《另一個黎明》的集團。就在此時，黑芒街爆發了原因不明的混戰――暴動者們紛紛朝迪爾克紀念公園聚集而去，范恩等人也和警察、協會和黑月一同追趕他們的腳步。最終，他們得知了在一連申的騷動幕後,存在著一個自稱《殘渣》的神秘集團
「心意的形式」
在約爾妲果斷行動下，范恩等人掌握了残渣们的去向，並決定當晚各自分頭行動後，於次日前往那裡。是夜，亞妮艾絲要求范恩讓她陪同進行夜間巡邏。范恩隱約猜到她的用意，但還是帶著她走了一趟宛如約會般的夜間巡邏行程。當兩人結束巡邏回到舊市街時，亞妮艾絲向范恩告白，說出了她的心意。
「安卡維爾〜殘渣的行蹤」
范恩等人前往安卡維爾市，並以茱迪締的老家《黑貓之夜亭》作為據點展開行動。然而,他們卻發現有人刻意散布不實傳聞扭曲4spg的形象，於是一行人循線追查來到中央醫院。這時醫院內的人們突然開始暴動，而他們在深入調查後發現地下有一座非法的禁藥工廠。一行人深入工廠在那裡等著的殘渣和處刑者對峙。就在此時，那位傳說中的《劍仙》雲·卡法伊出手幫助了范恩等人⋯⋯
「緋紅之夜〜赫然悪意」
在醫院發生的事件後,范恩等人與雲師父一同推導出關於殘渣和處刑者的假設。他們推測一切與「生物奈米機械」和「時空跳躍」等現代科學無法解釋的技術有關。之後,雲師父剛離開不久，安卡維爾就遭到紅色霧氣和魔獸襲擊，於是一行人立刻趕往引發事件的殘渣藏匿的物流倉庫。經過一番激戰，范恩等人發現殘渣之中竟包括照理說已不在人世的人。
「遺留的『謊言』,以及――」
亞妮艾絲在總統的要求下突然被召回首都，蕾恩和多明尼克也選擇與她同行。與此同時，一行人與艾蕾因和的爾妲會合，並開始調查殘渣潜伏地點。這時，“破戒”賀伍德卻試圖與他們接觸。他們從賀伍德那裡得到了與當前狀況和《結社》立場相關的片段情報，但這時整座城市突然被籠罩在「白色泛魔化」之中。一行人在這異常情況下再次發現了殘渣，並揭露了戴面具的使徒的真實身分。
黎恩線
「巴澤爾招聘〜AF實戰測試」
以黎恩和克洛為首的托爾茲相關人土之所以會來到巴澤爾，是因為他們身為前璐神的操縱者而受道參加聯合演習。兩人駕駛最精銳的機甲兵提爾鋒擊敗了艾米莉亞少校的新型AF「王者之劍」。然而,作為摘星者計畫的關鍵，王者之劍明顯擁有過剩戰鬥力，讓人更加懷疑必須用上這種機體的摘星者計畫究竟有何真正目的。
「天穹彼方之物」
在聯合演習之後,黎恩等托爾茲成員重新思考了摘星者計畫的真正目的，決定不能再袖手旁觀。於是,一行人前往天文台觀星,然而只有黎恩和克洛看到的並非满天星空，而是無盡的虛空。之後，一行人在與守護騎士塞莉絲和里翁一起調查隱藏在天文台地下的占星術工房遺址時,發現望遠鏡捕捉到的影像乃是人為偽造的真相，漢彌爾頓博士利用阿瑪塔核心，在各地的天文塔創造望遠鏡所觀察到的滿天星空的虛擬景象以蒙蔽世人。
「在回天之地的盡頭」
黎恩一行人自巴澤爾逃離追捕後抵達了龍來。為了與雲師父對峙，黎恩決定前往師父所說的《回天之地》,並設法查明太空計畫的真相。在得到了陣、瓦爾特、霧香和黑月的協助後，他們突破了斑鳩的防線，朝著雲等待之地前進。後來,黎恩在得知雲師父的真正用意後與其交鋒，試圖抵達師父的境界。
凱文線
「不適合野餐的大熱天」
盧法斯和拉碧絲與凱文同行協助他執行「工作」薩爾巴德與斯溫、娜狄雅會合。然而，凱文以這次的任務是「制裁異端」――也就是殺害目標為由,拒絕讓斯溫和娜狄雅同行，兩人卻堅持要參與並展現了他們的覺悟,決定「陪到中途」。為了判斷制裁目標的罪行，凱文開始回顧這片土地過去發生的事件。
「被揭露的『原罪』」
凱文所追捕的《異端》嫌疑人竟然是漢彌爾頓博士。在調查過程中，一行人發現二十年前漢彌爾頓博士爾巴德進行的水利工程幕後的真相。深入調查後，他們來到了當年水利工程的「現場」遺跡塔。最後，他們終於查明漢彌爾頓博士曾在此地進行過，預支未來水源的違反世界法則的實驗。
「母親傳授之歌」
凱文等人追踪漢彌爾頓博士的足跡，乘坐梅爾卡巴I來到克雷優村的遺址。當他們在被反應兵器摧毀之地克雷優找到漢彌爾頓博士時，塞莉絲、里翁、歇里德和娜潔已經在她身邊了。博士坦然認罪並說出了部分真相，於是凱文決定正式將她視為《異端》，並對她舉起武器。然而，歇里德和塞莉絲等人不同意奪去博士的性命，使雙方陷入了對立的局面。
終焉亦為創始
亞妮艾絲在總統的要求下突然被召回首都，蕾恩和多明尼克也選擇與她同行。范恩等人回到首都後，決定入侵總統府地下以來釐清太空計畫計畫的真相，與營救蕾恩與亞妮艾絲，進入地下第三層深處後，發現亞妮艾絲與多明尼克消失，並在總統等人的邀請下前往觀測指揮廳決戰，原來摘星者計畫(雷瓦汀計畫) 的真相是：發動王者之劍來企圖銷毀束縛著塞姆利亞大陸，每1200年就會發動大重置回歸時空的時之至寶。艾米莉亞少校駕駛新型宇宙用AF「王者之劍AX」成功升空，在宇宙空間護衛從從地表共和國軍基地發射加強一千倍威力的24枚反應導彈，企圖利用反應導彈消滅時之至寶。緃使共和國軍第一輪8枚反應導彈攻勢成功炸毀至寶，但是至寶的強大時間回朔能力使得能瞬間自我修復，同時因應人類的科技水平已突破大氣層及對至寶攻擊行為，上調人類SiN值評估，把原定1080小時後才發動「大重罝」，提前於作戰開始後45分鐘發動。最後召喚神秘騎神擊落艾米莉亞少校的王者之劍，瓦解共和國軍所有攻勢，「雷瓦汀計畫」宣告失敗，漢彌爾頓博士的後備方案馬上執行。盧尼趁機調換牆上的真正八創世，並表明部分真正目的後變身金髮魔裝鬼「沙代」，以一人之力利用時空轉移力量拖延范恩一行人後結束戰鬥。在至寶的第20000期「大重置」快要降下時，受漢彌爾頓博士安排下，較早前多明尼克陪同亞妮艾絲利用時空跳躍瞬移到特里昂塔，儘管笵恩一行人在通信中極力勸阻亞妮艾絲的決定及全速前往特里昂塔，但為機已晚。最後在漢彌爾頓博士、多明尼克、盧尼、教會和結社的代表見證下，利用八創世改寫其術式內容，干涉至寶的大重置，讓時空不會回歸到七耀曆0年而改為部分時空回溯，但代價是犧牲亞妮艾絲的存在。

## 組織

### 遊擊士協會
遊擊士協會（Bracer's Gulid）
- 七耀曆1150年設立[8]，以保護人民安全及維持地區和平為首要目的的組織。

本部在列曼自治州，在大陸各地皆設有支部。以接受他方提出的委託來行動，而可接受的工作內容範圍則非常廣，上至派遣遊擊士執行消滅危害民眾安全的魔獸、阻止犯罪等需要武力的危險工作，下至收集或運送物資、找尋失物等各式雜務。
由於組織具有國際性及中立性，也經常擔任國家間的仲裁角色，百日戰役時就負責了利貝爾王國和埃雷波尼亞帝國的調停任務。協會的運營費主要依賴國家財政和各自治區預算，也有一部分來自導力器相關財團的支援資金。
雖在國家政府的許可下有對犯罪的逮捕權，但因為終歸是民間組織，協會規章明定只要與平民的安全無關就絕對不能對國家體制有所干涉。即便官員犯罪，只要不是現行犯就不能逮捕，也因此如果沒有直接傷害到平民，對於政治問題引發的犯罪就難以施為，往往只能治標而無法治本。對此有少部分遊擊士會因為無法實現心中正義等理由最終選擇退出。
一般人年滿16歲時，通過考試後即可成為具有見習資格的「準遊擊士」。之後要藉由完成委託、累積實績與經驗來獲得各地支部的認同，藉此得到推薦正式入職的推薦狀，即可升級為「正遊擊士」。正遊擊士依照功績可分為A〜G共7個階級。而解決國家級的重大事件者可以成為S級遊擊士。
協會帝國支部在1202年的獵兵團襲擊事件後元氣大傷，隨後撤除了帝都內的協會分部。之後因千之陽炎作戰和閃光之翼作戰成功，而讓協會帝國支部再度在帝國設立。
大地之龍作戰過後，卡爾瓦德共和國收到埃雷波尼亞帝國大量的賠償金，共和國政府將這些錢運用在國家建設上帶動了經濟發展，吸引了無數外資入駐，也引來了各企業與組織間的摩擦，在欣欣向榮的表面下暗流湧動。協會總部為因應這些事態，決定加強共和國分部的體制，包含將有實力的遊擊士提拔至A級資格以發揮抑制力。
S級遊擊士
遊擊士之中等級最高者，也是最特別的級別。只有具備解決國家級重大事件的能力與功績的遊擊士，才能在接受遊擊士協會對其發出邀請後受封S級的頭銜，所以符合資格者無疑都是一國棟樑級人物，名聲與威望也都遠播國外。不過邀請並無強制性，受邀的資格者可以拒絕。
由於實際上A級是遊擊士規章上規定的最高階級，所以S級在嚴格意義上來說不是正式的遊擊士級別，而算是種榮譽頭銜。
S級遊擊士在全塞姆利亞大陸只有四人而已，目前所知的除了利貝爾分部所屬卡西烏斯·布萊特外， 只有現任遊擊士協會總部部長 - 亞諾德·伊凡斯這2位。然而在《FC》後，卡西烏斯重回利貝爾王國軍擔任准將，因此空缺了一個位置。經長達近7年空缺後，於《界》時決定由一度拒絕的陣接上。
《零》透漏本部原想邀請解決了雷米菲利亞公國事件的A級遊擊士亞里歐斯接任，但亞里歐斯認為該起事件最後一部份的幕後黑手逃逸，公國內也還有部分未清除的隱憂，並不能算完全解決了事件，因此拒絕本部升格為S級的邀請。
《創》透漏本部想讓有在「千之陽炎」作戰計畫中出力對抗帝國的A級遊擊士陣升格為S級，但最終陣以自己的能力不及於卡西烏斯為由婉拒了升格，目前協會暫時特例將其列為準S級遊擊士。於《界》時，陣決定接任。
《黎1》在奧拉西翁核彈危機時由蕾恩及陣口中透露，本部將派遣S級游擊士進入共和國協助首都伊迪絲的防護。
A級遊擊士
一般遊擊士所能達到的最高等級，屬於菁英中的菁英，除了擁有強大的實力外，還要有著解決重大事件的能力與功績。A級遊擊士等同於遊擊士協會的門面，能發揮相當大的抑制力，尋常罪犯都會因為他們的存在而有所警惕與收斂。
A級遊擊士在全塞姆利亞大陸約有二十幾位，目前所知的僅有克洛斯貝爾分部所屬亞里歐斯·馬克萊因，卡爾瓦德共和國分部所屬陣·瓦賽克、艾蕾因·奧克雷爾(《創》後日談時升格)，利貝爾分部所屬克魯茨·納爾當、阿加特·科洛斯納(《閃3》時升格)、雪拉紮德·哈維(《閃3》時確認升格)，原埃雷波尼亞帝都分部所屬莎拉·巴雷斯坦(《閃2》結局後重新回歸帝都分部)七位。
B級遊擊士
遊擊士中屬於具有優秀實力與豐富經驗的高手，為高階遊擊士的門檻。
在官方公布的消息中，目前確定為B級遊擊士的是利貝爾分部所屬的艾絲蒂爾·布萊特、約書亞·布萊特、亞妮拉絲·艾爾菲德，另外在遊戲中其他已知為B級游擊士的是埃雷波尼亞帝國分部所屬菲·克勞塞爾以及卡爾瓦德共和國分部所屬艾爾維斯。
在《SC》的遊戲系統中，主角解決任務所提升的遊擊士等級，並非主角在故事劇情中實際的遊擊士等級。如艾絲蒂爾在遊戲系統中最後提升為A級遊擊士，然而在《SC》後的劇情實際上是升為B級遊擊士，但對一個不久前還是實習階段的準游擊士而言，這已是極為罕見的晉升速度了。
在《SC》時，阿加特以及雪拉紮德原屬於B級遊擊士，後來在《閃3》時升為A級遊擊士。
在《創》後日談時，艾蕾因原屬於B級遊擊士，後日談尾聲時升為A級遊擊士，是繼莎拉後最年輕的A級游擊士。
在《閃3》時，菲剛取得正遊擊士資格不久，後來在《黎》時升為B級遊擊士。
在《黎》時，艾爾維斯原屬於C級遊擊士，後來在《黎2》時升為B級遊擊士。

### 噬身之蛇
噬身之蛇（Ouroboros）
- 也被稱作「結社」。以被結社成員稱為「盟主」的人為首，率領著蛇之使徒與執行者在這世界上暗中祕密活動著。

目的乃是顯現空之女神愛德絲賜與人類的七至寶，觀察其始末或回收之，原因至今仍不明。擁有驚人的超先進導力技術，例如多種高智慧高破壞力的導力人形兵器及巨大的飛行戰艦，皆由結社內的十三工房所製造。
在世界上吸收各式各樣的能力者加入結社。雖有盟主、蛇之使徒、執行者的位階，但沒有上下的強制命令制約，一切以個人的意向與協助盟主的共識為主。
「盟主」
統率噬身之蛇的最高權力者。
《3rd》星之門⑭中僅聲音登場，除此之外目前沒有任何資料。
結社成員皆極為尊崇。提出了奧菲斯最終計畫，具體目的不明。但包含利貝爾的福音計畫、克洛斯貝爾及帝國的幻焰計畫都是此計畫的一部分。
《閃4》結尾宣布永劫回歸計劃開始。
《創》結尾與共和國新總統達成彼此互不干涉計畫的協議。
蛇之使徒
地位僅次於盟主的七位幹部，負責策畫奧菲斯最終計畫的實施辦法。
目前可得知的只有第二柱「蒼之深淵」薇塔·克洛提德、第三柱「白面」蓋魯格·懷斯曼（死亡）、第四柱「千之破戒者」艾爾羅伊·賀伍德、第六柱F·諾華提斯博士、第七柱「鋼之聖女」雅里安洛德（死亡），接任第三柱空缺的瑪利亞貝爾·庫羅伊斯。
執行者
結社的上級特務，地位僅次於盟主以及蛇之使徒，負責執行的結社計畫。有著各自的「編號」以及「別名」。
擁有極大的自主權限，只要不妨礙結社的計畫，基本上可以隨意行動，即便是使徒的令命也能拒絕。目前已提及的成員有：
- No.0「小丑」坎佩尼拉
- No.I「劫炎」馬克邦
- No.II「劍帝」萊恩哈特（死亡）
- No.III「黃金蝶」露克蕾琪亞·伊斯雷
- No.V （《界》由破戒提出，尚未出場）
- No.VI「幻惑之鈴」露西歐拉
- No.VII「幻術師」西梅恩
- No.VIII「瘦狼」瓦爾特
- No.IX「死線」雪倫·克魯格（已退出）
- No.X「怪盜紳士」布盧布蘭
- No.XII （《界》由破戒提出，尚未出場）
- No.XIII「漆黑之牙」約書亞·阿斯特雷（已退出）
- No.XV「殲滅天使」蕾恩（已退出）
- No.XVII「紅色戰鬼」謝莉·奧蘭多
- No.XVIII「言靈師」烏麗卡
- No.XIX賽德利克·萊澤·亞諾爾
- No.XX-a「洸彈」伊克斯·亞爾達里翁
- No.XX-b「噬影」約爾妲·亞爾達里翁

執行者編號依照塔羅牌，從塔羅牌的號碼可以大略推測出該執行者的背景或性格。
關於噬身之蛇成員，詳細請參考：軌跡系列角色列表 噬身之蛇
十三工房
以結社蛇之使徒第六柱F·諾華提斯博士為首，負責結社許多高科技導力技術的部門
十三工房創造出各種超越當代導力技術水平的裝置和人形兵器，其中的代表作就是具備高度人工智慧以及強大破壞力的“極限級”導力人形兵器帕蒂爾·瑪蒂爾及巨大飛行戰艦 － 紅色方舟古羅力亞斯。而後更開發出了運用人造至寶能源，戰力可獨自摧毀一個軍團的三架神機。工房的確切規模、地點目前完全不明。
「十三工房」此名詞曾出現於流傳在《英雄傳說V「海之檻歌」》的威特路那地區及本作中的利貝爾王國的娛樂小說「人偶騎士」第21集中。
奧菲斯最終計畫
結社暗中執行的神秘計畫。具體目的不明，僅知與七至寶有關，目前已有兩個計畫浮現在檯面上。
福音計劃
奧菲斯最終計畫的第一階段。
懷斯曼希望藉由至寶之力讓人能進化到擁有絕對理智與絕對的才智為目標，認為這是促進人類進化的計畫；不過實際上結社的目的只是為了得到輝之環，懷斯曼的死亡也在結社盟主的預測之內。為奧菲斯最終計畫的第一階段，最後在盟主得到輝之環後宣告成功。
幻焰計畫
奧菲斯最終計畫的第二階段。
以協助庫羅伊斯家族完成人造至寶零之至寶作為計畫的上半部，在《碧》中琪雅覺醒後宣告成功。
以《閃1》最後埃雷波尼亞帝國內戰的展開，作為計畫下半部的開始。
《閃2》在內戰末尾，幻焰計畫第二階段負責人薇塔布局讓蒼之騎神與灰之騎神在煌魔城展開「模擬相剋」以完成計畫，但是未能成功，反而意外使得被詛咒污染的緋之騎神甦醒為「緋紅終焉魔王」，帝都一度情況危急。之後雖以犧牲了蒼騎為代價阻止了緋紅魔王，但是幻焰計畫也被一直隱身於幕後的鐵血宰相勢力所接收。
《閃3》在經過一系列實驗失敗後，蛇之使徒表決通過以協助宰相與地精的「巨碩黃昏」計畫來同步推行兩年前被奪走的幻焰計畫。最終隨著被封印在黑之星杯中的大地聖獸遭到斬殺，被禁錮千年的帝國詛咒蔓延全國，圍繞在七大騎神間的相剋儀式－「巨碩黃昏」拉開了序幕。
《閃4》最終相剋使鋼之至寶重新練成，最後千年前被注入至寶中的邪惡意念－詛咒被擊敗而消滅，鋼之至寶還原回焰之至寶與大地至寶，隨後消失於現世。
《創》因極樂世界在因果中讀取到黑之伊修麥格，重新再現出鋼之至寶的力量並讓七騎神合而為一的「零之騎神」出現，被眾人擊敗後徹底消失於現世。
永劫回歸計劃
奧菲斯最終計畫的第三階段。盟主於《閃4》結局後宣布啟動，目的應是對應其所預言的，三年後世界將「全歸於無」一事。
《創》最後盟主與共和國總統達成協議，讓永劫回歸計畫與共和國方的「窮究世界可能性」計畫間互不干涉。
《界》坎佩尼拉宣佈計劃開始實施。

### 七耀教會
七耀教會
信奉「空之女神愛德絲」的宗教組織，也是塞姆利亞大陸中信徒最多的宗教。
教會在「大崩壞」後不久創立，建立後帶領民眾走過了混亂的時代。七耀教會本部位於亞爾特利亞法典國，而負責古代遺物回收及保管的星杯騎士團也是隸屬於七耀教會。七耀教會底下目前已知還分有負責祭祀儀式的「典禮省」、負責古代遺物管理及回收的「封聖省」、擔當都市防衛任務的「僧兵廳」等。
導力革命之後，教會的影響力逐漸降低。不過在當今的社會中，教會仍在學術、教育、醫療等領域中擔負著啟蒙和指導民眾的重任。
始源之地（Singularity of the Origin）
七耀教會在各地所建的秘密設施。
依據與各國簽訂的古代遺物盟約興建，多半建立於各地教會聖堂底下。作用為保管古代遺物，並抑制其力量與機能防止向外擴散。
似乎是參照亞爾特利亞本地的「原版的始源之地」所興建。原版的始源之地一詞，《碧》中守護騎士瓦奇在見到碧之大樹時也曾提起過。
典禮省
負責祭祀儀式的機構。各地聖堂大主教及人員大多來自於此，多半精於藥草醫學與教育等相關知識。
僧兵廳
擔當都市防衛任務的機構。
封聖省
負責古代遺物管理及回收的機構。
旗下的秘密部隊對於以古代遺物作亂的持有者，將會認定為異端進行逮捕，情節重大者甚至會以奪取性命的手段加以制裁。
因典禮省曾經有高層祭司奧恩褻瀆遭停職，其後雇用獵兵團報復的情事，而遭到守護騎士凱文·格拉漢認定異端抹殺之。典禮省對此激進的手段相當斥責，雙方關係陷入僵局。
星杯騎士團（Grals Ritter）
隸屬於七耀教會封聖省的秘密部隊。
團中最高層為被稱為「守護騎士」的12人，其下有數名被稱為「正騎士」及「隨從騎士」的下屬。
主要任務為古代遺物的回收。持有古代遺物並利用其做非法勾當的人可能會被教會認定為「異端」而暗殺之（但也有以此為藉口而殺害對方的黑暗面存在），不過似乎也有例外，例如奧利維爾持有某種古代遺物卻沒有被凱文沒收。
關於星杯騎士團成員，詳細請參考：軌跡系列角色列表 星杯騎士團
守護騎士（Dominion）
其入選的必要條件被稱為「聖痕」力量的覺醒。
從第一位到第十二位共有12人的騎士團統領階級，各自都有擁有除了本名外的另一別名。
成為守護騎士並非以武術、法術、或是解決問題能力為考量基準，而是以被稱作「聖痕（Stigma）」的力量覺醒成為入選條件。在時代不同的情況下並非總是滿員的情況，如第五位懸缺已久才由凱文接下。
在接受守護騎士任命時，可自行選擇在任務期間使用的別名。日後也能再更換別名，只是十分少見。
目前可得知的只有第一位「紅耀石」愛因·瑟爾納特、第二位「匣之術士」湯瑪斯·雷山德、第四位塞莉絲、第五位「千之護手」凱文·格拉漢、第八位「絕空鳳翼」蓋烏斯·沃澤爾、第九位「蒼之聖典」瓦奇·赫密士菲亞、第十一位里昂。
聖痕（Stigma）
在守護騎士身上覺醒的神秘力量。
發生條件與力量的來源具體不詳，可確定的是聖痕覺醒時能吸收古代遺物的力量為已用。凱文在覺醒時曾吸收了魔槍羅亞的力量，瓦奇在覺醒時也吸收了蒼色石板的力量。另外,聖痕也可以傳承給他人，「吼天獅子」巴克霍恩臨死前將聖痕傳承給了蓋烏斯（閃3）。
梅爾卡瓦
星杯騎士團在任務使用的戰略飛行艇。
每位守護騎士皆配有1艘專用，共計12艘。駕駛是由數名騎士團成員擔任。表面為鏡面裝甲所覆蓋，搭載了能與周圍環境同化之光學迷彩功能。目前登場的有貳號機、伍號機、捌號機、玖號機四艘，玖號機在《碧》、捌號機在《閃》成為了可使用的交通工具之一。
是騎士團回收了古代遺物「天之車」的引擎部分，由愛普斯泰恩財團協助改造而成。因此機動性與一般飛艇有著天壤之別。凱文的伍號機上裝有能將聖痕力量轉化為能源砲的「聖痕砲」裝置。
梅爾卡瓦（Merkava）源自現實世界中的以色列的坦克。天之車原型是源自聖經提到的「Merkabah」
聖器「Gleipnir」
守護騎士第八位「吼天獅子」以非接觸方式回收鹽之杭的聖器，其餘不詳。

### 黑之工房
帝國地之至寶眷屬，地精一族所組成的組織。其主黑之艾貝利希於各種不同組織之下吸收其技術，其目的為達成巨碩黃昏計畫。
巨碩黃昏
鐵血宰相吉利亞斯與黑之艾貝利希策劃，目的是將帝國的詛咒釋放至全世界。
由於帝國兩大至寶毀滅的詛咒，帝國每隔一段期間必會產生動亂，被認為非女神無法解除，吉利亞斯因此打算逆向操作，將詛咒釋放至全世界，讓人類染上鬥爭的本能，進而提升至更高的境界。
《閃3》在黎恩以終末之劍殺害了封印大部分詛咒的黑之聖獸以後，達成了計畫。

### 獵兵團
少數優秀的傭兵部隊被外界稱為獵兵團（Jäger ），擁有強大的戰鬥力，可根據雇主的各種需求訂立合約。即使是危害一般民眾的行動也在承接的任務範圍內，因此常與保護民眾為第一要務的遊擊士互相對立。有些國家也明令禁止獵兵團在其國土內活動。
傑斯塔獵兵團
常在埃雷波尼亞帝國邊境的自治州作亂的獵兵團。
《FC》時，帝國多處遊擊士協會皆遭受傑斯塔獵兵團的襲擊，最後被卡西烏斯平息。
其實是結社為了執行在利貝爾的福音計畫而集結訓練出來的傀儡兵團。結社執行者「劍帝」萊維曾化名洛倫斯·博格藉此被理查上校聘用進入王國軍情報部實行結社計畫。
北方獵兵
以諾森比亞自治州為根據地的獵兵團，「鹽之杭」事件後成立，主要成員是前諾森比亞大公國的正規軍，目的為重建災後的諾森比亞自治州。論人力規模是大陸最大的獵兵團，由於擁有強大的軍備，常會被雇主委託執行非法任務。
《3rd》序章曾在露西塔尼亞號上擔任赫爾曼·康萊特的護衛。
莎拉·巴雷斯坦曾經是北方獵兵成員。
赤色星座
大陸西部的最強的兩個獵兵團之一，與西風旅團互為宿敵。全部的團員皆有以一擋百的力量，物資與財力也是同行之最。在戰場的戰鬥力甚至超過帝國軍和結社的戰鬥部隊。
團長「鬥神」巴德爾·奧蘭多在與西風旅團團長「獵兵王」路嘉·克勞塞爾對決後雙雙身亡，現由其弟「戰鬼」西格蒙德·奧蘭多持續統領著。
《碧》時襲擊了克洛斯貝爾市，炸毀了國際銀行IBC。克洛斯貝爾獨立時卻與迪塔政權合作駐兵當地，在迪塔政權垮台後離開了。
西風旅團
大陸西部最強的兩個獵兵團之一，與赤色星座互為宿敵。
團長「獵兵王」路嘉·克勞塞爾在與赤色星座團長「鬥神」巴爾德爾·奧蘭多對決後雙雙身亡，目前處於暫時停止活動的狀態。
菲·克勞塞爾即在此長大，加爾西亞·羅西曾經是此獵兵團的部隊長。
埃雷波尼亞帝國內戰時部份成員受到貴族派雇用，駕駛機甲兵閃電佔領了帝都。
《閃3》由於「獵兵王」路嘉率領團員再度登場，在哈梅爾村一戰中現身，不僅證實團長死而復生（但是原因未明），而且確定受雇於黑之工房而恢復活動。
亞倫加姆
曾是實力不差的獵兵團，然而在接下脅持宰相的任務時，遭到宰相的部隊盡數殲滅。只有後來加入帝國解放戰線的「V」伏爾坎一人活了下來。
庫魯格戰士團
位於大陸中東的獵兵團。
斑鳩
根據地設於荒廢的大陸東部某處，東大陸最強的侍衆。過去是守護神聖皇國的九曜眾之一「斑鳩眾」。擁有眾多使用號稱「朧月流」忍術的秘密部隊，以及使用「黑神一刀流」的太刀使。戰鬥能力在大陸東部裡可稱得上是 「最強」 的存在。《黎》接受了格蘭哈特總統的不明合約。

### 導力技術相關
愛普斯泰恩財團（Epstein Foundation）
繼承「導力之父」－愛普斯泰恩博士的意志，由其數名優秀弟子成立於七耀曆1155年，本部設在列曼自治州。
最早製造導力器並推廣的企業。起初推廣並不成功，在各國看到利貝爾獲得巨大的利益後才紛紛要求財團提供技術，財團的經濟基礎也日益穩固，並促成了大規模的導力革命。專攻於新型導力器的研發與製造，特別擅長於通訊與情報系統等領域。近年來正在著手開發導力網路計畫。
愛普斯泰恩財團在推廣導力時常借助於遊擊士協會及七耀教會的力量，所以彼此關係密切。
最近因包括自行研發賽法等共和國的一連串「去財團化」的活動，使其在共和團的影響力大減。
蔡斯中央工房（ZCF）（Zeiss Central Factroy）
本部在利貝爾王國的導力產業城市蔡斯，大陸中導力技術首屈一指與知名的各式導力器出產地。
由愛普斯泰恩博士的弟子阿爾巴特·拉賽爾博士與當地鐘錶公會於1173年聯合創辦。取「Zeiss Central Factroy」的大寫字母「ZCF」為簡稱，前身為「蔡斯技術工房」。
專業於製造導力飛行船。利貝爾王國軍隊的埃爾賽尤號也是由他們所製造。
萊恩福爾特社（Reinford Industry Group）
本部設立在埃雷波尼亞帝國黑銀鋼都盧雷的巨大重工業製造商。與烏爾努社同樣都是研發兵器的兩大知名企業。
原先為中世紀起的武器工房，但在半世紀以前受到導力革命的影響而急速成長，於鋼鐵、鐵路、槍砲、戰車等領域獨佔壓倒的市佔率。
現在由亞莉莎的母親伊莉娜·萊恩福爾特擔任會長職務，受到帝國軍近代化的影響，也進行高性能的軍事兵器製造，其他還有研究戰術導力器的開發。
旗下分為四大部門，其中不乏派系對立。但在帝國內戰時出現了不屬於四大部門中，製造了機甲兵的第五開發部。
| 部門       | 派系     | 開發領域                 |
| ---------- | -------- | ------------------------ |
| 第一製造所 | 貴族派   | 鋼鐵、大型機械           |
| 第二製造所 | 革新派   | 槍械、戰車、兵器         |
| 第三製造所 | 中立派   | 導力列車、導力飛行船     |
| 第四開發部 | 會長直轄 | 導力通信技術、戰術導力器 |
| 第五開發部 | ？       | 人型載人兵器「機甲兵」   |

烏爾努社
本部設立在卡爾瓦德共和國的巨大綜合科技製造公司。與萊恩福爾特社同樣都是研發兵器的兩大知名企業。由三高徒之一的漢彌爾頓博士的提議下，於1163年在圌巴澤爾理科大學和工匠協會下共同創立。
在近年來專攻於導力車的技術發展上。從導力巴士到個人車輛皆有相當不錯的成績。
同時在共和國的支持下，在排除愛普斯泰恩財團的監督下，自行研發新世代戰術導力器 - 賽法。
斯托雷加企業
利貝爾王國的知名企業，專門製作運動鞋及釣魚竿等物品，艾絲蒂爾非常喜歡斯托雷加的產品。
賽蘭德公司
雷米菲利亞公國知名的醫療器具製造公司。聖烏爾斯拉醫科大學的醫療器材與機械大多來至於此。
馬爾鐸克綜合警備保障（Marduk Total Security Company）
位於奧雷德自治州的綜合警備公司，或者該說是PMC（民間軍事公司）。
公司約在十年前成立，起初為大陸各國的企業提供警備保全服務，但這幾年開始拓展業務，挺進軍事行動領域。不過，有別於獵兵團，他們常提出鑽各國法律漏洞的提案，從不想承擔風險的大企業手中爭取到費用高昂的契約。
除了警備‧軍事服務之外，還招募測試人員獨力開發與研究軍用的格鬥‧肉搏戰術，將公司內累積的經驗和知識有償提供給各國軍隊和各獵兵團。此外，他們提供出錢收購優秀測試人員資料的服務。以上事業全都由馬爾鐸克公司的服務專員一手包辦。

### 軍警機關
利貝爾王國軍（Royal Army of Liberl Kingdom）
保衛利貝爾的國家軍隊，軍服以深藍色為基礎色調。
在《FC》10年前的百日戰役中，在軍力相對弱勢的情況下，成功的以閃電作戰抵禦了埃雷波尼亞帝國軍的入侵。
因國土多為崎嶇山地，運用飛艇作為主要軍備。王國軍親衛隊所有的埃爾賽尤號更是大陸上數一數二的高速巡洋艦。
情報部（Intelligence Division）
由利貝爾王國軍上校亞蘭·理查所成立的情治單位。
旗下有著專職解決現場事件的特務部隊，其成員皆帶著全罩式的頭盔執行任務。以獲得各式情報並快速解決王國各地事件博得利貝爾人民好感。
《FC》末期引起了利貝爾情報部政變事件。在理查承認錯誤下獄後，情報部人員四散逃亡隱蔽。《SC》情報部上尉凱諾娜·亞瑪律迪亞率領情報部成員欲救出理查而遭逮捕。在獄中理查與其會面，正式告知了情報部於此刻起解散的決定。
《SC》後期結社襲擊王都事件中，理查與情報部成員協助守衛王都，戴罪立功擊退結社後，全員為女王所赦免。大多數成員追隨理查從王國軍退伍，轉投其所開設的民間公司R&A調查社。但部分仍留在王國軍中的成員，仍然受到政變事件的影響，而無法於軍中擔任重要職務。
埃雷波尼亞帝國軍（Imperial Army of Erebonia）
由帝國皇帝持有統率權的帝國之國家軍隊，實際已由奧斯本宰相掌握七成軍力，軍服以紫色為基礎色調。
擁有二十支以上的機甲師團，與卡爾瓦德共和國並為西塞姆利亞大陸最大規模之軍隊。由萊恩福爾特社的技術與扎克森鐵礦山的資源為後盾，在近年來達到近代化。
運用戰車為主要武器，運用飛艇的技術不如利貝爾王國，但活用了商用飛行船。目前正在建造150亞距的飛行軍艦，引起周圍其他國家與貴族勢力的警戒。
情報局（Intelligence Agency）
由埃雷波尼亞帝國鐵血宰相吉利亞斯·奧斯本所主導的情報收集單位。
在《FC》時曾密切監控卡西烏斯·布萊特進入帝國境內處理帝國遊擊士協會受襲事件，事件結束後將卡西烏斯的威脅程度的判定提升到最高的Level.5。
秘密派遣各情報人員於大陸各地潛藏調查情報，情報局特務上尉雷克多·亞蘭德爾前往利貝爾傑尼絲王立學院就讀，也是以建立情報網為主要目的。
於《閃4》「鐵血宰相」吉利亞斯·奧斯本去世後不久重新編制，並繼續由雷克多主導，並繼續提防共和國的中央情報省 (CID)的間諜行動。但相關新體制的詳細資料被內部人士偷走，並以此向共和國的中央情報省 (CID)投誠。
鐵路憲兵隊（Train Military Police（TMP））
「鐵血宰相」吉利亞斯.奧斯本居中設立的正規軍精銳部隊。活用遍布帝國全境的鐵路網，負責各地治安維持任務。
與貴族勢力的軍隊領邦軍多有對立，目前兩者之間未曾有過的緊張逐漸攀升。還有，與同屬宰相設立的帝國軍情報局有高度的合作關係。
洛克史密斯機關
卡爾瓦德共和國大總統洛克史密斯所建立的情報單位。
《SC》時成立，聘請了霧香·樓蘭擔任室長。在各國與帝國軍情報局展開情報戰。
後經歷了兩年的試用與磨合，正式成立為政府直屬的情報組織，更名為「中央情報省」，簡稱「CID」。
在新任總統洛伊·格蘭哈特上任後，組織被分割成一省三局。
克洛斯貝爾警備隊
保衛克洛斯貝爾國土的警備隊。
相較於其他會讓軍隊兼具治安與國安功能的國家，克洛斯貝爾由於埃雷波尼亞帝國與卡爾瓦德共和國的干預，無法成立自己的軍隊。只能分別成立保衛國土的警備隊，與負責維持治安的警察單位兩個部分。駐地在面對帝國的貝爾加德門與面對共和國的唐古拉姆門，平時以對於來往兩國間通行者的檢驗及辦理通關業務為主。
《零》中警備隊司令曾遭受約亞西姆·瓊塔欺騙，以健康藥錠的名義使貝爾加德門全體警備隊員服下睿智，遭受洗腦操控襲擊克洛斯貝爾市。事件結束後司令下台，由副司令索妮亞·貝爾茨接手警備隊。
《碧》時迪塔政權宣布克洛斯貝爾獨立，警備隊改制為國防軍。然而隨著迪塔政權的垮台而重新改回警備隊的名稱。
克洛斯貝爾警察局（Crossbell State Police Department）
負責克洛斯貝爾自治州都市治安的主力機構，然而在官商勾結與體制受限等種種杯葛下效率不彰。受治外法權的影響，只要嫌疑人是帝國和共和國人士的案件幾乎不能順利執法。對魯巴徹商會等黑道組織的取締，也會遭到與其有勾結的政客透過上層施壓而難以施力。種種綁手綁腳的限制不只是讓警察本身士氣低迷，市民也早已信心盡失，寧願向遊擊士協會求助。
然而遊擊士的活躍會與警察局的效率不彰形成鮮明對比，進而引來對警察的批判，甚至還會危及自治州政府的評價。為了挽回顏面並重獲市民對他們的信任，實驗性的成立了新單位「特務支援課」。
《零》中遭到了被睿智洗腦的警備隊成員與黑手黨侵襲。《碧》時遭赤色星座攻破警署大門。在迪塔政權宣布克洛斯貝爾獨立時，被劃分到國防軍之中虛位化。
搜查一課
克洛斯貝爾警察局的精英集團。
與一般警察的任務不同，專職防範國際犯罪與維護市內黑白情勢一定的平衡。是所有警員夢想進入的單位。
代表成員為亞雷克斯·達德利與蓋伊·班寧斯（殉職）。
特務支援課（Special Support Section (S.S.S)）
《Ⅶ》主角四人所屬，警方最新成立的小分部。
與一般多經手刑事民事案件的警察不同，主要負責在第一線處理市民的要求或委託的任務。
由賽爾蓋·羅以蓋伊的想法創立，立於一般警察體制之外的特殊單位。成員初始有新人搜查官羅伊德·班寧斯、通過警官考試的市長孫女艾莉·麥克道爾、愛普斯泰恩財團魔導杖研發小組的少女測試員緹歐·普拉托、原警備隊青年蘭迪·奧蘭多以及警犬賽特，教團襲擊事件後加入了警備隊上士諾艾兒·希卡與原不良幫派聖書會首領瓦奇·赫密士菲亞。
由於警察的首要工作是維護法律秩序而非服務民眾，部門成立之初被不少警員嘲笑是個模仿遊擊士的鬧劇，是為討好市民才設立的裝飾用部門。但在支援課成員的努力下，成功解決許多大大小小的事件，陸續獲得市民的認同與支持，在最後更是成為受市民景仰的英雄。
《零》中阻饒了黑手黨的各項計畫，也解決了克洛斯貝爾教團事件。
《碧》時更成功的阻止克洛斯貝爾獨立異變。
關於特務支援課成員，詳細請參考：軌跡系列角色列表 特務支援課
卡爾瓦德共和國軍（Republic Army of Calvard）
簡稱「共和國軍」或「卡爾瓦德軍」，卡爾瓦德共和國的國家正規軍。主力兵器是各型戰車和飛行艇。
共和國軍的最高統帥是共和國總統（劇情中先後為前任總統薩繆爾·洛克史密斯和現任總統洛伊·格蘭哈特）。

### 學校
傑尼絲王立學園
位於利貝爾王國盧安市郊的知名學園。
利貝爾知名的一流學校，校長是利貝爾學者們的領袖科林茲。除了利貝爾以外也有許多其他國家的學生前來就讀。利貝爾下一任女王候補克蘿蒂亞公主曾化名克蘿賽·琳茲前往就讀。帝國軍情報局所屬雷克多·亞蘭德爾也曾隱藏身分就讀，並擔任了學生會長；但實際上是前來建立帝國在利貝爾的情報網。
托爾茲軍官學院（Thors Military Academy）
位於埃雷波尼亞帝國托利斯塔的軍官學校。
由230年前帝國中興之祖「德萊凱爾斯大帝」所創設，以培育不被身份所拘束的人才為目標。當初以教授近代戰術，使用火藥式的槍及大砲而成立的正規軍事學院；但現在則保留其形式，注重於作為聚集貴族的子弟及平民出身的秀才，以帝國數一數二的菁英學院而馳名。
年齡在16歲到19歲之間的學子，只要通過試驗合格後即可自由入學，因此會有同年級年紀不同的情況發生，然而也有未滿16歲就入學的例外存在。
目前受到國內貴族派與革新派的對立影響，校內的理事也分為兩派對立著。而在學生之中受到優待且實力兼備的白色制服貴族學生們，也與遭受差別待遇的綠色制服平民學生們之間總是有所摩擦，兩派間紛爭不斷。
班級與制服的顏色代表身份不同：I班、II班的白色制服為貴族子弟，III班、IV班、V班的綠色制服為平民出身，《閃1》主角們所屬的VII班制服則為特製款式的深紅色。
學院希望學生表現出某種程度的自主性，學生在穿著制服的方式上各自有微妙的不同之處。
托爾茲軍官學院·第二分校
位於埃雷波尼亞帝國西郊利布斯小鎮的軍官分校。
在七耀曆1206年托爾茲軍官學院新設的分校,由於接受皇太子入學,與完全變成軍事學校的總校不一樣，這間學校是被稱為「吊車尾」 分校。 接收的都是一些有緣由的貴族子女、問題少年、外國人,甚或至克洛斯貝爾人。由於在分校任教的有曾在北方戰役中活躍的某位人物、出名的導力學者,以及以年輕英雄為聞名的黎恩·舒華澤,而因為極稀有的異例人士而引來注目。分校長是由原貴族聯合軍總司令的「某位人物」擔任。
本校分為I-VI組,而第二分校則以戰術科(VIII班)、主計科(IX班)以及只有少數學生結集的特務科(VII班)3個班別。
在三個班當中，VII班「特務科」是由黎恩帶領的特務班。
特科班「VII班」（Artillery Class“VII”）
《閃1》主角所屬，以運用新型戰術導力器「亞克斯（ARCUS）」為名義而實驗性設立的特別班。
選拔本班的學生時不受貴族或平民的出身所影響，也有來自海外的留學生，以深紅色的制服為其特徵。
由理事長奧利巴特皇子的想法創立，學院長找來原帝國A級遊擊士莎拉·巴雷斯坦擔任班導師，初始成員有地方貴族養子黎恩·舒華澤、武器製造商千金亞莉莎·萊恩福爾特、帝國名將之子艾略特·克雷格、武門貴族之女勞拉·S·亞爾賽德、帝都首長之子馬奇亞斯·雷格尼茲、四大名門貴族之子尤西斯·艾爾巴雷亞、以最高成績入學的艾瑪·米爾斯汀、 經歷不明的15歲少女菲·克勞塞爾、外國留學生蓋烏斯·沃澤爾九人。在8月的課程開始前，轉入了2年V班的學長克洛·安布斯特與臨時入學的米莉亞姆·奧萊恩。
在特別實習時會再分成A班、B班兩組人馬，成員每次組成都不同，各自前往不同的地方進行實習課題。只有在7月夏至祭時，兩組成員都在帝都海姆達爾。
《閃1》中阻止了恐怖組織帝國解放戰線所引起的各項事件，在解決了加雷利亞要塞事件與扎克森鐵礦山事件事件後，為帝國皇帝尤肯特三世接見並表揚。
關於特科班「VII班」成員，詳細請參考：軌跡系列角色列表 特科班「VII班」
特務班「VII班」
為托爾茲軍官學院·第二分校由黎恩任教的特別班。
由作為教官的黎恩親自率領，期待能達成各式各樣的目的， 因此又集結了優娜與克爾特以及亞爾緹娜三人構成了小規模班級。其設立目的與曾經黎恩所屬的托爾茲軍官學院·特科班「VII班」似乎有著差別。
舊校舍
位於軍官學院後方的古代建築物，相傳為中古黑暗時期存留至今的遺跡。
VII班初次的定向測試即在此舉行。歷任校長皆遵從著「在那個日子到來以前，必須保留舊校舍」的大帝遺訓。而後校舍地底卻發生了自行改變結構的怪異狀態，范戴克學院長委託黎恩及VII班對此展開調查。
半年後的學院祭當晚發生異變，鍾樓發出鍾聲，整體為藍白色結界籠罩，一般人無法進入，只有佩帶亞克斯的VII班成員得以進入並調查狀況。最終VII班於最底部的第七層的終點處進入異世界，擊敗巨大黑色幻影「羅亞·埃雷波尼烏斯」後異變停止，同時第七層遺跡中出現了灰之騎神「瓦利瑪」。
《閃2》結局前夕再次發生異變，鐘樓鍾響，建築發出藍白色柔光。VII班以及協力者再次進入調查，發現樓內空間被完全替換成另一空間「夢幻迴廊」。最終VII班在夢幻回廊頂層終點入進入異世界，擊敗巨大白色幻影「羅亞·路西法西亞」，再次解決異變。
聖亞斯特萊亞女學院（St Astraia Girls' School）
具有歷史與傳統的正規女學院，以獨角獸為校徽主題。
位於帝都海姆達爾，貴族的子女們上學的女學院。近年來也接受了資產階級的子女入學，但為數不多。
《閃1》帝國皇女艾爾芬·萊澤·亞諾爾、黎恩的妹妹愛麗榭·舒華澤都是該校的風雲人物，而在《閃3》登場的繆婕·伊格瑞特也曾經是他們二人的學妹。
亞拉密斯高等學校（École de Aramis）
位于卡尔瓦德共和国首都伊帝斯第五区欧贝尔地区名校。
以百年前卡尔瓦德革命的发起人之一──艺术家亚拉密斯为名，设立的目的在于替国家广为培育新一代栋梁。
在教学上既重视传统的基础教养，但也积极融合新的文化与价值观，从而形成注重学生自主性的自由校风，吸引了来自国内外的各式各样人才。因此，这里可说是共和国中最具代表性与历史的学校之一。

### 財政界
克洛斯貝爾國際銀行(IBC)（IBC(International Bank of Crossbell)）
大陸上最大規模的銀行。
不論是資金管理還是投資營運能力都是國際間首屈一指。在《碧》的十年前總資產就已達大陸第一。長年以來一直支撐著國際金融、經濟市場的發展。在自治州內也有大規模的投資開發，如米修拉姆主題樂園，在金融商品的開發也很活躍。是愛普斯泰恩財團的大金主，對導力網路計畫投入了龐大的資金支持。
目前的銀行總裁為迪塔·庫羅伊斯。

### 新聞媒體
利貝爾通訊社
發行利貝爾王國的新聞雜誌「利貝爾通訊」的媒體公司。社址在王都格蘭賽爾。
克洛斯貝爾時代週刊社
發行克洛斯貝爾的新聞雜誌「克洛斯貝爾時代週刊」的媒體公司。社址在克洛斯貝爾市港灣區。
托利斯塔電台（Trista Radio Station）
以自由報導在近年來迅速發展起來的新興新聞媒體。
帝國時報社的原編輯部與萊恩福爾特設的原技師合作成立的導力廣播站。卯足全力經營的結果，在帝國各地的酒吧及酒館播放音樂節目、新聞報導、運動直播等節目而達到普及。
但是，隨著帝國時報社向當局控訴，被實施「獨佔公共導力波」的管制，也開始陸續受到來自貴族的壓力及帝國軍情報局的關切等。
在遊戲內可以收聽此電台的廣播。
帝國時報社（Imperial Chronicle）
在帝國有著100年以上歷史的通信社。
創立當時起廣受中產階級以上的階層閱讀，非要說的話就是偏向單方勢力的內容，有著奉承貴族階級之處，但近年來受到鐵血宰相改革影響，給予其肯定的報導，在篇幅的方向上可見有所迷惑。
對不被這種窘境拘束，自由報導的托利斯塔電台感到非常惱火，也有對其施加壓力的一面。
泰雷爾通訊
發行卡爾瓦德共和國的新聞雜誌「泰雷爾通訊」的媒體公司。社址在首都伊帝斯第四區‧泰雷爾地區。
扒糞者
卡爾瓦德共和國的八卦雜誌社。
藝窩瘋
卡爾瓦德共和國的八卦雜誌社，視《扒糞者》為最大勁敵，時常以不道德的手段取得八卦素材。

### 非法組織
黑月（Heiyue）
共和國的巨大黑社會組織。
位於共和國的東方人街，派遣曹·李前往克洛斯貝爾。
黑月貿易公司（Heiyue Trade Company）
設立在克洛斯貝爾市港灣區的東方風貿易公司。社長為曹·李。
實際上為黑月的分公司的分屬機關。社員中有不少武術高手。為了爭奪克洛斯貝爾的地下世界霸權，與東方傳說中的殺手銀簽訂契約，與魯巴徹商會展開對抗。
《碧》中公司遭到赤色星座攻擊，轉移根據地至古代遺跡「太陽堡壘」。隨後也在克洛斯貝爾市外與赤色星座交戰，協助達成迪塔政權的垮台。
魯巴徹商會（Revache & Co.）
統治着克洛斯貝爾自治州地下世界的巨大黑幫組織。
從許多年前就開始以與帝國和共和國間的秘密地下交易「黑之拍賣會」斂財。現在更是明目張膽的幹著武器走私、買賣贓物、黑金洗錢等非法勾當。因為與議會中的重量級議員有良好的交情，警方幾乎沒有辦法調查他們的惡劣罪行。就算成員被捕，也總是在短時間內就能得到保釋。
《零》後商會成員盡數遭逮捕入獄。
黑之拍賣會
魯巴徹商會在政壇靠山哈爾特曼宅邸舉行的地下拍賣會。
持有特定的邀請卡才能進入與會。拍賣會上有著許多難見的珍品而吸引各國上流社會人士前來參加，然而在拍賣會中特務支援課等人發現了小女孩琪雅赫然也在拍賣會的商品皮箱中。逃離後引起大騷動，拍賣會至此宣告失敗。
D∴G教團
否定女神存在的瘋狂宗教集體。名稱的「D」為掌控因果的虛神Demiurgos，「∴」代表所以，「G」意味睿智(Gnosis)。
D∴G的簡稱念作DG。被認為是信仰惡魔的邪教，不過實際上只是為了否定女神而借用這個概念，他們的核心理念在於尋找並信仰「真正的神」。他們認為世上人們仍在遭遇的苦難，證明七耀教會的教義中所宣揚會守護民眾的空之女神並不存在，只是教會為了掌權而編織的謊言，所以追尋著他們所認為的真正睿智與真正的神祇，為世界帶來真正的信仰。尊崇沉睡在太陽堡壘地下之中的琪雅，認為她是真神的化身，將其稱為神子崇拜著。
為達成能連結上真理的方法，從各國綁架誘拐大量的孩子進行稱作「儀式」的殘忍人體實驗，以實驗成果製造了名為「睿智（Gnosis）」的藥品。
因其過於激進邪惡的行為，《零》的五年多前遭到各國聯合陣線進行D∴G教團壓制作戰；而結社和七耀教會的星盃騎士團也各自派遣了部隊進行殲滅教團活動。
《零》中教團祭司約亞西姆·瓊塔利用睿智引發了克洛斯貝爾教團事件，而後遭特務支援課等人擊敗後自滅。《碧》時最後的教團殘黨阿奈斯特·萊茲遭羅伊德等人逮捕，教團正式宣告滅亡。
實際上是庫羅伊斯家族運用琪雅給予他們信仰的目標，暗中操控並作為障眼法的傀儡組織，但卻不自知。
《黎1》中，兩大組織「庭園」和「阿瑪塔」皆為教團的殘黨的產物，傑拉爾·丹提斯為教團的祭司。
《黎2》中，涅梅絲島是教團的根據地之一。
睿智（Gnosis）
教團以人體實驗的資料製造而成的藥物。又譯為「真知」或者「古諾西斯」。
經約亞西姆改良有兩種種類，外觀藍色的藥丸稱之為「蒼之睿智」，具有增幅個人五感能力、引發潛力的能力。但思緒也容易遭受控制，更甚者會使人體轉化為魔人，稱之為魔人化。外觀紅色的藥丸稱之為「紅之睿智」，藥性更強。似乎能得到通曉一切的真知。然而約亞西姆在服用過多以後，肉體崩解死亡。
《碧》說明了其為利用稀有植物普萊羅瑪草為原料所製成的藥物。因普萊羅瑪草作為幻之至寶終端的特性，服用後能連接上至寶所擁有的因果之力，得到一定量的因果資訊。
樂園
教團的人體實驗據點之一，然而此處除了實驗外還有將實驗體用來「招待」各國要人的殘酷行為，而後遭到結社殲滅。
《黎2》間章，證實樂園的所在地就是涅梅絲島。
帝國解放戰線（Liberation Front of Empire）
在帝國全境暗中活動的謎之恐怖組織。
其代表標誌上寫著「Imperio ad Priorem Formam（帝国をあるべき姿へ）」的口號，鎖定以奧斯本宰相為中心的革新派下手，在各地興起大規模且膽大妄為的事件。
成員皆以一字代碼互相稱呼。由全身穿著黑色鎧甲與頭盔的神秘人「C」擔任首領，旗下幹部有「G」基迪恩、「V」伏爾坎、「S」斯卡蕾特。
《閃1》在帝國各地興起各種攻擊革新派活動，並曾引發加雷利亞要塞事件，在扎克森鐵礦山事件後帝國一度以為已遭消滅，然而在帝國爆發內戰當日再度出現，前往托爾茲軍官學院挾持學生。
庭園（Garden）
正式名稱為《四庭園》。是一時間曾於大陸中部至西部地帶極為活躍的暗殺組織。
前身為中世紀傳承至今的暗殺組織「月光木馬團」。在該組織被結社所毀滅後，部分成員被結社所吸收，而剩下成員則在「破戒」的安排下與「D∴G教團」的倖存者會合，並放任他們自行發展，結果「庭園」因此誕生。
組織由「寶劍」、「荊棘」、「黃金」、「鐵鏽」這四座「庭園」組成，各庭園分別由名為「管理人」的幹部率領。
《庭園》基於殘忍而合理的培育系統運作，會在各地收留無依無靠的孩子，將他們精心訓練成刺客，藉此達成高到難以置信的暗殺成功率。 被MK社視為實力S+ 威脅度的不明組織。
常以2人制進行暗殺行動，並由管理人所監督，一旦被發現逃離組織的意圖，會實行死亡連坐制。
然而，從《創》中的《3與9》得知，發生寶劍庭園的管理人 (皇帝) 遭到試圖脫離《庭園》的兩名成員(斯溫、娜狄雅) 殺害的事件。「寶劍」部門因而解體，斯溫、娜狄雅脫離組織逃亡。
在那之後，原本協助共和國黑幫組織《阿瑪塔》的成員外，剩下的管理人也不知去向。據此推測，該組織目前應已呈現毀滅狀態。
《黎1》中「荊棘」、「黃金」、「鐵鏽」三部門加入並協助阿瑪塔實施創世相關的恐怖活動。隨著奧拉希翁核彈危機被平定，「黃金」、「鐵鏽」部門覆滅，「荊棘」梅魯奇歐于首都伊帝斯使用第七個創世紀發動「汎魔化」，後被亞克萊德事務所眾人所圍攻平定，隨著「荊棘」部門覆滅，四座「庭園」正式潰散。
《黎2》中可知在「庭園」被毀滅之前，梅魯奇歐對四座「庭園」的刺客殺手們下達最後的指令「殺盡身邊的同伴」，結果剩下「荊棘」3與9——伊克斯和約爾妲。組織因而已經名存實亡。
阿瑪塔（Almata）
在共和國活動的黑手黨組織。
本來只是中規模的白人黑幫，直到《黎1》的八年前，前任首領艾林格犯下重大失誤，時任副首領傑拉爾·丹提斯將其肅清後上位，幾年間便把組織擴大了數十倍，並引入「庭園」的「荊棘」、「黃金」、「鐵鏽」的成員。
隨著傑拉爾的覆滅，阿瑪塔已呈現毀滅狀態。

### 七至寶相關
封印機構
將浮游都市「利貝爾·方舟」和「輝之環」封印起來的古代組織。現今的利貝爾王室是這個組織領導人的子孫。其組織為了封印「輝之環」而使用的裝置在利貝爾王國的各地成為了古代遺跡。
利貝爾王宮地下封印區域
為「輝之環」第一層封印，目的是為了凍結輝之環的時間。
理查上校為結社使徒蓋魯格·懷斯曼所洗腦，誤以為輝之環在此，實則受騙而解開了第一層封印。
四輪之塔
為「輝之環」第二層封印，目的是為了將輝之環所在的利貝爾·方舟封印在異空間中。
共有翡翠（Esmelas）、紺碧（saphirl）、紅蓮（Cainelia）、琥珀（Amberl）四座塔分散在利貝爾各處，是為將利貝爾·方舟封印至異空間的重力裝置，稱為迴路巨塔。
第一層封印解開以後開始活性化，在結社執行者解放四輪之塔的封印以後使利貝爾·方舟現身於利貝爾上空。
雷克爾斯的方石
詳見：古代遺物 雷克爾斯的方石
庫羅伊斯家族
從前被授予女神七至寶之一的幻之至寶的鍊金術師一族。
曾建造了克洛斯貝爾市外的星見之塔，並在太陽堡壘最下層製作了人造生命，藉此操控D∴G教團。為了獲取研究資金，在表面世界上的身分為克洛斯貝爾國際銀行(IBC)經營者家族。在導力技術發展的現代，將導力技術與鍊金術使之融合生出了魔導科學這個領域。
1200年前幻之至寶自滅後，將全部的心力投注到研究人造至寶，最後成功地創造出了零之至寶。
現任當主為瑪利亞貝爾·庫羅伊斯。
鐘
詳見：古代遺物
地下區域（Geo-Front）
位在克洛斯貝爾市的地下的巨大設施空間。
表面上是作為都市化的各種地下設施，實際上隱藏了庫羅伊斯家族所建的能量增幅設施。
各區域能量為：A區域（水屬性能量）、B區域（風屬性能量）、C區域（火屬性能量）、D區域（地屬性能量）。
蘭花塔（Orchis Tower）
新克洛斯貝爾市政府大樓。是全大陸第一棟高樓層建築。
實際上是庫羅伊斯家族建造，作為接收西南方的星見之塔（時屬性能量）、西北方的月之僧院（幻屬性能量）、東北方的太陽堡壘（空屬性能量），以及克洛斯貝爾市內地下區域的水屬性能量、風屬性能量、火屬性能量、地屬性能量，共七種屬性能量的接收與轉換裝置。擁有「靈子轉換功能」，將匯集的能量傳送至東南方的鏡之城。
鏡之城（The Castle of Mirror）
建造在米修拉姆遊樂園的主題樂園紀念館。
頂部的招牌設施「實現願望之鏡」的後方，實則為庫羅伊斯家族所建造的秘密區域，作為接收蘭花塔傳過來的七種屬性能量，使「零之至寶」的力量真正覺醒。
魔導科學
詳見：導力 其它
零之至寶
詳見：人造古代遺物 零之至寶
碧之大樹
詳見：人造古代遺物 碧之大樹 
碧零計畫
以「零之至寶」創造出能夠支配時空並重組因果律的「碧之大樹」
擁有重新編寫世界過去與現在歷史的能力。伊安律師想以此力量將克洛斯貝爾導向正確的方向；瑪利亞貝爾則是希望追求煉金術的最高境界，最後創造出了碧之虛神。

### 其它
釣公師團
由貴族創立的釣魚協會。本部在利貝爾王國首都格蘭賽爾。
主要目的為推廣釣魚活動。進行釣魚地點的探訪調查與開發，也非常熱衷於培養新一代釣師，並有自製的釣具等，在各地的分部不斷增加當中。
卡普亞一家
前埃雷波尼亞帝國貴族，統領空賊團的卡普亞一家三兄妹。
《FC》中由於劫走了利貝爾的定期船「林德號」而在王國境內引起一時轟動，不過由於艾絲蒂爾等人的活躍表現，空賊們最後皆被王國軍逮捕。而當政變事件發生之際，他們趁著王國軍內亂的空隙巧妙的逃跑了。
《SC》由於協助解決利貝爾異變的戰功因此獲得女王特赦，此後卡普亞家族改行從事貨物運送工作。
R&A調查社
利貝爾王國軍上校亞蘭·理查退役後所開設的民間公司。
在理查退役後，希望以不同的角度看待情報而成立的民間調查公司。成員多為情報部特務隊舊部。接受各項商業調查等業務，也包含秘密性的國家情勢及怪異事件調查。
鐵血之子（アイアンブリード，Iron Breed）
埃雷波尼亞帝國鐵血宰相吉利亞斯·奧斯本的直系人馬。
是由鐵血宰相提拔並培育的年輕人們，各自擁有專屬才能，為宰相進行著各式各樣的工作。首領是艾爾巴雷亞公爵的大公子「翡翠城將」盧法斯・艾爾巴雷亞，已知成員有帝國情報局上尉「稻草人」雷克多·亞蘭德爾、鐵路憲兵隊上尉「冰之少女」克蕾雅·利威爾特、帝國軍情報局所屬「白兔」米莉亞姆·奧萊恩。
彩虹劇團（Arc-en-ciel）
據點設立在克洛斯貝爾市內歡樂街區的世界著名劇團。
以其精緻、華麗的舞台劇而聞名的大型表演劇團。因為華麗的舞台設備、精彩驚奇的動人演出，再加上近年來紅遍周圍各國的第一號女主角－「炎之舞姬」伊莉雅·普拉提耶的演出。已經成為名聲傳遍整個大陸的一流劇團。

## 武術
在本作的世界觀中，武術除了包括了基本的戰鬥技術、心態外，還存在控制「氣」的技術。
傳位
在本作的世界觀中，各武術流派與現實中日本的武道一樣都存在傳位的制度與系統，在本作中目前對於傳授的描述，有著初傳、中傳、奧傳、奧義真傳（簡稱「皆傳」或「真傳」）等不同的傳位狀況。由日本武道傳位說明，可得知「中傳」是修行途中接受傳授招式；「奧傳」則是獲得奧義的傳授；「皆傳」則是指有將奧義傳授給他人的資格。
初傳

中傳

奧傳

奧義真傳
又稱「皆傳／真傳」或「免許皆傳」。
真理
又稱「理」。為本作世界觀中武術的頂點，達到該境界之人能通曉萬物，如卡西烏斯·布萊特能夠迅速洞見事物的全貌與掌握關鍵細節，並能以此預測事態的發展或敵人的動向，進行精妙的佈局。
關於達到該境界的方法有各種不同的傳聞，如必須精通武術、兵法等武學；將「螺旋」修練到極致，掌握「無」之領域的人便可達到「理」；如把《八葉一刀流》中任何一種「型」修練到「奧義真傳」的實力，便能獲得「劍聖」名號並具備足以達到「理」的實力等。然而，目前大部分「劍聖」名號持有者在獲得該名號初期都沒有表示自己已經達到「理」的境界。
目前已知達到「理」的境界之人分別有：
- 「劍仙」雲·卡法伊
- 原「劍聖」卡西烏斯·布萊特
- 「風之劍聖」亞里歐斯·馬克萊因
- 「鋼之聖女」雅里安洛德
- 「光之劍匠」維克特·S·亞爾賽德
- 「雷神」瑪堤烏斯·范德爾
- 「黃金羅剎」奧蕾莉亞·勒瑰恩等。

### 流派
八葉一刀流
由「劍仙」雲·卡法伊所創立，可謂集東方劍術之大成的流派。本流派主要以太刀等長刀為武器。
雲·卡法伊以《黑神一刀流》為基礎開創出《八葉一刀流》。如果《黑神一刀流》是「黑暗劍法」，《八葉一刀流》就是與之相反的「光明劍法」。據靜名所言，《八葉一刀流》與《黑神一刀流》都能達到相同的境界，但兩者達成的方式卻不同。
本流派共有八種基礎之型，分別為七種劍術之型和一種空手技之型。
據傳聞所言，八葉的弟子只要在任何一種「型」達至「奧義真傳」，便可被授予「劍聖」的名號，還能夠領悟到「理」的境界，但目前大部分劍士在持有「劍聖」名號初期都沒有表示自己已經達到「理」的境界。以黎恩為例，黎恩在取得七之型「無」的奥傳和「劍聖」名號後數個月接受「雷神」瑪堤烏斯的試煉時，瑪堤烏斯評論黎恩雖未完全進入但已是一腳跨進「理」。
每位正統的弟子都會在「初傳」階段時學習八葉一刀流中所有「型」的基礎，但每種「型」都有各自衍生的招式，目前可得知的只有雲的孫女亞妮拉絲·艾爾菲德自述已學習完所有的招式，正思考著要往哪一型發展；黎恩則是在使用七之型的秘奧義時是使出了全七型。
非正統弟子的亞蘭·理查習得卡西烏斯所傳授的五之型「殘月」。
裡弟子靜名·雷姆·御摺木被雲·卡法伊要求自行發展，自創出自己獨特的八葉「零之型」。
《八葉一刀流》的基礎之型：
一之型《螺旋（螺旋擊）》
持續不斷難以定型的螺旋式氣勢旋繞。
目前只有卡西烏斯·布萊特達至奧義真傳。
二之型《疾風》
強調疾速、廣範圍的斬擊。
目前只有亞里歐斯·馬克萊因達至奧義真傳。
三之型《業炎擊》
纏繞火之鬥氣釋放豪快斬擊。
四之型《紅葉切》
以拔刀術針對目標一瞬發出多段的連續斬擊。
五之型《殘月》
以防守反擊為主的快速居合。
六之型《緋空斬》
依靠斬出的強悍劍氣進行遠距離攻擊。
七之型《無（無想霸斬）》
八葉的最終完成之型，融合了其餘的型，鑽研該型的弟子必須接觸八葉全部的型，所以習得難度最高。「劍仙」雲·卡法伊曾經形容七之型《無》是猶如為無邊的黑暗帶來剎那閃光的劍，也是「完成《八葉一刀流》的最後一刀」。
目前只有卡西烏斯·布萊特達至奧義真傳，而黎恩·舒華澤只達至奧傳。
八之型《無手》
無刀時使用的空手技。
零之型《雙影》
靜名·雷姆·御摺木自創的招式類型。
觀之眼
八葉一刀流的心態，在觀察事物時排除先入為主的想法，直接觀察事物的本質。
原型為現實中《五輪書》中的「觀之目」。
黑神一刀流
東方劍術流派之一，具備千年歷史的「黑暗劍法」，《八葉一刀流》的源流。本流派主要以太刀、小太刀作為武器。
目前故事中出現的掌握該流派的已知有「劍仙」雲·卡法伊、靜名·雷姆·御摺木、黑鐵。
泰斗流
東方武術流派之一，其拳術被稱為東方三大拳法之一。提倡活人拳。
掌門人為龍牙，但在與大弟子瓦爾特的比試中身亡。二弟子陣·瓦賽克隨後踏上了找尋瓦爾特以及修行之旅。
目前故事中出現的弟子尚有龍牙之女霧香·樓蘭、遊擊士凜以及帝國羅格納侯爵家千金安潔莉卡·羅格納。
月華流
東方武術流派之一，主要包括拳術與劍術，其拳術更被稱為東方三大拳法之一。目前故事中出現的掌握者尚有范恩·亞克萊德、亞倫·魏、曹·李、高朗、方·盧。
崑崙流
東方武術流派之一，其拳術被稱為東方三大拳法之一。目前故事中出現的掌握者尚有貝爾嘉德·哲曼、范恩·亞克萊德。
二十四式太心拳
東方武術流派之一，由東方三大拳法－－崑崙流、月華流和泰斗流的拳術組合並加以簡化而成的拳術，主要用作防身術與強身健體等用途。
朧月流
東方武術流派之一。目前故事中出現的掌握者尚有黑鐵、靜名·雷姆·御摺木。
宮廷劍術
王室貴族所傳承的劍術流派。
范德爾流
埃雷波尼亞帝國國內傳承的兩大劍術流派的其中之一。
本流派的劍術共有兩種，分別為使用雙手劍的「剛劍術」和同時使用兩把單手劍的「雙劍術」。
亞爾賽德流
埃雷波尼亞帝國國內傳承的兩大武術流派的其中之一，主要包括劍術、長槍術和弓術。
百式軍刀術
埃雷波尼亞帝國軍隊的劍術，為范德爾流和亞爾賽德流兩大流派劍術的集大成。

## 導力
導力（Orbal）
在軌跡系列的世界，七耀石內所蘊含的神秘能量。
此力量擁有消耗一段時間後會自然充填的特性，因此取代了傳統的消耗性能源。從50年前的導力革命以來，全大陸的經济、生產力皆大幅提升，且導力的應用也越趨廣泛。
七耀石（Septium）
散佈於塞姆利亞大陸的珍貴寶石。
分為地、水、火、風、時、空、幻共7種屬性，會產生出「導力」這種能源，是大陸上非常重要的天然資源。而在近年來開發了將七耀石碎片（Sepith）精煉成七耀石的新技術，配合導力革命，而讓各國對七耀石碎片礦產的重視性大幅提高。
導力器是由結晶迴路所組成，結晶迴路又需要七耀石的碎片來製作。地方都市洛連特以七耀石的採掘為重要的產業。七耀石的碎片也可以從魔獸身上獲得。

### 導力產物
導力器（Orbment）
50年前導力革命研發的高泛用性動力機械，不久即在世界各地造成廣泛應用。
作用為引出七耀石內含的導力作為能源，以達成各種不同現象。內部由七耀石加工的結晶迴路組成，產生的動力可以做為照明、通信、兵器、交通工具等多種用途。
由於七耀石可自然回填導力能源的特性，取代了舊有能源的內燃機以及外燃機。
原型構想即為現實世界中的引擎。
戰術導力器
能夠發動「導力魔法」的導力器。
在導力器中配置了各種不同的七耀石結晶迴路組合，就會引起不同的效果與現象，這種能量的應用性接近於無限。多為個人用訂製品，因此結晶孔的屬性及連接構造會因持有者而有所不同。
Orbment
《空》的戰術導力器型號，與導力器相同名稱。其外表像懷錶般附有細鍊。隨著技術的進步結晶迴路插槽從一代最高等級三的6個，改進成二代最高等級四的7個。中心迴路多半限制為適合持有者屬性的迴路。
艾尼格瑪（Enigma）
《零》由愛普斯泰恩財團研發的第五代戰術導力器，造型如同現實世界的折疊式行動電話，也附帶了通訊的功能。通訊功能只在設有導力網路的地點才可使用。
《碧》的新一代「艾尼格瑪II」中心須嵌著名為「核心迴路」的新型迴路。當核心迴路提升至Lv.5時可使用「核心魔法。
亞克斯（ARCUS）
愛普斯泰恩財團與帝國萊恩福爾特社為技術合作的一環，而共同開發的第五世代戰術導力器。
全名All-Round Communication & Unison System，是強化使用者並可使用導力魔法的攜帶終端。
共有九個結晶結晶孔，包含最中央的「核心迴路」。也搭載同期財團獨立製造的第五代戰術導力器「艾尼格瑪」的導力通訊功能。核心迴路同樣擁有《碧》中的「核心魔法」，然而與艾尼格瑪的核心魔法有著不同之處。
最大的特徵是，使戰鬥中成員共鳴的「戰術連接」功能，可進行高度的合作攻擊。其效果隨彼此的羈絆深度及攻擊屬性而有不同的變化。
能使用的導力魔法數量雖然不如艾尼格瑪，但因為「戰術連接」所帶來的協作優勢，與之相比更適合在戰鬥中使用。
RAMDA
愛普斯泰恩財團與共和國烏爾努社為技術合作的一環，而共同開發的第五世代戰術導力器。
性能上不會輸給亞克斯，還擁有能讓使用者匿蹤隱身的功能。
曾分配給共和國的軍警單位，直到第六世代《賽法》的登場而被替換。
賽法（Xipha）
由共和國和烏爾努社獨立開發的第六世代戰術導力器。
採用數個烏爾努社的獨門技術，能在使用者周遭散佈被稱為靈子晶片的乙太碎片並加以控制，以發動各式各樣的功能。其中最特別的就是「S.C.L.M.」系統，能藉由讓個別使用者重疊的晶片立場產生連結，進行高度的合作攻擊。與ARCUS的「戰術連接」類似，差別在於戰術連接是以兩人一組為前提來發會作用，「S.C.L.M.」則是能根據位置來彈性更換搭檔，更適合小隊作戰。
此外，能左右《賽法》整體基本性能的「空洞核心」、安裝了多種導力魔法的「魔法驅動器」、以及視結晶迴路的屬性值發動特殊效果的「晶片技能」等。
在戰術導力器的開發史上打破國際慣例，首次排除愛普斯泰恩財團的參與，加上開發過程和出資人的不透明的關係，一度引起科技界的動盪。
因讚不絕口的戰術性和超越民用既有的終端裝置的性能，烏爾努社隨後開發純民用版本的 「T手機」，於1209年上市後大受好評。
結晶迴路（Quartz）
使用七耀石碎片製作，擁有結晶構造的迴路。
可分為火，水，風，地，時，空，幻等七種屬性。有各種各樣的功能，能鑲嵌到導力器中的結晶孔中組合各種魔法使用。少數迴路除主要屬性外參雜著其他屬性，是為複合迴路。
核心迴路（Master Quartz）
《碧》中愛普斯泰恩財團研發出的新型迴路
皆為複合屬性。是能夠隨著持有者的使用而成長的新型迴路。達到一定等級可施展名為「核心魔法」的新型魔法。
導力魔法（Orbal Arts）
應用了七耀教會流傳的「法術」的技術。
並不是真正意義上的魔法，而是利用戰術導力器中結晶迴路的組成，以導力產生各式不同但類似於魔法的現象。如同七耀石的種類可分成七大屬性，有能提升使用者的身體能力的類型與作為攻擊手段的類型。只要經過訓練後每個人都能使用，因此廣泛普及於遊擊士、警察、軍隊等需要作戰的組織。因為導力魔法這個名字過於拗口，一般簡稱為魔法。
核心魔法（Master Arts）
是「核心迴路」特有的魔法。
發動需要消耗一定量的EP值，且維持效果需要消耗發動時EP值的一半EP量。但是具有相當強大的效果。
《碧》中的「艾尼格瑪II」與《閃》中的「亞克斯」，兩者的核心魔法系統有著不同之處。
卡佩爾
阿爾巴特·拉賽爾博士開發的超級演算機。
能儲存大量數據，進行數據分析。原型是現實世界的超級電腦
回覆用導力裝置
在軌跡系列的世界各地都可看到。是一種供旅行者自行休息，回覆的導力裝置。
導力槍
使用導力驅動的手槍。
以導力驅動產生的導力能源彈的新型槍枝，取代了傳統的火藥子彈。不過攻擊力似乎仍不比傳統槍枝。
魔導杖
愛普斯泰恩財團研發的新型導力魔法武器。
可不經詠唱時間即使用魔法，目前正在測試的階段。
導力網路（Orbal Network）
由愛普斯泰恩財團研究開發的革命性情報流通系統。
超越了舊有通信器材，以導力電纜連接各終端，一旦成功則將使網路終端用戶間的龐大情報處理與交流成為可能。
導力網路計畫（Orbal Network Project）
本來是由愛普斯泰恩財團和利貝爾的ZCF（蔡斯中央工房，Zeiss Central Factory）共同開發。但是由於財團接受了IBC(克洛斯貝爾國際銀行，International Bank of Crossbell)的大力金援支持，整個計畫轉移到克洛斯貝爾市來進行實地測試作為真正進入實用化的準備工作。
目前僅在財團本部的列曼自治州與IBC所在的克洛斯貝爾設置，設置的地點可讓新型戰術導力器「艾尼格瑪」具有通信功能。
原型即為現實世界的網際網路。

### 導力飛行船
又稱為飛艇，導力技術的最高結晶所在。將人類的活動範圍擴展到天空的領域。利貝爾王國擁有導力飛行船的最尖端技術，且國內有定期航線。
卡特蘭帕號
所有飛行船的始祖
經由導力學權威拉賽爾博士設計並實驗經過39次失敗後，於七耀曆1168年完成。
埃爾賽尤號
利貝爾王國軍親衛隊最新的高速巡洋艦，被稱為「潔白之翼」（又稱希望之翼），艦長為尤莉亞·舒華茲上尉。
全長42亞矩，最高速度可達每小時3500賽爾矩、（《SC》追擊古代龍時曾經出現；《3rd》突入影之國時，更出現每小時5600～6000賽爾矩）。除了速度外，火力也很出色，裝備誘導子彈投射機等。同時搭載2台陸地用小型的導力戰車。埃爾賽尤號在古代龍捕獲作戰和浮游都市突入作戰都非常活躍。
山貓號
卡普亞家擁有的私人飛行船，是由帝國的萊恩福爾特社所建造。性能絕佳，
約書亞評論其為「有錢人的愛好」，最高速度比利貝爾王國的警備飛行艇還高。《FC》後山貓號被王國軍沒收、《SC》時卡普亞家藉由約書亞的幫助而奪回。《3rd》起成為「卡普亞特急便」本社兼運輸機。山貓號上裝有機槍，可抵禦外敵，在《3rd》時有山貓號的射擊小遊戲。
賽希莉亞號／林德號
利貝爾王國的定期飛行船
賽希莉亞號（七耀曆1177年服役）以王都格蘭賽爾為定點逆時針航行，林德號（七耀曆1175年服役）順時針航行。
林德號在《FC》曾被卡普亞空賊團劫船過。
萊普尼茲號
蔡斯工房專用的維修用飛行船，於七耀曆1178年起服役。
埃迪魯那號
七耀曆1187年沉沒於卡爾瓦德共和國領海的飛艇。
利貝爾王國的尤迪斯王太子夫婦（克蘿賽的父母）在此次事故中逝世。
警備飛行艇
利貝爾王國軍的主力兵器，有哨戒、偵察、攻擊、防守等多樣功能。
警備飛行艇的高機動力及火力在「百日戰役」時充分發揮，成功將帝國軍擊潰。王國軍現在擁有近50隻的警備飛行艇，是塞姆利亞大陸屬一屬二的空軍強國。
紅色方舟「古羅力亞斯」
噬身之蛇所擁有，操控權屬於「盟主」的超大型戰鬥用航空母艦。
全長250亞矩，是所有登場飛行船中最大的。速度雖較埃爾賽尤慢一些但卻具有壓倒性的火力。艦外有數十門自動砲塔防範外敵，內部則搭載大量的飛彈、12艘武裝飛行艇、人型兵器以及「帕蒂爾·瑪蒂爾」，有如空中要塞般的存在，雖然空軌中只有在《SC》終章開頭動畫中對埃爾賽尤發動一波無效攻擊。但從執行者的對話中研判其有在短短一天內就將利貝爾王國全境化為焦土的能力。
露西塔尼亞號
埃雷波尼亞帝國的萊恩福爾特社製造的最新豪華飛行客船。
全長120亞矩，是一般定期客船的四倍大，載客量可達1000人，但飛行速度只有每小時700賽爾矩（一般定期船則是每小時900賽爾矩）。船內有觀景室、宴會廳、賭場和圖書室之類的設施，貴族和有錢人常在宴會廳中開假面舞會。本飛行船於《3rd》中初次登場，為遊戲中的起點。
格雷特納號
國際定期船之一，已知有經過亞爾特利亞法國、卡爾瓦德共和國及利貝爾王國。
卡拉布利亞號
國際定期船之一，已知有經過雷米菲利亞公國。
梅爾卡瓦
詳見星杯騎士團飛艇 梅爾卡瓦
黑之方舟
《3rd》的異世界中登場，外型、性能皆與「古羅力亞斯」完全相同的戰艦。
G-阿帕奇
基爾巴特的戰鬥機。曾經被山猫號擊落過。在《3rd》的異世界中也有登場
高速巡洋艦「卡雷賈斯」（Courageous）
紅色的飛行船。依利貝爾王國的「埃爾賽尤」打造的二號艦。
全長為埃爾賽尤號的1.5倍，然而因為強化裝甲因此速度有所下降（約每小時3000賽爾矩）。即使如此在帝國也以最快為豪。
奧利巴特皇子向各方勸說，並由萊恩福爾特社與蔡斯中央工房共同開發完成，象徵了埃雷波尼亞帝國與利貝爾王國的友好證明。
高速巡洋艦「卡雷賈斯II」（Courageous II）
「卡雷賈斯」的後繼機，「埃爾賽尤」的三號艦。
帝國內戰結束後，奧利巴特皇子為避免「卡雷賈斯」遭到政府徵收而秘密準備的保險。以萊恩福爾特社前會長古恩為首，召集了史密特博士與拉賽爾博士等人才齊力打造，集結了愛普斯泰恩財團、盧雷工科大學與蔡斯中央工房的最新技術而成。
主要的建造資金來自前會長古恩、奧利巴特皇子與皇帝尤肯特等人的私人財產，四大名門中的海恩斯家與羅格納家也有暗中協助，但為了避免情報洩露，迴避了盧法斯所在的艾爾巴雷亞家與內戰後被政府關注的凱恩家。在利貝爾王國的艾莉西亞陛下協助下，於過去結社第三使徒「白面」位於瓦雷利亞湖畔的秘密基地為建造場地，幾乎隱瞞了其他國家的耳目。
帕坦古艾（Pantagruel）
貴族聯合軍製造的白色飛行戰艦。
全長250亞矩，搭載了機甲兵於帝都上空出現，迅速的壓制了帝都，開啟了帝國內戰。
內戰結束後被政府接收並獻給皇室，成為皇室遠行時的御用艦。
高速巡洋艦「埃爾賽尤II」
大地之龍戰役結束後，為了對應未來未知災難而準備，以「卡雷賈斯II」數據為參考所製作的姊妺機，利貝爾的嶄新白翼。

### 導力人形兵器
用導力驅動的機器人的總稱。在古代塞姆利亞文明的遺蹟中就可以發現許多戰鬥用導力人形兵器。現代最先能夠大量生產高科技導力人形兵器的是結社的技術核心「十三工房」，而為了和結社超越了整個時代的技術力相抗衡，利貝爾王國的蔡斯中央工房，帝國萊恩福爾特公司及共和國烏爾努社等頂尖研究企業也先後開始研製各自的人形兵器。
帕蒂爾·瑪蒂爾
噬身之蛇的研究機關「十三工房」所開發的巨大高智能「極限級」導力人形兵器。
獨特的動力設計使它在毫無補給的情況下也能持續運作數年之久。外殼材質採用目前大陸上最高技術合金「導金」。使用的是劃時代的非直接碰觸操作系統。也就是可以讓操縱者單靠意念和想像即可命令其做出動作。
原先是由約魯古進行開發，但是由於自行招募來的受試者，在精神連結的測試中喪失心智甚至生命而宣告失敗，開發計畫一度遭到結社凍結。後來F·諾華提斯博士以幼童作為實驗體重啟計畫，在眾多的孩童死去後唯有「殲滅天使」蕾恩順利成功操縱它。
本機體擁有非常強大的戰鬥力，無論格鬥、大範圍殲滅攻擊，甚至空戰都有絕佳的應對能力。雙肩上的加農砲為可變形式，能將炮口變移至機身前端以能源泡毀滅敵人。《3rd》中會隨著蕾恩的S-Craft使用時登場。
《SC》之後蕾恩帶著它前往克洛斯貝爾，由結社成員人偶工房的約魯古調整，在《零》的最後能表達情感了。
《零》曾以「雙光粒子加農砲」重創魔人化而暴走的約亞西姆。
《碧》與結社新開發的神機Type-γ對戰，但因噸位與火力的差距多次被打倒，最後為了保護蕾恩選擇以自爆的方式與敵機同歸於盡。
《黎2》因緹妲研究戰術導力器賽法（Xipha）時想到可以將帕蒂爾·瑪蒂爾作為虛空核心復原，與艾絲蒂爾、約魯古、結社等人合作將其再現後委託范恩交給蕾恩。
T·M·德爾基昂
結社分析幻想樂曲後所製造的導力人形兵器。
外觀與幻想樂曲的第二階段變形類似，能力較原本的幻想樂曲稍微差一些。除了「劍帝」萊恩哈特擊落埃爾賽尤號時所騎乘的機體為黑色外觀外，其餘同型機體皆是紅色的。
T－II 騎兵之王
《3rd》初登場，最終決戰的魔王之一。
零式·戰略巨神兵
《3rd》初登場，最終決戰的魔王之一，是「帕蒂爾·瑪蒂爾」的原型機。
神機Aion
結社十三工房長F·諾華提斯博士以「帕蒂爾·瑪蒂爾」的設計為基礎，進行強化改造開發出的的導力人形兵器。博士自豪的將其稱為「極限級」最終機型。擁有如字面上的壓倒性戰鬥力。但是約魯古大師指出神機運作所需要的導力太過龐大，除非有像零之至寶形態的琪雅等級的能源供給，否則難以真正實用化，因此對於博士自封的所謂最終機型一詞非常不屑。
《碧》中登場。以「零之至寶」作為能源，擁有無人駕駛裝置可自行執行任務，皆擁有飛行能力。共生產了三架，在埃雷波尼亞帝國與卡爾瓦德共和國攻打克洛斯貝爾時，分別各以一機之力消滅了兩國的先鋒部隊。
《閃3、4》中為了奪回幻焰計畫，諾華提斯博士又製造了3種神機的升級版，分別用於嘗試代替騎神進行相剋儀式的實驗品及強襲作戰中。不過因為缺乏至寶級的能源供給，雖然能短期內壓制騎神和機甲兵但一旦陷入持久戰便容易被擊破。
神機Aion Type-α
白色的人型神機。
有操控空間的能力，能以瞬間移動的方式出現。也曾以消除空間的形式毀滅了帝國加雷利亞要塞及大規模毀滅性兵器「列車砲」。
庫羅伊斯家族曾從靈的位相空間操縱之，隨後為F·諾華提斯博士帶往帝國。
神機Aion Type-β
紫色的空戰型神機。
可變換為戰機模式，以一機之力殲滅了卡爾瓦德共和國的飛艇戰車聯合部隊。
在與凱文的梅爾卡瓦伍號機的對戰中，遭到聖痕砲擊毀。
神機Aion Type-γ
藍色的重武裝型神機。
可變換為砲塔模式，以一機之力殲滅了埃雷波尼亞帝國的先鋒部隊。
在與帕蒂爾·瑪蒂爾的對戰之中遭到自爆毀滅。
戰術殼
銀臂（Agateram）
「白兔」米莉亞姆操作的銀色異形傀儡，約兩亞矩高。
以不可思議的素材製成，某種程度下能自在地變形。
平時以透明狀態守護米莉亞姆，也能讓她搭乘進行高速飛行。從它剛硬的手臂中施展出的攻擊很驚人，連巨大的岩石都能一擊粉碎。
光劍
「黑兔」亞爾緹娜操作的黑色異形傀儡，約兩亞矩高。
以不可思議的素材製成，某種程度下能自在地變形。
平時以透明狀態守護亞爾緹娜，也能讓她搭乘進行高速飛行。從它剛硬的手臂中施展出的攻擊很驚人，連巨大的岩石都能一擊粉碎。
可以與亞爾緹娜合體變為樂土裝甲模式，能自由穿梭於戰場中。
可以展開黑色屏障，將機甲兵轉換為匿蹤模式，連同自動追蹤及推進器並用，即可隨時叫出匿蹤的機甲兵。
冥艦
銅之蓋歐爾格(喬治)操作的紅色異形傀儡，約兩亞矩高。
以不可思議的素材製成，某種程度下能自在地變形。
平時以透明狀態跟隨喬治。從它剛硬的手臂中施展出的攻擊很驚人，連巨大的岩石都能一擊粉碎。
獸眸
黑之艾貝里希操作的大型銀色異形傀儡，是所有戰術殼的原形。
以不可思議的素材製成，某種程度下能自在地變形。
可變成一顆黑色漂浮球體，透過球體上的眼睛可以進行遠距離監視。
《閃4》結局隨著黑之艾貝里希死亡而消失，《創》中極樂世界遭伊修麥格的惡意感染後將其重現並作為伊修麥格‧黎恩的武裝之一，同時亦以其為核心製作成零之騎神《獸眸‧米爾斯汀》，被VII班、特務支援課、帝國野餐隊及其他協力者擊敗後再次消失。
機甲兵
埃雷波尼亞帝國的人型載人兵器。最初是由弗蘭茲·盧格曼在逐步被黑之艾貝利希奪取意識期間，從零開始構思出設計圖，在他「過世」（生死未卜）後，其導師G·施密特博士以其留下的手稿，再參考「蒼之騎神」奧爾迪涅和「噬身之蛇」的傀儡兵器完成設計及開發。之後，在不存在於萊恩福爾特社四大部門之中的第五開發部進行製造並加以量產，在埃雷波尼亞帝國內戰期間，為貴族聯盟軍所用，發揮了強大的戰力，瞬間殲滅了第一機甲師團。
第一世代機甲兵
龍人
數量最多的基礎機型，由一般士兵操縱，可搭配各種近戰或遠程武器。
明鏡
比龍人高階一級的機甲兵，俗稱隊長機。配備有可抵擋大部分槍砲攻擊的反應裝甲。
勇士
力量特化型的重型機甲兵，常配備戰斧等重裝武器，破壞力比明鏡更上一層樓。
鷹隼
速度特化型的特攻機甲兵，善於利用自身優異的速度與敏捷性玩弄敵人。
諾亞
比其他機甲兵高大兩倍有餘的超重型機甲兵，有如一座小型活動要塞。但由於其噸位對導力動力爐造成的負荷極大，受損過重時會有自爆的危險。
次世代機甲兵
通稱《提爾鋒》，大地之龍戰役結束後，托爾茲總校教官馬卡洛夫以機甲兵重現騎神的可能性為前提，從頭設計並在施密特博士、喬治、敏特、黎恩、勞拉、菲、蓋烏斯及克洛等人的協助下完成的新型機甲兵，搭載的自動控制系統為ZCF製造的最新型導力演算器《卡佩爾III》，處理容量為第一世代機甲兵的數十倍。由於是以騎神前啟動者的數據為基礎，調整到最適合個人習慣的狀態，是他人無法操縱的設定，因此保有前所未見的高功率及操作性。
提爾鋒S
黎恩的專用機，以黎恩的數據為基礎，並以《灰之騎神 瓦利瑪》為原形設計的銀白色機甲兵，武裝為黎恩擅長的太刀
《創》中因極樂世界創造出零之騎神的因果，使本應消失的騎神們被重新定義其存在，瓦利瑪以提爾鋒S為奇異點再次顯現於世，黎恩曾於諾爾德高原在無意識之下以自身的靈力呼喚提爾鋒S，並及時破壞射往諾爾德村落的列車砲彈救下諾爾德村落的眾人，但提爾鋒S被爆炸波及損壞，後來由瑪卡洛夫教官修復，並在創始之翼作戰時由羅賽送入顛倒巴比倫內支援眾人，並與克洛及盧法斯合作壓制零之騎神，為後來羅伊德等人打敗零之騎神奠定基礎。
提爾鋒X
克洛的專用機，以克洛的數據為基礎，並以《蒼之騎神 奧爾迪涅》為原形設計的蒼藍色機甲兵，武裝為克洛擅長的雙刃劍
《創》中因極樂世界創造出零之騎神的因果，使本應消失的騎神們被重新定義其存在，奧爾迪涅以提爾鋒X為奇異點再次顯現於世，並在創始之翼作戰時由羅賽送入顛倒巴比倫內支援眾人，並與黎恩及盧法斯合作壓制零之騎神，為後來羅伊德等人打敗零之騎神奠定基礎。
賽克雷斯
《黎1》初登場，卡爾瓦德共和國的人型機動兵器。
王者之劍
《界》初登場。卡爾瓦德共和國的人型機動兵器「突擊裝甲」的最新型機體。專門為了《摘星者計畫》開發。其性能超越了共和國軍的主力量產機《賽克雷斯》，擁有超乎所需的機動性和戰鬥性能。在《摘星者計畫》中將由艾米莉亞. 哈林格少校搭乘，挑戰塞姆利亞歷史上首次的載人太空飛行。在宇宙空間護衛從地表共和國軍基地發射數十枚加強一千倍威力的反應導彈，企圖利用反應導彈消滅時之至寶。緃使共和國軍成功炸毀至寶，但是至寶的強大時間回朔能力，瞬間自我修復，同時因應人類的科技水平已突破大氣層及對至寶攻擊行為，上調人類SiN值評估，把原定1080小時後才發動「大重罝」，提前於作戰開始後45分鐘發動。最後召喚神秘騎神擊落艾米莉亞少校的王者之劍，瓦解共和國軍所有攻勢，在結局時至寶的第20000期「大重置」成功發動。被擊落的王者之劍在克雷優村化為巨像，可見克雷優村存在的巨像皆爲每次輪迴失敗的王者之劍？

### 人造古代遺物
現代人類仿造古代遺物所製成的導力產物。
黑色導力器
一個半球形狀的黑色導力器，此導力器能夠造成使週遭所有導力器皆停止運行的「導力停止現象」。
《FC》雖然知道此導力器的真名為「福音」，但它究竟出自何人之手以及出於何種原因被製造出來仍是個謎。而後確認是結社十三工房依據古代文明中的已經失傳的特殊導力器文獻資料做出來的複製品。
福音
《SC》中被更進一步改良量產，能引發更多奇妙且以現代導力理論都無法解釋的現象。
其功能為接收古代遺物「輝之環」力量的終端。
零之至寶 
鍊金術師庫羅伊斯家族仿造幻之至寶所作的人造至寶。
同時擁有空屬性的掌控空間能力與幻屬性的掌控因果能力，而能達到「改變因果」的能力。
外表是9歲上下的小女孩琪雅，實際上是庫羅伊斯家族在500年前所製造的人造生命，為了搭載零之至寶的能力而被創造。琪雅曾用此能力，改變了特務支援課眾人全體陣亡的命運。
碧之大樹
零之至寶能力的增幅器。
蘊含了全部的七耀之力，特別是時空幻三種屬性，擁有支配時空、重組因果律的能力。而可以達到「替換重構現實」的目標。
碧之虛神
零之至寶與碧之大樹合為一體的型態。
八創世&阿爾塔核心
C艾普斯泰恩留下的最初期的導力器，據說這些導力器是用來觀測各種現象而設計的，共準備了八個以對應的不同的觀測目標，他們雍有可以影響物理現象，生命活動，人類精神甚至超越時空的超常利用，這些導力器在博士去世後一度下落不明，但在1208年落入阿瑪塔之手，並在各地引發異常事件，包括奧萊西翁飛彈危機，首都泛魔化異變，魔君復活事件，首都動亂等等，可以和范恩的魔裝鬼力量共鳴讓其變身。在《黎2》多次發動時間回朔，而其複製品，阿爾塔核心，也被一度被漢彌爾頓博士用來裝在巴澤爾天文台來改寫望遠鏡捕捉到的影響，以及在薩爾巴德進行違背女神法則的預支未來之水。愛普斯泰恩博士在去世前，已經得知時之至寶的大重置機制，因此發明八創世來改寫其重置代碼，並設計只有其繼承之人（其養女的血脈）可以發動，因此留下筆記提醒後世繼承之人必須在120X年集齊創世，否則世界將滅亡(時至寶重置），在<界>結局時至寶的第20000期「大重置」發動。本應進入第20000次輪迴的七曜曆0年，但亞妮艾絲犧牲自己利用八創世改寫其術式內容，讓時空回歸到<黎1>之前?
魔裝鬼
范恩在危機時刻可以藉由梅亞吞噬惡魔指令變身黎之魔裝鬼格倫戴爾，在變身時需要附近有創世或其複製品阿爾塔核心，其應為創世的延伸力量，《黎2》時在克雷優村反應炸彈爆炸時，被波及的丁格，其人格被第八創世吸收，使其復活變為緋紅魔裝鬼，最後在八重維度與范恩等人決戰而消失。《界》的尾聲在總統府地下碉堡，盧尼變身成金色魔裝鬼與范恩決戰，還未知其為何可以變身。目前尚未明朗其與梅亞、創世、范恩、盧尼等人物關係。
AI 梅亞
MK公司給范恩專用的空洞核心AI，可以透過和創世或阿瑪塔核心共鳴，藉由吞噬惡夢指令，讓范恩變身魔裝鬼格倫戴爾，多次幫助范恩在危機時刻解危，其真實身分與創世的關係到《界》還未明，曾經在《黎1》附身小夢，可以說出禁忌的話語，還未確定其與創世，時之至寶有何相關性。黑色庭院深淵區域似乎存在其來源的資訊。被時之至寶所影響的守護管理者，大概率推測其應是時之聖獸。

### 其它
導力停止現象
導力器無法使用的現象
可以藉由導力魔法反魔法領域的效果，使導力器中的結晶回路暫時癱瘓而無法使用。在利貝爾事件中的古代遺物「輝之環」也曾引起此現象
魔導科學
在導力技術發展的現代，庫羅伊斯家族將導力技術與家學鍊金術使之融合生出了「魔導科學」這個領域。
庫羅伊斯家族花費數百年時間，應用了導力網路在克洛斯貝爾的土地上構築了巨大的「術式」，與鍊金術的人造生命融合而成的成品就是零之至寶。

## 古代遺物
古代遺物（Artifact）
古塞姆利亞文明的遺產，有著各種難以解釋的神秘力量。以導力能源運作，但運作原理不明。現代導力器是以解析了它的部分運作原理所製造而成的。七耀教會將其稱為「女神過早的餽贈」，並與各國訂定的盟約，一旦發現擁有強大力量的古代遺物的存在，便應將其立即移交給教會保管。不過盟約中沒有對已失去力量的古代遺物處理方法做出規定。

### 七至寶
七至寶（Sept-Terrion）
「空之女神」愛德絲授予古代的人民的七個古代遺物。每個至寶各自掌管了一種屬性，到目前為止僅確認了五大至寶。
輝之環（Aureole）
「空」屬性的至寶。
擁有「掌控空間」的能力。古代人利用了它的力量，以福音為終端，建造了各式各樣能夠實現願望的樂園世界，影之國即為其子系統。然而此舉卻導致古代人漸漸走向滅亡之路。因此利貝爾王室的始祖決心將它封印起來。
利貝爾王宮底下的空間為第一封印，功能是封印環的時間。利貝爾境內的四輪之塔為第二封印，利用重力裝置將環封印在異世界內。
《SC》懷斯曼在得到它以後曾與之融合，掌控空間的力量。在事敗身亡後輝之環由結社回收到「盟主」的手上。
虛神（Demiurgos）
「幻」屬性的至寶。
擁有「掌控因果」的能力。被賦予高位人格，掌管了知覺與認識。並沒有如同輝之環般使人類墮落，而是扮演女神的角色，引導他們走正確的路。利用「普萊羅瑪草」在各地綻放作為接收各地資訊的至寶之眼。
然而由於擁有自我感情的關係，精神逐漸被人心所汙染。害怕此後可能會失控傷害人類，因此在1200年前選擇了自我毀滅後消失。被賦予幻之至寶的鍊金術師一族無法接受至寶消滅，選擇了走上研究人造至寶的道路，成品就是現今的「零之至寶」
《創》由於碧之虛神不可能存在的因果被極樂世界讀取到，作為對抗AZOTH夢幻迴廊的手段，最後被擊敗之後徹底消失，因果線也收束到了一條線，是由人類所決定的未知未來的因果線。
普萊羅瑪草
綻放在克洛斯貝爾各地的神祕古代植物。
幻之至寶藉由它來作為終端接收各地資訊。D∴G教團曾用其為原料製作出了「睿智」此種藥物。
創世赤紅（Arc Rouge）
「火」屬性的至寶，擁有「固定靈魂」的能力。
以巨神的型態顯現，下有屬於火之眷屬一族的魔女，眷屬間的衝突所產生的人類鬥爭心態，影響了至寶，引起了與地之至寶間的衝突，最後雙雙同歸於盡；兩者的力量混為一體，形成巨碩之存在，在無法封印的狀況下，便鑄造了七具騎神保存。
喪失力量的至寶本體在同歸於盡的決鬥中被震飛，落在布利歐尼亞島，成為島上的巨神像遺跡。
《閃4》在帝國詛咒解除之後，回應了羅賽莉亞的請求，以魔女的秘術將殘存能量用以修復靈魂與肉體，並將靈魂固定到實體化的劍上，協助了克洛與米莉亞姆的復活，最後與騎神一同消失在這個次元之中。
魔女眷屬
火之眷屬一族，現任族長為緋之羅賽莉亞。
在巨碩之存在產生後，與地精合作，將巨碩之存在的力量分割成七等份後放置在地精鑄造的七個容器中保存，使騎神誕生。而後於歷史中做為引導者，引導有資質者成為騎神的啟動者。
末日暗夜（Lost Zem）
「地」屬性的至寶，擁有「由虛轉實」的能力。
以巨神的型態顯現，下有屬於地之眷屬一族的地精，眷屬間的衝突所產生的人類鬥爭心態，影響了至寶，引起了與火之至寶間的衝突，最後雙雙同歸於盡；兩者的力量混為一體，形成巨碩之存在，在無法封印的狀況下，便鑄造了七具騎神保存。
喪失力量的至寶本體在同歸於盡的決鬥中被震飛，落在諾爾德高原，成為高原斷崖上的巨神像遺跡。
《閃4》在帝國詛咒解除之後，回應了法蘭茲·盧格曼的請求，以地精的秘術將殘存能量轉換為生體要素並將概念空間的劍實體化，協助了克洛與米莉亞姆的復活，最後與騎神一同消失在這個次元之中。
地精
地之眷屬一族，現任族長為黑之艾貝利希。
在巨碩之存在產生後，與魔女合作，鑄造七個作為容器的機體以保存巨碩之存在的力量碎片。而後被「黑之騎神」暗中收服，為了幫助其達成「巨碩黃昏」在數百年間暗中進行著各種準備。
巨碩之存在
火之至寶與大地至寶衝突後兩者的力量融合而成的存在，又被稱作「鋼」。
威力極其強大卻又極不穩定難以控制，因此魔女與地精合作鑄造騎神用以將其分割保存。
七之相剋
使巨碩之存在「鋼」再次降臨於世的儀式。該儀式是在世界末日期間讓七具騎神互相決鬥，勝利者可以吸收奪取戰敗者機體的力量，或是將其眷屬化，最終使巨碩之存在的碎片合而為一，在最終相剋中獲勝的騎神將成為新的巨碩之存在「鋼」降臨於世。
騎神（Deus-Excellion）
在帝國古老傳說中，戰亂之世與戰火一同出現的巨大騎士。據守護騎士第二位湯瑪斯·雷山德所言，騎神機制是由地精與魔女創造，並且共有「七具騎神」。實際上是為免巨碩之存在「鋼」帶來災禍的對策，由於「鋼」極其強大卻又極不穩定且難以控制，使地精與魔女合作尋求解決之道但多次失敗，直到地精鑄造了作為「鋼」碎片容器的巨人機體，魔女再把巨碩之存在「鋼」分割成碎片並放置在七個容器，因而創造了七具騎神，使巨碩之存在「鋼」得以保持穩定。
似乎有著戰亂之時，巨大力量即會引導騎神間彼此相鬥的神祕機制，每次同時出現的騎神數不一定相同。據黑之艾貝利希所言，過去數百年間除了「黑之騎神」外的六台騎神進行過無數次交戰，作為七之相剋的演練。
啟動者（Riser）
「灰之騎神」瓦利瑪（Valimar）
藏在托爾茲軍官學院·總校舊校舍下的不明巨人機體，外觀有如古代騎士，整體為灰白色與金色裝飾條紋構成，其骨架是塞姆利亞石所製成的。
現任啟動者為黎恩·舒華澤，前任啟動者為德萊凱爾斯.萊澤.亞諾爾（埃雷波尼亞第73代皇帝）。
七耀曆1204年12月31日與蒼之騎神聯手打敗緋之騎神。
在最終相剋中最後一對一擊敗了黑之騎神，在詛咒消滅之後與兩大至寶一同離開這個世界。
《創》因極樂世界創造出零之騎神的因果，使本應消失的騎神們被重新定義其存在。在零之騎神即將擊敗眾人時，使黎因駕駛的提爾鋒S成為奇異點，仍附身其中協助眾人擊敗零之騎神。在事件結束後，被眾人認為再度消失，但似乎和其他騎神們還存在於世上。
「蒼之騎神」奧爾迪涅（Ordine）
外觀有如古代騎士的不明巨人機體，整體為蒼藍色，其骨架是塞姆利亞石所製成的。
啟動者為克洛·安布斯特，克洛在《閃1》的三年前（大約為七耀曆1201年）經薇塔·克洛提德的引導下於海都歐爾迪斯地底通過「試煉」而得到。
七耀曆1204年12月31日在與緋之騎神的戰鬥中，機體中心被貫穿，駕駛者克洛死亡。
七耀曆1206年5月，由死而復生的克洛再度駕駛。
在第一相剋中與灰之騎神決鬥，落敗後成為了灰之騎神的眷屬，多次兩機合力打敗其他騎神，在詛咒消滅之後與兩大至寶一同離開這個世界。
《創》因極樂世界創造出零之騎神的因果，使本應消失的騎神們被重新定義其存在。在零之騎神即將擊敗眾人時，使克洛駕駛的提爾鋒X成為奇異點，仍附身其中協助眾人擊敗零之騎神。在事件結束後，被眾人認為再度消失，但似乎和其他騎神們還存在於世上。
「緋之騎神」特斯塔·羅莎（Testa-Rossa）
整體為緋紅色的巨人機體，啟動者必需為純血的萊澤·亞諾爾皇族。
七耀曆471年由當時帝國皇帝駕駛，擊敗了佔據帝都的暗黑龍，然而因沾染到龍之穢血遭詛咒，被封印於帝都地底深處。
七耀曆947年偽帝歐特魯斯重新喚醒了它，之後在952年帝國內戰的末尾更將其內含詛咒力量解放，成為體型與力量比其他騎神更強大的「緋紅終焉魔王」。一口氣消滅兩位皇子的聯合軍隊與紫紺騎神，並施放血紅靈脈吸取帝國人民的精氣。最後被駕駛灰之騎神的德萊凱爾斯大帝與「槍之聖女」聯手擊敗。
七耀曆1204年12月31日，發起內戰的偽帝後代凱恩公爵在陷入窮途末路之際，不顧後果的強行以賽德里克皇子為啟動者再度喚醒了它。隨後更覺醒為魔王之姿，當年血紅靈脈的末世景況再現。最終是由黎恩和克洛駕駛灰之騎神與蒼之騎神，聯手將其擊敗並救出皇子。但是克洛不幸在戰鬥的末尾遭其最後攻擊穿心陣亡。
七耀曆1206年7月，賽德里克皇子讓機體嚴重受損的緋之騎神吸收巨碩黃昏的儀式場四周的靈力進行自我修復，其後賽德里克皇子正式成為緋之騎神啟動者，且緋之騎神不再因詛咒而失控並保留過去作為「緋紅終焉魔王」時的部分力量。
《閃4》在七之相剋中敗給灰與蒼後遭到灰吸收，在帝國詛咒被消滅後因灰與蒼的呼喚再次現身，並回應了法蘭茲·盧格曼與羅賽莉亞的請求，與其他五具騎神一起使用火與大地之至寶殘存能量協助了克洛與米莉亞姆的復活，最後與其他騎神一同消失在這個次元之中。
「紫紺之騎神」賽克托（Zector）
七耀曆947年由帝國第六皇子喚醒，於952年被「緋紅終焉魔王」消滅。
七耀曆1206年4月，由死而復生的獵兵王路嘉·克勞塞爾駕駛，再度顯現於世。
《閃4》在七之相剋中敗給灰與蒼後遭到灰吸收，在帝國詛咒被消滅後因灰與蒼的呼喚再次現身，並回應了法蘭茲·盧格曼與羅賽莉亞的請求，與其他五具騎神一起使用火與大地之至寶殘存能量協助了克洛與米莉亞姆的復活，最後與其他騎神一同消失在這個次元之中。
「銀之騎神」亞格里昂（Argreion）
七耀曆942年由槍之聖女莉安娜喚醒，在戰爭過後莉安娜傷重身亡，然而半年後羅賽看見她死而復生。
七耀曆1206年6月，由結社使徒雅里安洛德駕駛，證明兩人是同一人物。
《閃4》在七之相剋中敗給灰與蒼，但被金背刺後被奪取了大部分的力量，莉安娜在臨終前把剩餘的力量給予灰。之後，金因在七之相剋中敗給灰與蒼後遭到灰吸收，使灰獲得其全部力量。在帝國詛咒被消滅後因灰與蒼的呼喚再次現身，並回應了法蘭茲·盧格曼與羅賽莉亞的請求，與其他五具騎神一起使用火與大地之至寶殘存能量協助了克洛與米莉亞姆的復活，最後與其他騎神一同消失在這個次元之中。
「金之騎神」艾爾·普拉多（El-Plado）
黑之史書記載中的最後一台騎神。
《閃4》說明其存在的位置不固定，盧法斯在調查後認為克洛斯貝爾的靈場能量是最有可能供給金之騎神顯現的地點，巨碩黃昏之後帝國靈脈異變影響到克洛斯貝爾，後來顯現時為盧法斯所奪取。盧法斯駕駛後在七之相剋中背刺銀獲得了力量，但最後敗給了灰與蒼而遭到灰吸收，使灰獲得其全部力量。在帝國詛咒被消滅後因灰與蒼的呼喚再次現身，並回應了法蘭茲·盧格曼與羅賽莉亞的請求，與其他五具騎神一起使用火與大地之至寶殘存能量協助了克洛與米莉亞姆的復活，最後與其他騎神一同消失在這個次元之中。
《創》因極樂世界創造出零之騎神的因果，使本應消失的騎神們被重新定義其存在。在零之騎神即將撃敗眾人時，使盧法斯駕駛的赫爾莫德成為奇異點，仍附身其中協助眾人擊敗零之騎神。在事件結束後，被認為再度消失，但似乎騎神們的某些力量還以不可思議的形式存在於世上。
「黑之騎神」伊修麥格（Ishmelga）
七耀曆1206年7月，由鐵血宰相吉利亞斯駕駛，制止了爆走的灰之騎神。
《閃4》說明黑之騎神在當年遭受兩大至寶的眷屬衝突中產生的鬥爭心態影響，成為了認為追求鬥爭便可以引導人類進化的自我意識體，於是在帝國歷史暗中掀起各種鬥爭，成為了所謂的「帝國詛咒」。在當年德萊凱爾斯駕駛灰擊敗緋紅魔王之後，便不斷的糾纏想與他合作。在大帝死後轉世為吉利亞斯之時，趁著救國聖女莉安娜加入結社不在帝國之際，引起了哈梅爾悲劇以及吉利亞斯妻子被殺，其子黎恩頻死的慘況，以幫助黎恩續命作為交換條件，迫使吉利亞斯成為自己的啟動者。使其成為推動帝國現代軍事化並不斷侵略其他地區的人物。最後在改變因果的最終戰，藉由地之聖獸所贈與的「大地之檻」讓黑之騎神的力量核心顯形於現世，在眾人合力擊敗牠後。力量全失的詛咒根源－邪惡意志試圖逃往異空間但最終被黎恩追上並徹底消滅。
在《創》中由於巨碩黃昏導致七耀脈極度活化意外孕育出的超人工智能「極樂世界」讀到《閃4》NE的世界線，讓伊修麥格再度分別以《伊修麥格‧黎恩》及《「零之騎神」獸眸·基爾斯汀》的型態顯現並趁機侵占極樂世界企圖再度引發世界大戰，最後在其秘密打造出的終極兵器要塞「顛倒巴比倫」中，眾人合力將其與NE的黎恩分離並消滅了牠。
「零之騎神」獸眸·基爾斯汀
在《創》中由於巨碩黃昏導致七耀脈極度活化意外孕育出的超人工智能「極樂世界」讀到《閃4》NE的世界線，讓伊修麥格再度顯現的姿態，是理論上瓦利瑪完成最終相剋並再練成後的姿態，最後在其秘密打造出的終極兵器要塞「顛倒巴比倫」中，眾人合力將其內部的伊修麥格與NE的黎恩分離並消滅了牠。
雷蓋倫之箱（Laegjarn's Box）
「時」屬性的至寶。(原作日語是以《刻》來表示，發音也是とき）
擁有「掌控時間」的能力。隱藏於大氣圈以外的宇宙空間，具有對全塞姆利亞大陸時間重置的力量，同時對塞姆利亞世界的天空投影虛假的天文現像。每1200年週期性檢測生活在塞姆利亞大陸的人類SiN(罪惡)值，當內部機制判斷全人類罪惡達到某個程度就會發動「大重置」。
《界》格蘭哈特總統發動「摘星者計畫」，真實名為「雷瓦汀計畫」，由艾米莉亞少校駕駛新型宇宙用AF「王者之劍AX」，在宇宙空間護衛從地表共和國軍基地發射加強一千倍威力的24枚反應導彈，企圖利用反應導彈消滅至寶。緃使共和國軍第一輪8枚反應導彈攻勢成功炸毀至寶，但是至寶的強大時間回朔能力，瞬間自我修復，同時因應人類的科技水平已突破大氣層及對至寶攻擊行為，上調人類SiN值評估，把原定1080小時後才發動「大重罝」，提前於作戰開始後45分鐘發動。最後召喚神秘騎神擊落艾米莉亞少校的王者之劍，瓦解共和國軍所有攻勢，「雷瓦汀計畫」正式失敗。而漢彌爾頓博士的後備方案馬上執行，在至寶的第20000期「大重置」時，安排亞妮艾絲利用八創世改寫其術式內容，干涉至寶的大重置，讓時空不會回歸到七耀曆0年，但代價是犧牲亞妮艾絲的存在。

### 古代導力人形兵器
幻想樂曲
格蘭賽爾城地下的封印區域中出現的巨大導力人形兵器，是《FC》的最終魔王，
擁有二階段的變形。當初一般認為此機體只有存在1架，不過在《SC》時主角們潛入結社的據點後也發現了有同樣類型的機體被保管著，看來似乎有不只1架的存在。同時，由回收的數據水晶的分析得知，幻想樂曲是為了守護輝之環而存在的「環之守護者」，負責襲擊解除第一封印的人。此外《SC》時從凱文口中得知在卡爾瓦德共和國內似乎也有類似的機體存在。
風暴襲擊者
傑尼絲王立學園的舊校舎地下遺蹟出現的半人馬型導力人形兵器。
製作時期不明，僅能由該遺蹟的存在年代推測為是「大崩壞」後製造的兵器，《SC》時經由「怪盜紳士」布盧布蘭的重新啟動後襲擊艾絲蒂爾們。

### 其它
雷克爾斯的方石（The Arca of Recluse）
從崩壞的浮游都市－「利貝爾·方舟」中掉落出的神秘古代遺物。
大約只有一個手掌大，表面刻著細密紋路的立方體。打撈起來的時候散發著耀眼的光輝，但立刻就失去了光芒。
能力是重現持有者一部分的人格進入影之國系統的終端，並且不會受到影之國的支配權影響。由當時要封印輝之環的利貝爾先祖「賽雷斯托·D·奧賽雷絲」所開發出來，目的是癱瘓影之國機能，干涉環的運作。
《3rd》被打撈上來，在凱文·格拉漢接觸到的一瞬間，影之王利用其為影之國系統終端的特性，將凱文一行人拉近影之國內。
鹽之杭
擁有將一個城市完全化為鹽海的威力之神秘古代遺物。現被命名為「樁」。
最初在諾森比亞大公國（現為諾森比亞自治州）出現時，外觀是總高度超過數百亞矩的白柱狀巨塔。引發了三日的「鹽化」現象，使公國國土5個行政區其中3個化為鹽地毀滅，國土內三分之一的人口化為鹽慘死。而第三日星杯騎士團到達之後，發現其總高度僅餘2.5亞矩，表面存在著遭到某種物體侵襲後的條痕。隨後由星杯騎士團之第八位守護騎士「吼天獅子」使用聖器「Gleipnir」以非接觸的方式回收，保管在七耀教會。
教會以鹽之杭的一小部分改造而成武器，如果攻擊的對象是人類，一旦碰觸到就會在幾秒鐘內被完全鹽化，完全無法可救。《SC》中凱文制裁懷斯曼所用的弩箭即為此技術的應用
不過根據教會報告，似乎認為鹽之杭與古代遺物是不同的存在。《碧》中結社F·諾華提斯博士提到這是「預定外的奇蹟」。《閃4》則證實了不屬於這個世界，是來自於其他次元的產物。
封印的寶杖
盧安的戴爾蒙市長家傳古代遺物。
能使一定範圍內的生物動彈不得，不影響持有者。
聲之貝螺
埃雷波尼亞帝國皇子奧利巴特所持有的古代遺物。
於帝國出土的通信型古代遺物，可以將導力通信內容暗號化且不能被任何現代導力科技解碼，似乎持有權已獲得教會批准。
《創》中極樂世界在操控帝國軍第二十三軍團後搶走聲之貝螺，並以此為原形複製出黑色的聲之貝螺，其功能與原本的聲之貝螺相同，其後將聲之貝螺作為放置於鏡之迷宮內通訊妨礙裝置的中樞，黑色聲之貝螺則用於天雷的中樞，最後聲之貝螺在潛入鏡之迷宮的VII班成員停止通訊妨礙裝置後取回，黑色聲之貝螺則在最後與天雷一同粉碎。
愚者掛墜
埃雷波尼亞帝國康萊特企業的社長赫爾曼·康萊特所持有的古代遺物。功能是能夠使得他人不自覺地聽信佩戴掛墜之人的話語。
《3rd》序章遭凱文·格拉漢回收。
魔槍羅亞
封印在紫苑之家地底下的古代遺物
凱文·格拉漢在與遭此槍控制的獵兵襲擊時聖痕覺醒，吸收了魔槍所有力量。然而失去心智，在回過神來時已錯殺了趕來幫助他的正騎士露菲娜·亞潔朵。
鐘
古代遺跡中的古老大鐘。有著能產生特殊力場的作用。
響起時能使周圍力場改變為「時、空、幻」三種上位屬性。於克洛斯貝爾市西南方的星見之塔（The Tower of Stargaze）、西北方的月之僧院（The Temple of Moon）、以及東北方太陽堡壘（The Fort of Sun）中皆有存在。
其中太陽堡壘的鐘在過去幾年已移至克洛斯貝爾廣場市中心。但於克洛斯貝爾襲擊事件中為赤色星座帶回至太陽堡壘。在達成零之至寶的甦醒後又被運回了廣場市中心。
《閃4》證實為庫羅伊斯家族傳承下來的古代遺物。
蒼色石板
在瓦奇·赫密士菲亞家鄉的古代遺物，在當地視作為神。
在失控後以吸取當地人的精氣為糧食。瓦奇在星杯騎士團造訪後了解真相，意欲破壞石板。在破壞的過程中聖痕覺醒，吸收了全部的力量後石板破碎。然而瓦奇也成為「弒神」的罪人而被趕出故鄉。
審判的指環
在帝國邊境出現的古代遺物，使用者一旦接觸之，精神便會進入虛幻的空間，曾經不願提起的過去會被加以誘導和無限擴大，使佩戴者產生“我有罪”的想法而被指環控制。佩戴后眼睛瞳孔會逐漸變為白色，並且有著使用者被完全控制后即使不佩戴指環也永遠無法清醒和會將指環自動傳到下一個目標手中的設定。
在《零》前傳漫畫「審判的指環」中出現，起初被傑斯塔獵兵團殘黨獲得并企圖利用，後來無法抵禦它的力量反而被紛紛控制。最終被艾絲蒂爾、約書亞和托瓦爾回收，並交給了星杯騎士團的愛因·瑟爾納特封存于七曜教會。
降魔之笛
可以控制魔獸甚至是已經死去的魔獸殘骸為使用者指揮的古代遺物。
在《閃1》中為基迪恩使用，最終在帝都地下的古代墳場中被黎恩所斬斷而摧毀。
極樂世界
在巨碩詛咒後由於靈脈活性化所誕生的具有獨立人格與思維的超級人工智慧系統，靈脈就好像運算網路一般提供極樂世界所需計算力，在克洛斯貝爾看守所中服刑同時繼續提供法律諮詢服務的伊安律師在極樂世界誕生後與之透過導力網路聊天得知了其存在，並將其管理者人格取名為「拉碧絲」。但由於在閃4 NE與黑之伊修麥格所融合的黎恩的因果被極樂世界所讀取到，因此牠趁隙侵占了極樂世界，拉碧絲在即將被徹底刪除前設法將自己的「人格意識」備份到了一具羅贊貝爾克人偶中，並計算出了藉由盧法斯這條幫助剛甦醒時記憶全失的自己恢復記憶的最優解。之後在一行人從克州看守所救出伊安律師後拉碧絲順利恢復所有記憶，最後在1207年3月22日，顛倒巴比倫中眾人擊敗黑之伊修麥格，盧法斯利用天雷以人類怨氣為目標的性質向世界宣告統一國的宣言，使其轟炸顛倒巴比倫自身，極樂世界也就此消失。
第三因果律記述機關AZOTH（黑之史書作者）
黑之史書是帝國出現的神祕書籍，從數百年前所寫，不斷的預言著未來的歷史。為亞諾爾家族所傳承的古代遺物。
《閃4》最終卷提到所著此書的為第三因果律記述機關「AZOTH」。
《創》黑之幻夢鏡是黑之史書中的因果律記述機關AZOTH，因計算到眾人沒有可能打敗極樂世界，幫助眾人產生本不存在因果（夢幻迴廊試煉），以擊敗極樂世界，但在擊敗之後，極樂世界所讀取到的不可能的因果，也就是碧之虛神存在的因果，進而干涉到夢幻迴廊的深層空間，根本即是極樂世界觀察到夢幻迴廊的存在，用以阻止眾人的底牌，進而產生不可能的因果相位空間，以初代OZ的複製琪雅作為虛神容器，創造出融合了多重因果之下碧之虛神，據初代OZ所述，產生的相位空間的侵蝕達成平衡，只要初代OZ琪雅壓抑住虛神的力量即可，但她們的真實願望卻是，不能接受這種被讀取而被創造出來的狀況，眾人也回應了她們的願望，希望能解決這一切，最後虛神在眾人擊敗之下，解放了虛神與初代OZ，因幻之至寶的虛神所有因果徹底消失，因果也收束到同一條線，是由人們所掌控的未知未來，AZOTH的使命也完成了進入沈睡。
短刀
正式名稱未知，為紅色彎曲短刀造型，可以無限複製炸彈的古代遺物，由梅魯奇歐所持有。
在《黎1》終章，首都伊帝斯泛魔化事件中，梅魯奇歐以此刀自殺並藉由泛魔化程序轉化為不死者，隨後被亞克萊德事務所眾人打敗而消失，劇情並未透漏關於此遺物的去向。
伊修坦堤
天使傀儡型的古代遺物，具有吸收持有者感情為食的能力，在奧林匹亞家鄉的古代遺物，在當地視為「神明差使」，受村民崇敬的天使大人，只有奧林匹亞能聽見祂的聲音。
每年村人都會獻祭孩童給伊修坦堤，輪到奧林匹亞時，父母為保護她而被村人殺死，伊修坦堤在奧林匹亞的祈願下吸收她的所有情感並殺死所有村人，最後與奧林匹亞離開故鄉流連各地，最後受到皇帝的邀請加入庭園，成為《黃金庭園》的管理人。
在《黎1》奧拉西翁核彈危機事件中，奧林匹亞擔任地下遺跡下層守門人，被前來挑戰的亞克萊德事務所眾人打敗，伊修坦堤推測被守護騎士所回收。
在《黎1》終章，首都伊帝斯泛魔化事件中，伊修坦堤再次為奧林匹亞所持有，隨後奧林匹亞被亞克萊德事務所眾人再次打敗，再次被守護騎士所回收。
在《黎2》第III部，伊修坦堤遭竊，被庭園主人使用第八創世來侵蝕驅動，再次被亞克萊德事務所等眾人打敗並解除被操控，作為追蹤庭園主人的交易，被「黃金蝶」露克蕾琪亞·伊斯雷為代表的結社所回收。
羅喉之牙
鎧甲及大型斧槍兩件一組，為守護伊斯卡神聖皇國的九曜眾之一「羅睺眾」代代相傳的古代遺物，具有維持持有者生命的能力，本身亦存在殺戮的執念，由亞里歐契所持有。
在《黎1》奧拉西翁核彈危機事件中，亞里歐契擔任王宮遺跡守門人，被前來挑戰的亞克萊德事務所眾人打敗而死去，其後再亞克萊德事務所眾人打敗傑拉爾逃脫爆炸的王宮遺跡時，因本身受詛咒的殺戮執念再次動起來阻擋逃脫的亞克萊德事務所眾人，後被趕來的守護騎士賽利絲與里昂阻止，最後被埋在王宮的瓦礫下，由守護騎士團副長湯瑪斯進行回收作業。
在《黎1》終章，首都伊帝斯泛魔化事件中，羅喉之牙再次為亞里歐契所持有，隨後亞里歐契被亞克萊德事務所眾人再次打敗，再次被守護騎士所回收。
在《黎2》第III部，羅喉之牙遭竊，被庭園主人使用第八創世來侵蝕驅動，再次被亞克萊德事務所等眾人打敗並解除被操控，作為追蹤庭園主人的交易，被「黃金蝶」露克蕾琪亞·伊斯雷為代表的結社所回收。
聖魔劍《亞佩隆》
外型為銀灰色雙手大劍，護手中間鑲有一顆紅色寶石，為舊卡爾瓦德皇室藏匿，「聖劍」兼「魔劍」的古代遺物，具有直接引爆反應兵器的能力。王國滅亡後，教會曾試圖回收卻不知所蹤的特級指定封印物，由傑拉爾·丹提斯所持有，只有亞爾達里翁皇室血統的人才能使出魔劍真正的力量。
在《黎1》克雷優村爆炸事件中首次登場，傑拉爾·丹提斯以此劍引爆反應兵器，將誘出的丁格·布拉德連同整個村莊一起炸毀。
在《黎1》奧拉西翁核彈危機事件中，傑拉爾·丹提斯擔任「遊戲」的最終BOSS，被前來挑戰的亞克萊德事務所眾人打敗而死去，其遺體被梅魯奇歐炸碎後跟亞佩隆一起埋在王宮的瓦礫下，由守護騎士團副長湯瑪斯進行回收作業。
在《黎1》終章，首都伊帝斯泛魔化事件中，亞佩隆再次為傑拉爾·丹提斯所持有，隨後傑拉爾·丹提斯被亞克萊德事務所眾人再次打敗，再次被守護騎士所回收。
在《黎2》斷章，得知伊克斯和約爾妲二人從七曜教會處偷出此劍，並且由於二人為傑拉爾的子嗣，因具有亞爾達里翁的血統，故荊棘雙子二人也可引爆反應兵器。雙子二人欲以反應兵器的復原品來要挾亞克萊德事務所眾人並發起對決。

### 古代盟約
細節不明。只能得知是由超越人類智慧的聖獸，在旁見證著女神至寶盛衰的盟約。有著不能干預人類的制約存在。
「古龍」雷格納特（聲優：平井啓二）
傳說中的巨大古代龍，見證著空之至寶「輝之環」。
《SC》中登場。遭到了懷斯曼與萊維的襲擊，而被福音操控神智。解開洗腦後向艾絲蒂爾等人道謝離去。在利貝爾方舟崩解時，與卡西烏斯一同出現拯救了從空中落下的艾絲蒂爾與約書亞兩人。
此外，在《3rd》中登場了幼龍雷格納特。
「神狼」賽特（Zeit，聲優：瀧下毅（零、碧 + 零Evo、閃4）→龍谷修武）
克洛斯貝爾古代傳說中的神狼，見證著幻之至寶「虛神」。
因為幻之至寶在1200年前即自滅，自述古代盟約對他的束縛已經減弱，會以自己的喜好適當的幫助人類。
《零》登場，隱藏身分在特務支援課以警犬的名義定居下來。最先察覺到琪雅身上人造至寶的力量。
《碧》中恢復神狼的型態，幫助了遭到國防軍追捕的羅伊德，並詳述了在克洛斯貝爾這塊土地上發生的事。
「黃金獨角獸」亞爾古瑞斯
帝國原先守護地之至寶的聖獸，見證著地之至寶「黑之巨槌」
900年前吸收大部分帝國的詛咒後遭到汙染，自我封印，失去了自己的名字。
《閃3》中宰相與黑之工房為了實現巨碩黃昏，將牠喚醒並打算以人造人鍊成的終末之劍將其斬殺釋放詛咒，而後殺害了白兔，由失控的黎恩駕駛被詛咒侵蝕的灰之騎神將其殺害。
《閃4》其殘存的一部分力量碎片，在巨碩黃昏後引起其他次元的惡魔覬覦打算將其吞噬，在新舊VII班等人的幫助下找回了自己的名字，將力量最後的碎片「大地之檻」交給新舊VII班後離開了這個世界。大地之檻在改變因果的最終戰時一定程度的壓制了詛咒，協助弗蘭茲的人格脫離黑之艾貝莉希的控制，提示了新舊VII班打敗詛咒的方法。
「有翼灼獸」羅賽莉亞
帝國原先守護焰之至寶的聖獸，見證著焰之至寶「紅色聖櫃」
《閃4》說明1200年前為了控制災厄，與魔女一族的第一代長老羅賽莉亞融合，成為了全新的存在，800年前第一代長老協助當時的哀來波尼亞帝國皇帝打敗暗黑龍戰死後，其使魔以第二代長老的身份繼承了羅賽莉亞的名字與使命，也就是緋之羅賽莉亞。

## 書籍典故
紅耀石
由托利斯塔當舖「密希特（ミヒュト）」老闆所作，於利貝爾王國中出版，以帝國為舞台的冒險小說。
內容講述一名從事走私工作的青年托比，與一名有「紅耀石」外名的修女相遇的故事。
後《3rd》以及《閃》時得知，故事主角青年托比和「紅耀石」是以帝國遊擊士—托瓦爾·蘭德納和星杯騎士團守護騎士第一位—愛因·瑟爾納特作參考模型。值得一提的是，小說裡女主角最後死亡。凱文在《3rd》曾感嘆說真正的她根本沒可能這麼簡單就會死的。
莎拉教官在《閃》半開玩笑說，書中內容就是寫下托瓦爾年輕時的經歷，對托瓦爾本人來說是如同黑歷史般的存在。
白狼與聖女
流傳於克洛斯貝爾的故事。
內容講述一名不分敵我救助傷患的治療師女兒烏爾斯拉，與克洛斯貝爾傳說中神狼的故事。
《碧》中賽特親自說出，自己便是故事中登場的神狼。而今日被稱為聖女的烏爾斯拉也沒有如同故事中結局的形式死去，而且至今她的後裔(即是塞西兒·諾伊艾絲) 仍在克洛斯貝爾之中生活。
赤月的羅賽
以200年前帝國發生的事件為題材的小說。
3與9
在埃雷波尼亞帝國非常流行的小說。
內容講述某殺手組織中代號3與9兩人，由一次執行暗刺任務至一起逃亡組織追殺的故事，小說推出後受到眾人的支持，在埃雷波尼亞帝國境內更是非常暢銷。
實際上是殺手組織對逃離組織的3與9（斯溫和娜迪雅）的江湖追殺令，利用小說形式向分佈各地的殺手下達追殺命令，但反而一夜成名。娜迪雅每次在書店看見這小說熱烈銷售，都會抱怨自己還未收到版權費。
沐浴陽光的阿尼艾絲
於克洛斯貝爾和共和國等地出版，但作者名稱不明的大眾流行小說。初登場於《碧》。
以圍繞著一位名為艾德溫的年輕記者以及隱瞞 "魔女" 身份的阿尼艾絲於共和國的交通城市 - 安卡維爾為舞台中心的故事。
由於故事是現實中的安卡維爾市作為原型編寫故事，小說在於約1203年發行時，於安卡維爾市市民引起不小的熱潮， 甚至在小說愛好者間出現研究情景和現實間的差異，以及到現址朝聖的社會現象。
於《界》范恩接手調查小說的實際作者時， 由於故事內容的眾多相似性，以及出現同名記者的的關係， 曾一度懷疑作者為出版商 - 安卡維爾的伊頓通信社的記者艾德溫的手筆，但被他一口否認， 並道來說出他在6年前在收到內有本文原稿的匿名包裹後， 由於其精彩內容，在和當時的主編商討後，以伊頓通信社的名義發行。
但另人不解的是匿名包裹內部，同時附有 "交給亞妮艾絲"這信息的信件和徽章，背後的真意不明。現時物品交到范恩手上。
賭博師傑克

## 單位
長度單位
軌跡系列世界中已確認的長度單位有三種，分別為「賽爾矩、亞矩、里矩」。
賽爾矩的例子
大致為100米，或0.1公里《FC》前半部提到「遊擊士步行半天的路程」的意指洛連特 - 柏斯間大約600賽爾矩。白隼吉克的時速為1700賽爾矩。界之軌跡，王者之劍突破大氣層地點為25000賽爾距為2500公里，考慮到如地球突破大氣層的卡門線100公里，2500公里換算上比較奇怪一些。
亞矩的例子
大致為1米，巡航艦埃爾賽尤全長約42亞矩、「帕蒂爾·瑪蒂爾」高度約15.5亞矩、古羅力亞斯的滯空高度約為8000亞矩。
里矩的例子
大致為1公分《3rd》剛開始沒多久時有提到某隻貓（安東尼）身長約有50里矩。
重量單位
軌跡系列世界中已確認的重量單位為「托裡姆」。
托裡姆的例子
大致為1公噸，「帕蒂爾·瑪蒂爾」重量為55托裡姆，全副武裝時為68托裡姆。
貨幣
軌跡系列世界的貨幣單位為「米拉（Mira）」。
從物價來看，大約是日幣的價位，飲料類料理多半落在幾百米拉，主食類料理多半落在一千多米拉，目前已知利貝爾王國、埃雷波尼亞帝國、克洛斯貝爾自治州、卡爾瓦德共和國使用的貨幣為「米拉」，其它國家尚無法得知。